# 관훈동 민씨 가옥
관훈동 민씨 가옥(寬勳洞 閔氏 家屋)은 원래는 행정구역 개편 이전에 서울특별시 종로구 관훈동 30-1에 소재하고 있었으며, 남산골한옥마을로 이전하기 전 문화재 지정 명칭은 '관훈동 이진승가옥'이었다. 또한 부마도위 박영효 가옥(駙馬都尉朴泳孝家屋)으로 불린 바 있다.
박영효는 조선시대 25대 왕인 철종과 숙의 범씨 사이에서 난 영혜옹주의 남편이다. 박영효는 이 가옥 외에 안국동 윤보선가에서도 살았고, 후일 창신동에서도 큰 저택을 짓고 살았다. 서울 8대가 중의 하나로 전해지는 이 가옥은 안채·사랑채·별당채·대문간채·행랑채로 이루어져 있었으나, 안채 외에는 헐리어 없던 것을 이건하면서 사랑채와 별당채만 복원하였다.

## 구조
가옥은 'ㄱ'자형 몸채에 '一'자형 행랑채가 붙어 있으며, 부엌과 안방이 모두 같은 방향으로 향하고 있다. 이는 개성(開城)을 중심으로 한 중부지방형으로 안방이 회첨골에 위치하는 서울지방의 가옥과는 다른 형식이다.
전 이 가옥의 모습을 보면, 관훈동 큰길에 면한 골목을 들어서면 남북으로 길게 뻗은 행랑채가 있고, 이 행랑채에 솟을대문이 있었다.
행랑채는 헛간·마루방·대문간·문간방과 마루방·문간방·아궁이부엌·광 2칸·아궁이부엌·행랑방 2칸·헛간 2칸이 남에서 북으로 구성되어 있었다. 솟을대문을 들어서면 행랑마당이 있고, 동측과 북측에 각각 중문이 있다. 동측으로 난 중문을 들어서면 사랑마당이 나오고, 그 앞으로 'ㄱ'자형의 사랑채가 자리잡고 있다.
사랑채는 정면 2칸 측면 1칸의 사랑방과 정면 2칸 측면 1칸의 대청, 정면 1칸 측면 1칸 반의 누마루가 서쪽에서 동쪽으로 차례로 위치하며 남향하고 있다.
사랑방 뒤로 1칸 크기의 침방과 1칸 크기의 함실 아궁이가 각각 동쪽과 서쪽에 있으며, 사랑방과 대청 앞에는 반 칸 폭의 툇마루가 설치되어 있다.
행랑마당의 북측에 있는 중문을 들어서면 또 하나의 행랑마당이 나오고, 여기서 동측으로 위치한 중문간을 들어서서 맞은편의 내외벽을 돌아 들어가면 안마당에 이른다. 안채는 'ㄱ'자형 평면을 하였는데, 서쪽으로 '一'자형 중문간 행랑채와 접해 있다.
남향한 안방 서쪽으로 부엌이 있고, 안방 동쪽으로 2칸 작은 대청과 작은 건넌방이 있으며, 작은 대청과 건넌방에서 남쪽으로 꺾여 나오며 서향한 정면 3칸 측면 2칸 크기의 큰 대청과 정면 2칸 측면 2칸의 노모방이 차례로 자리잡고 있다. 이렇게 형성된 'ㄱ'자형 평면은 개성을 중심으로 한 지방에 보이는 실(室) 배치 형식이다.
부엌에서 남쪽으로 꺾여 나간 곳으로 찬간ㆍ방ㆍ중문간이 차례로 위치하고, 부엌 북쪽으로는 곡광이 있다. 안방은 정면 3칸, 측면 1칸 반 크기인데, 창호로 구획하여 모두 6개의 큰방과 작은 방(협실)을 만들었으며, 안방·큰대청·큰건넌방의 둘레에는 툇마루가 둘러있다.

## 갤러리

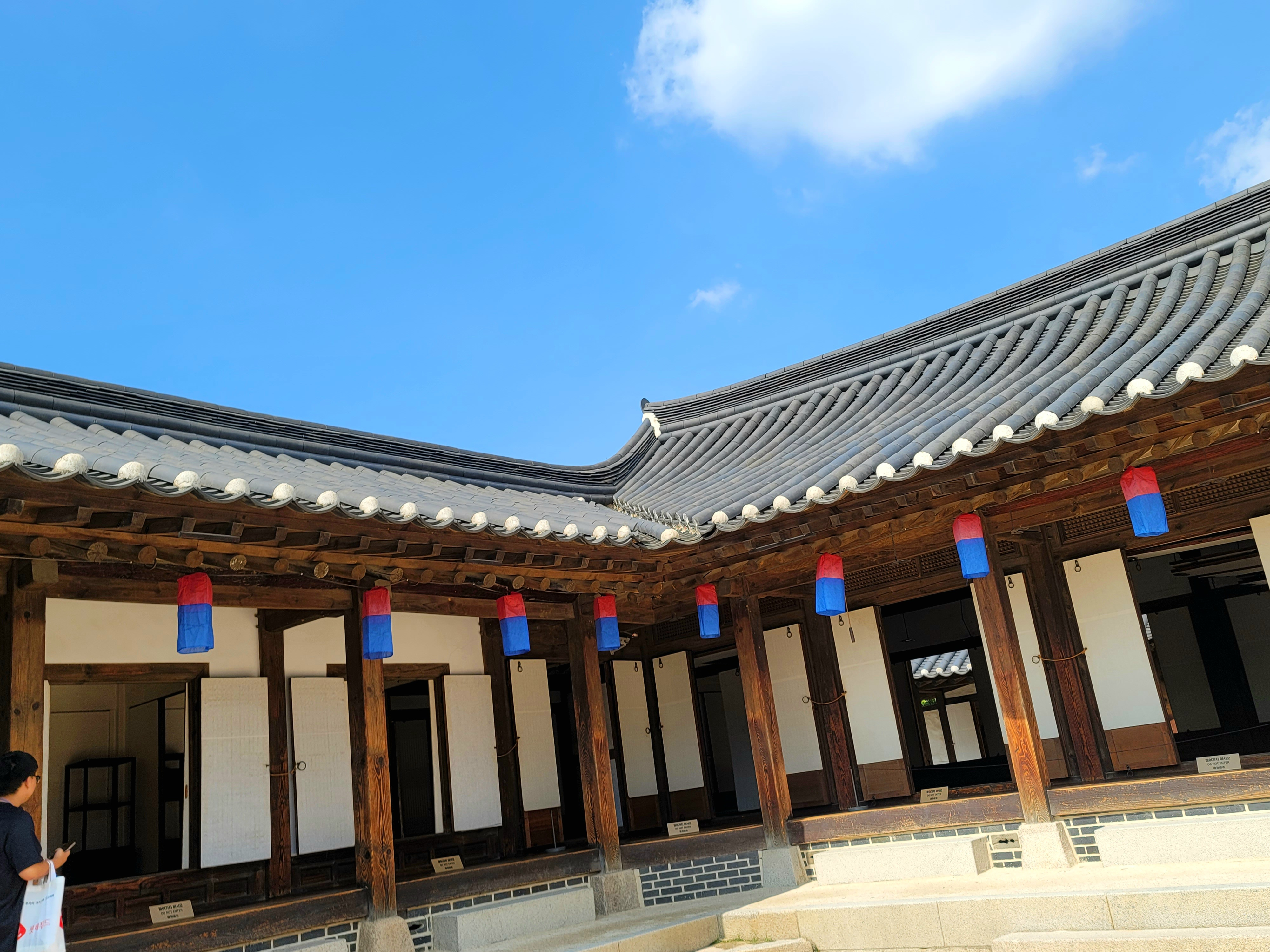
전경.
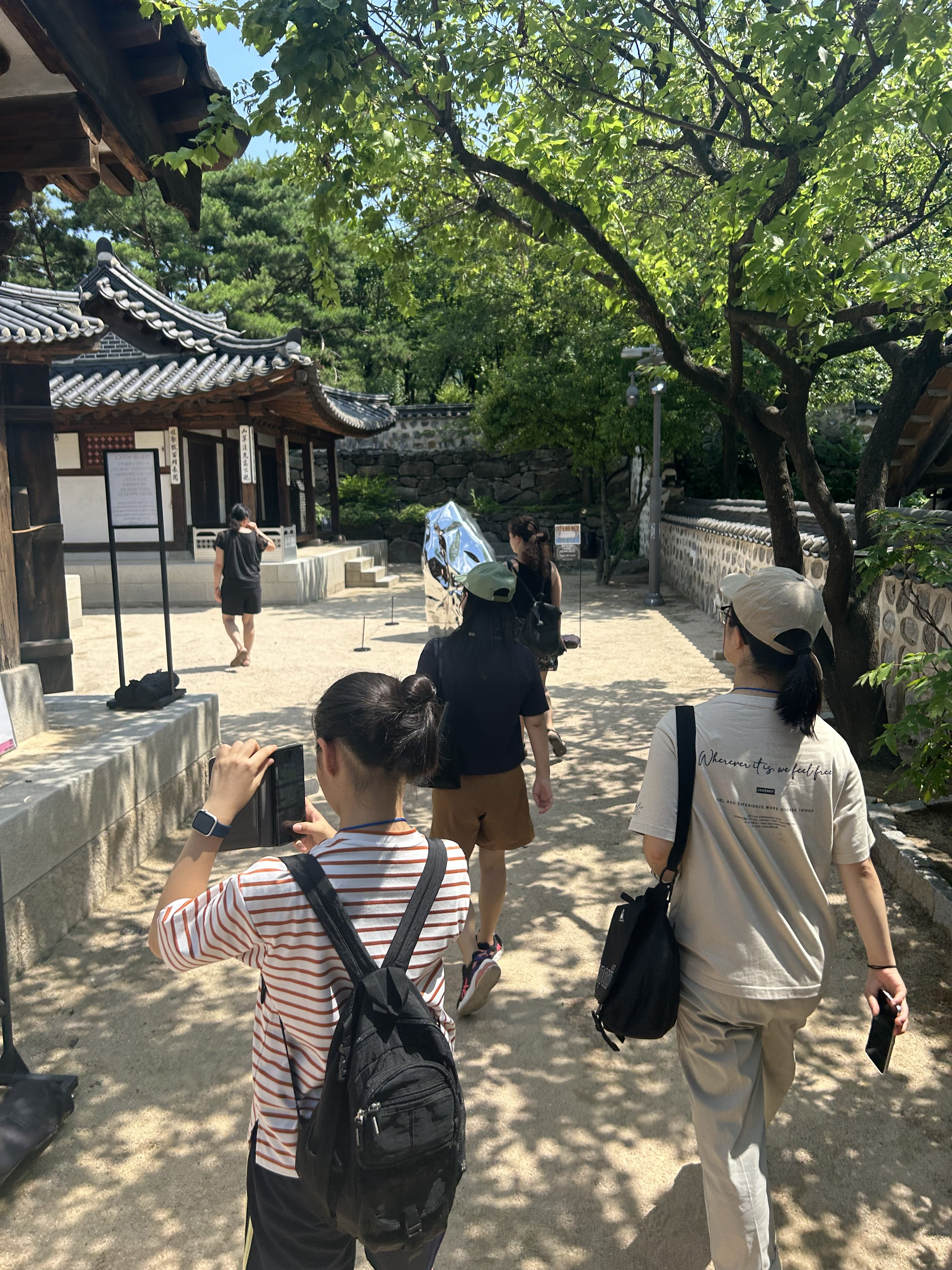
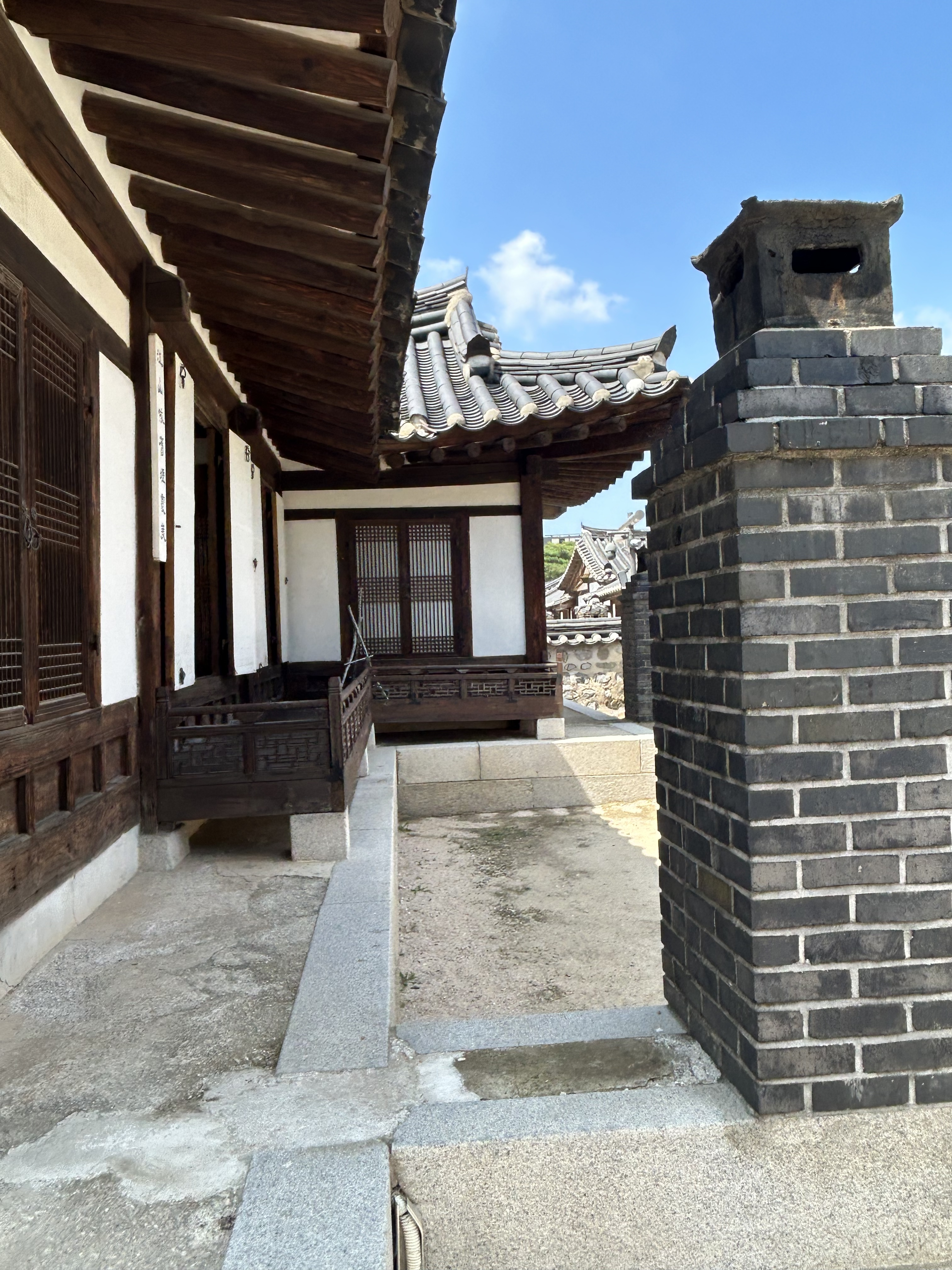
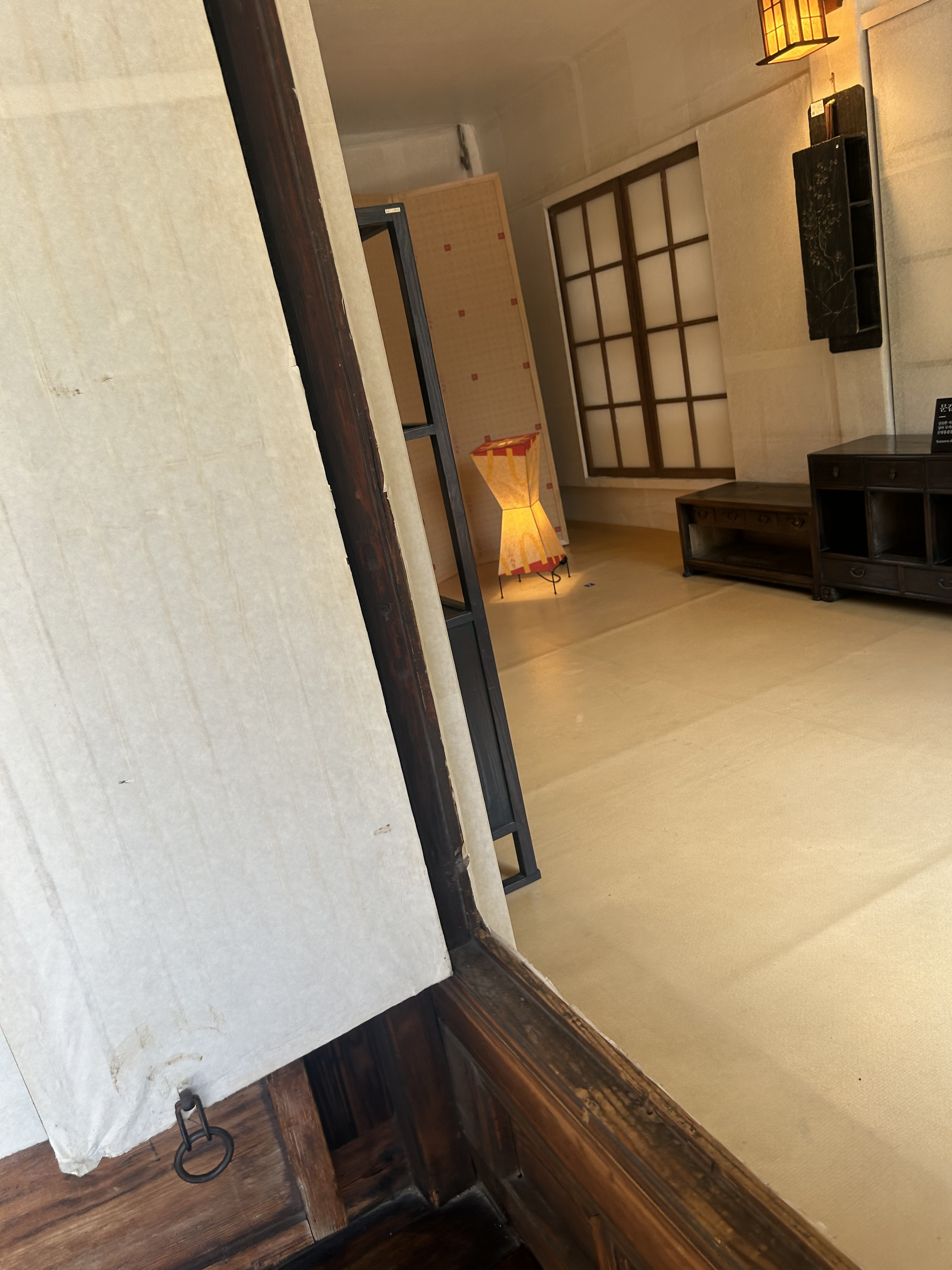
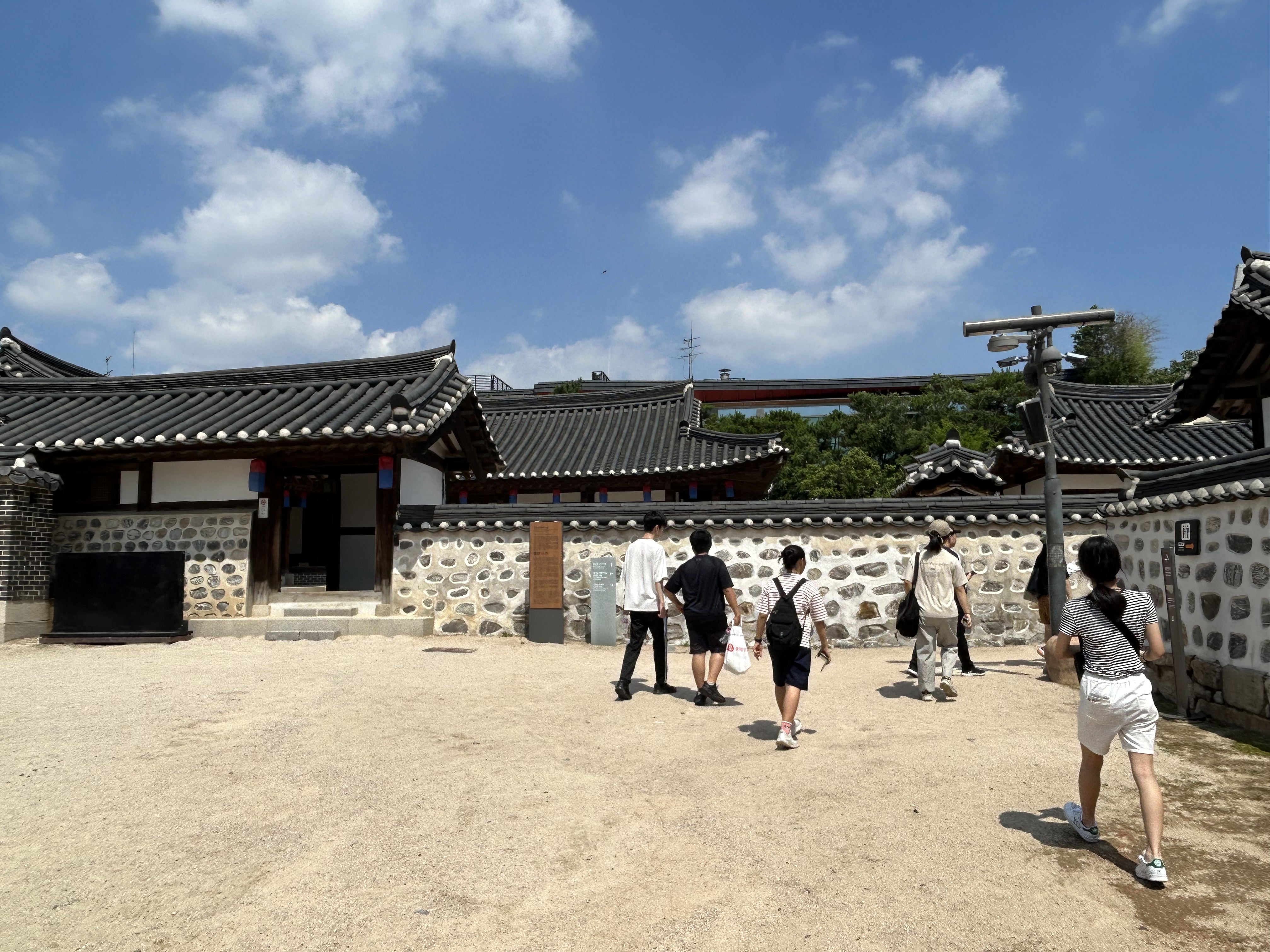
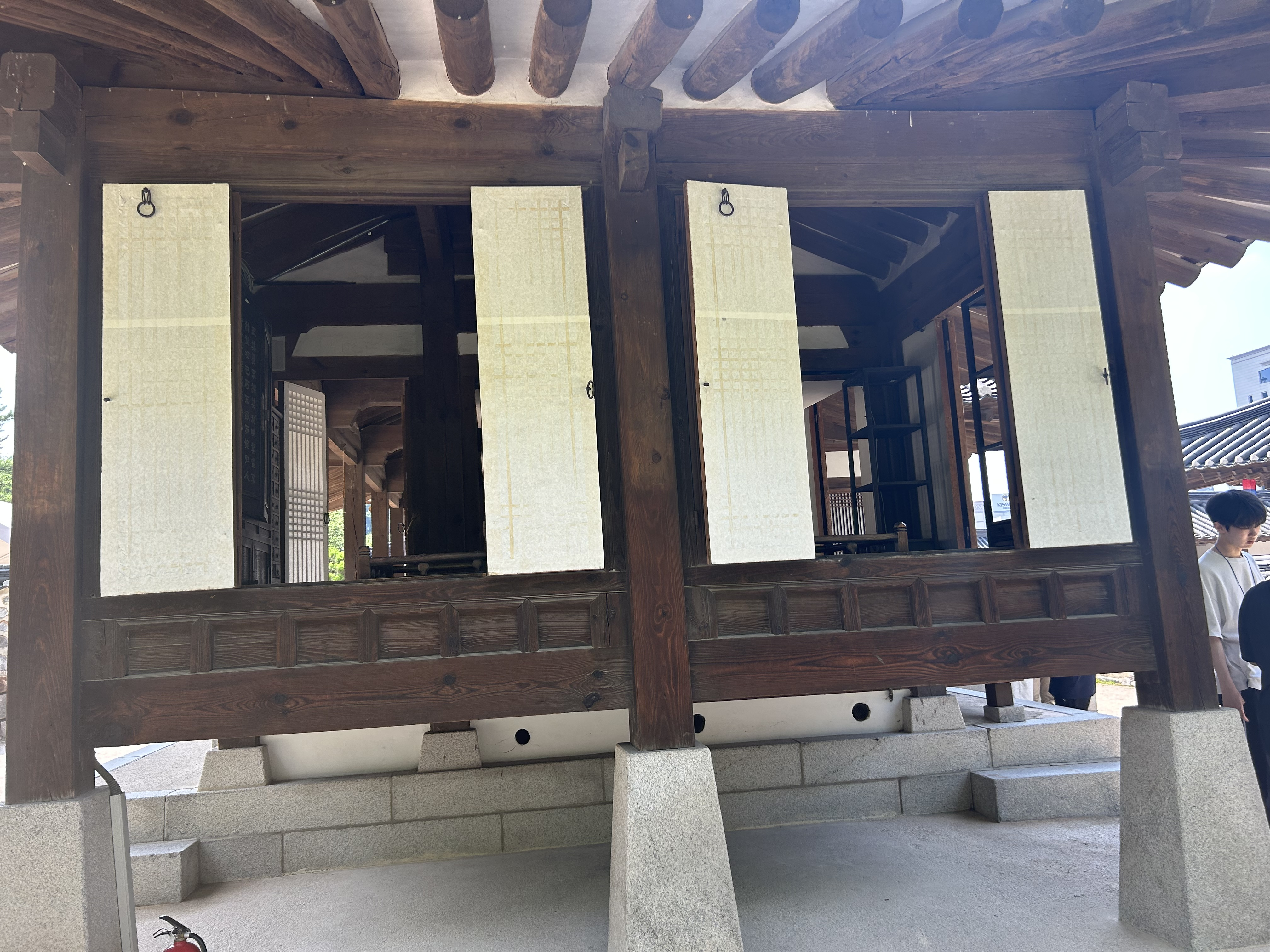
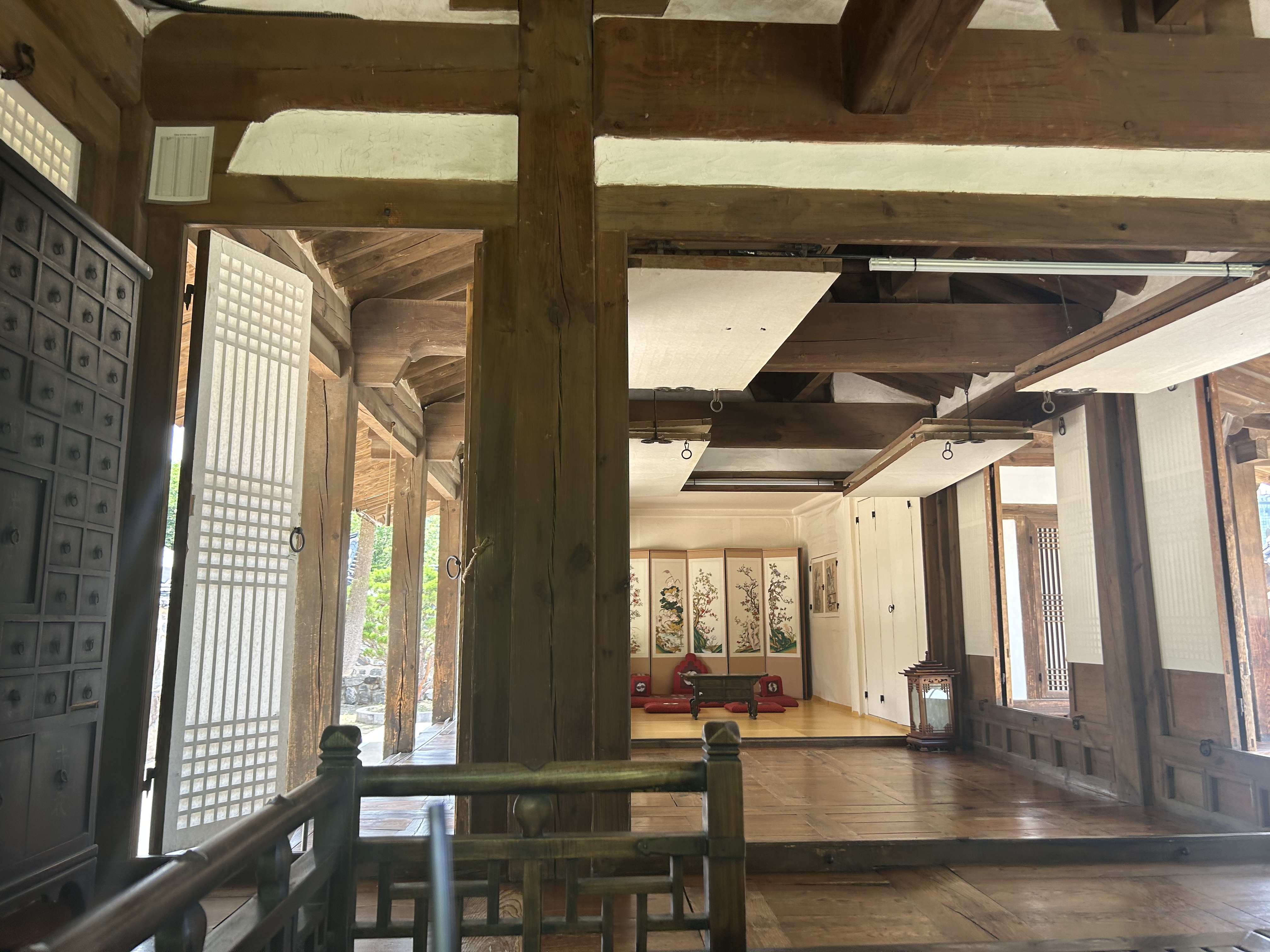
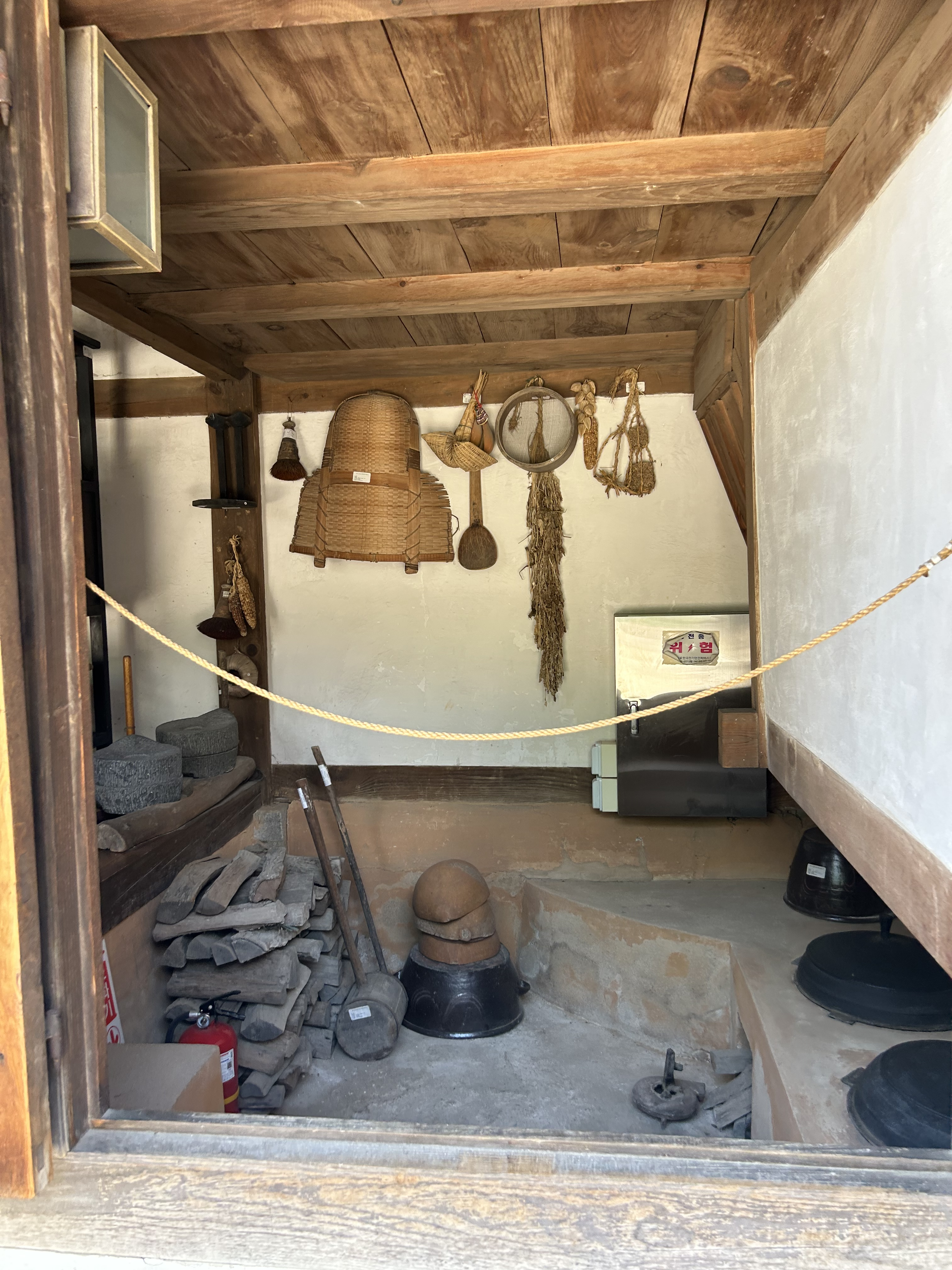
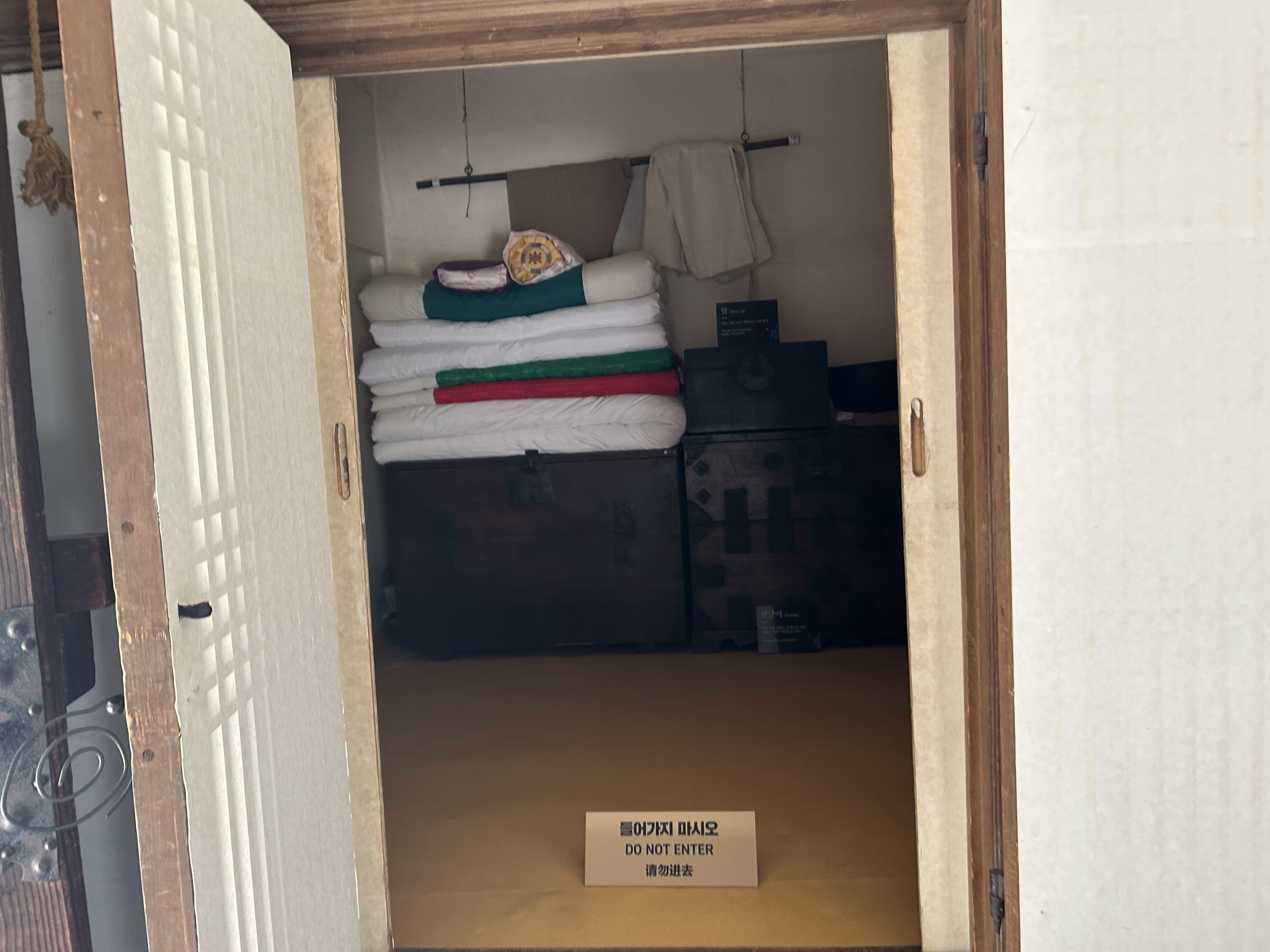
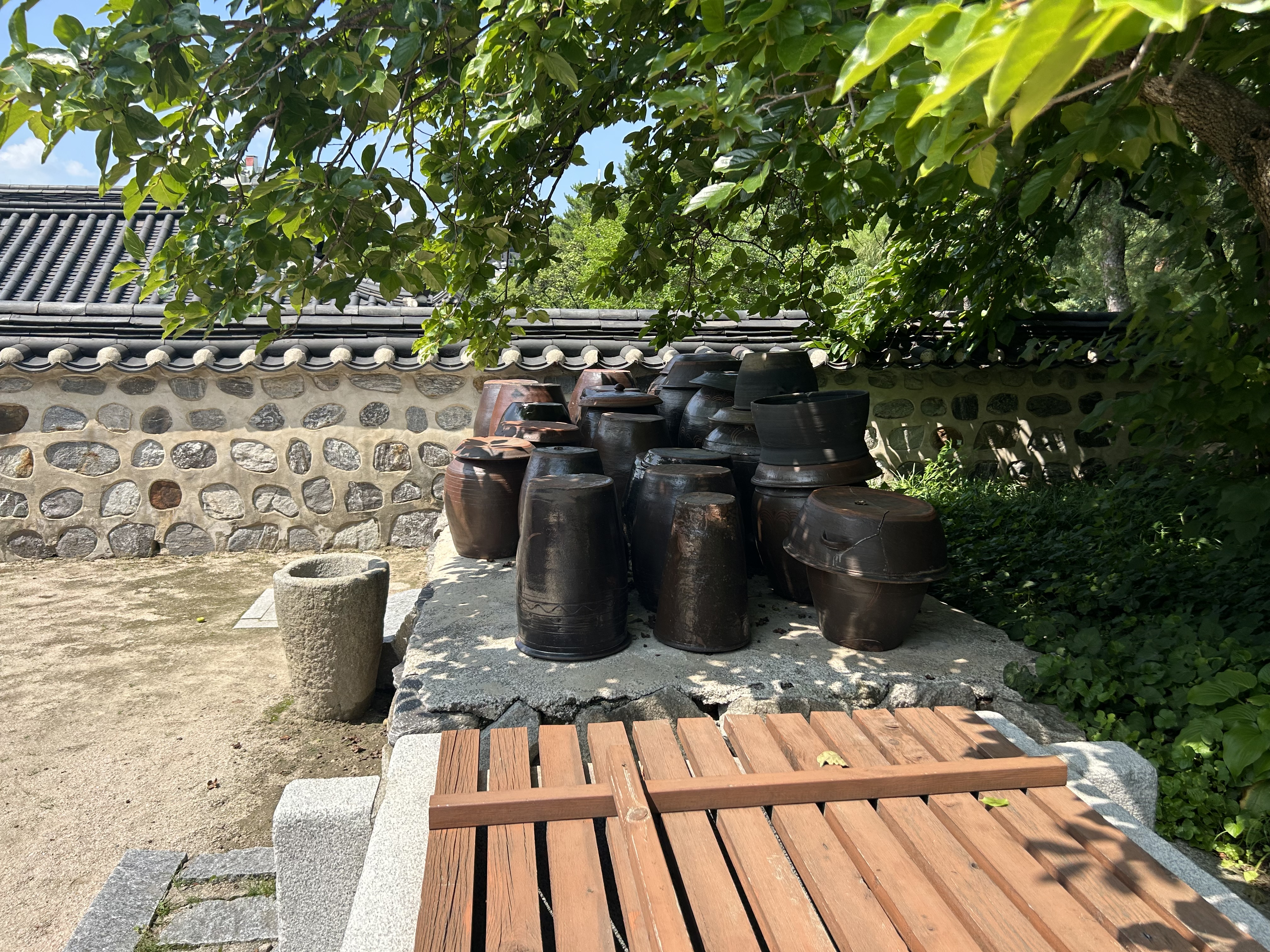
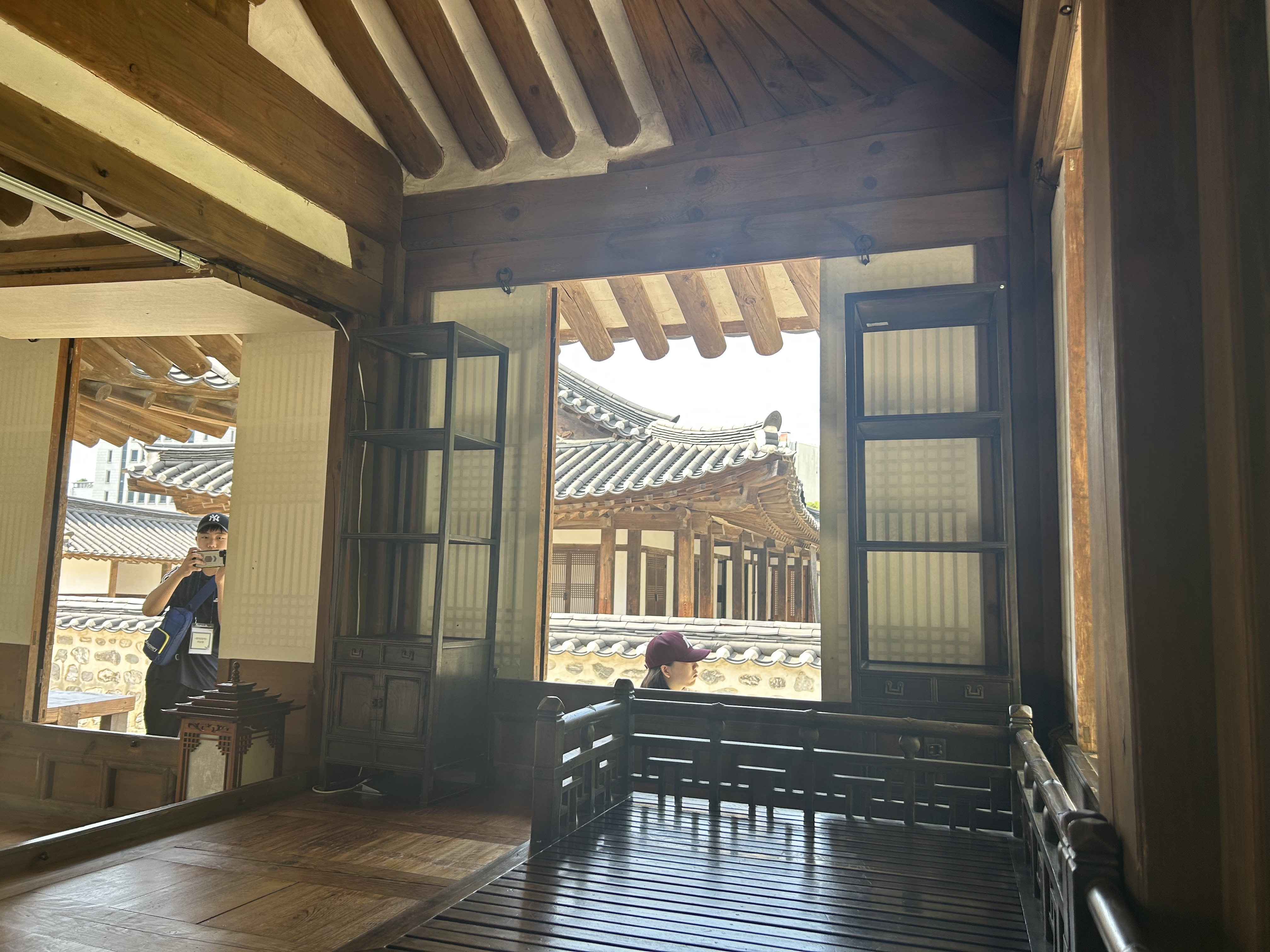
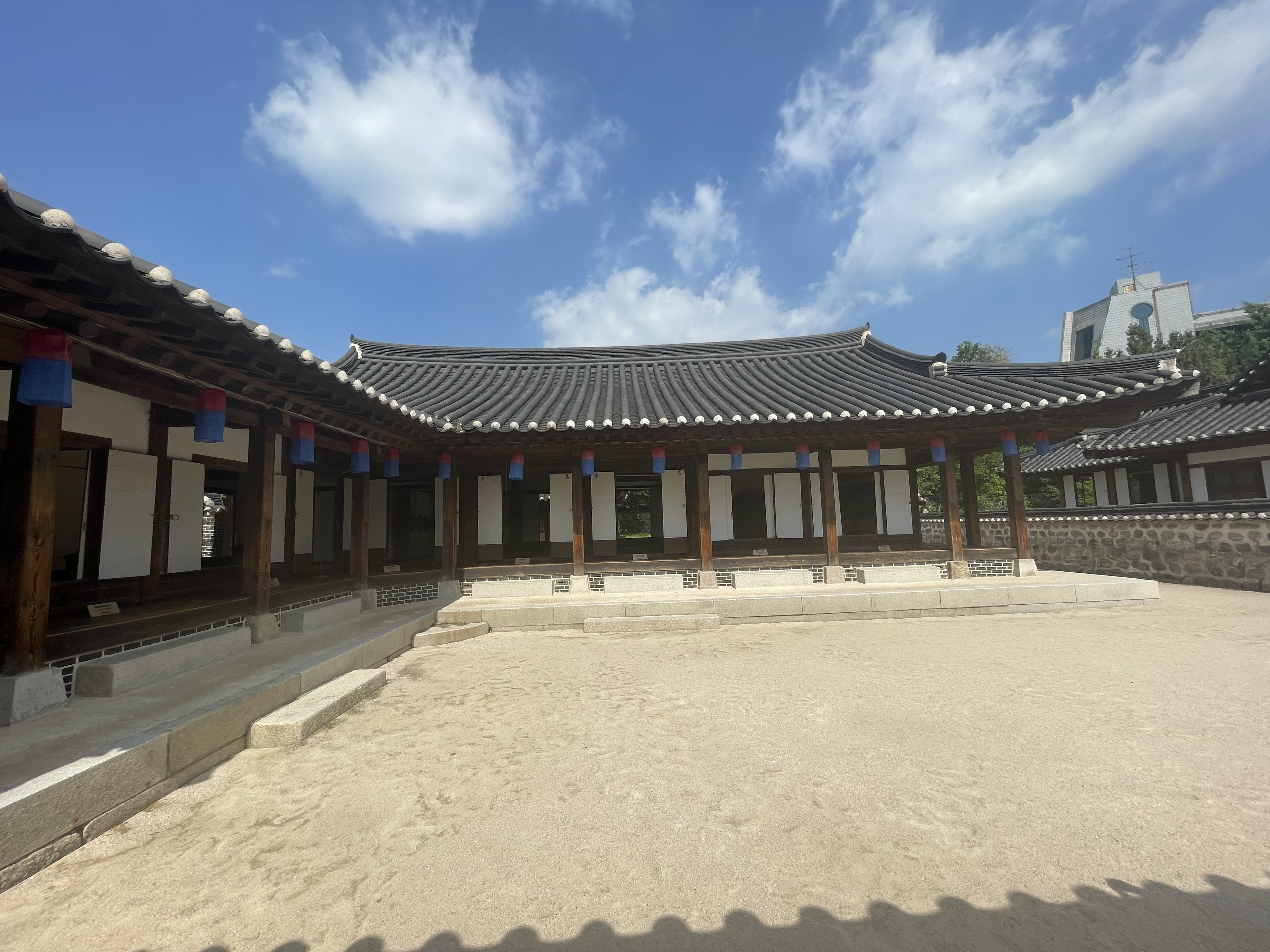
남산골한옥마을 관훈동민씨가옥 사진
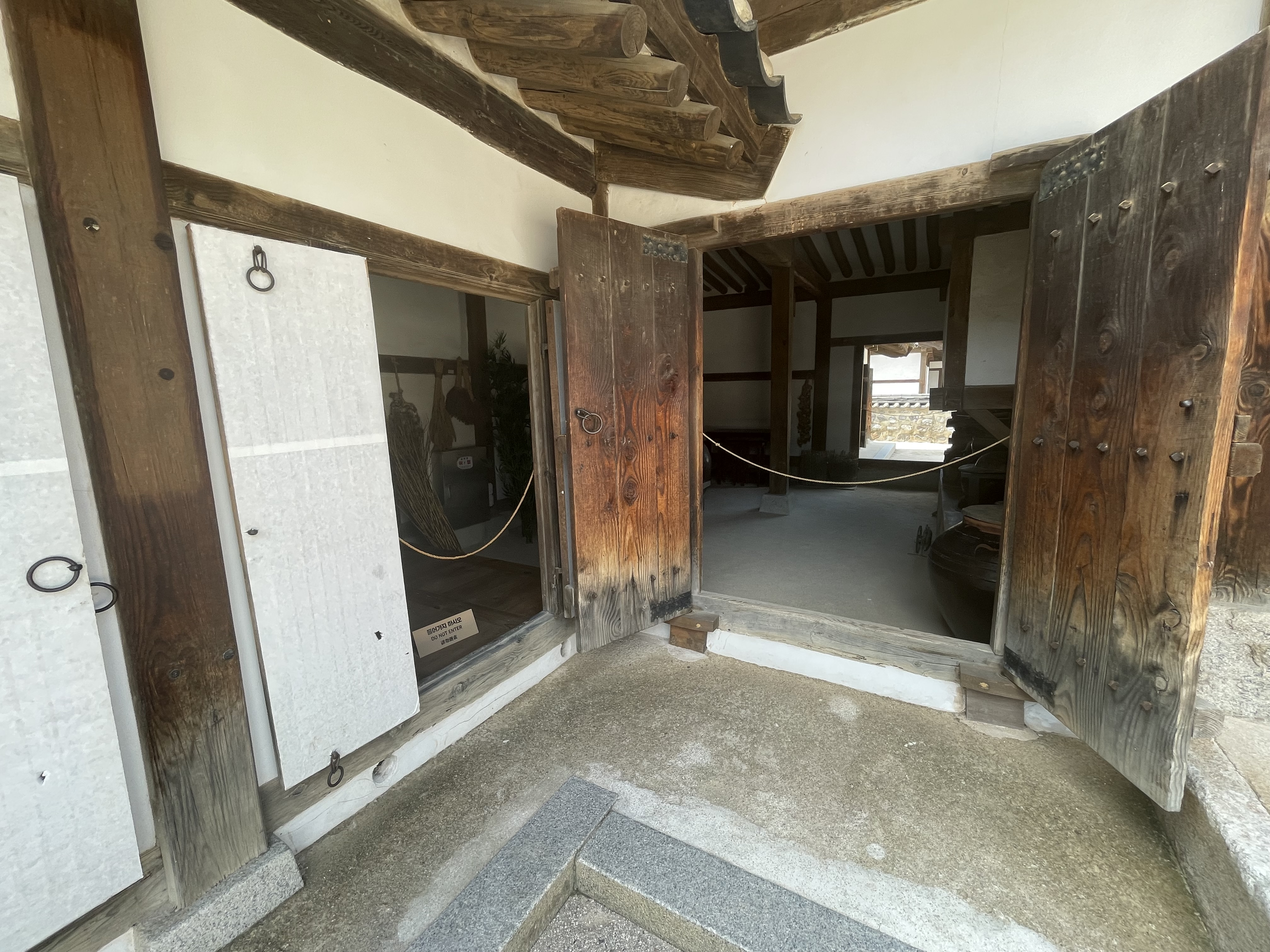
남산골한옥마을 관훈동민씨가옥 사진
남산골한옥마을 관훈동민씨가옥 사진
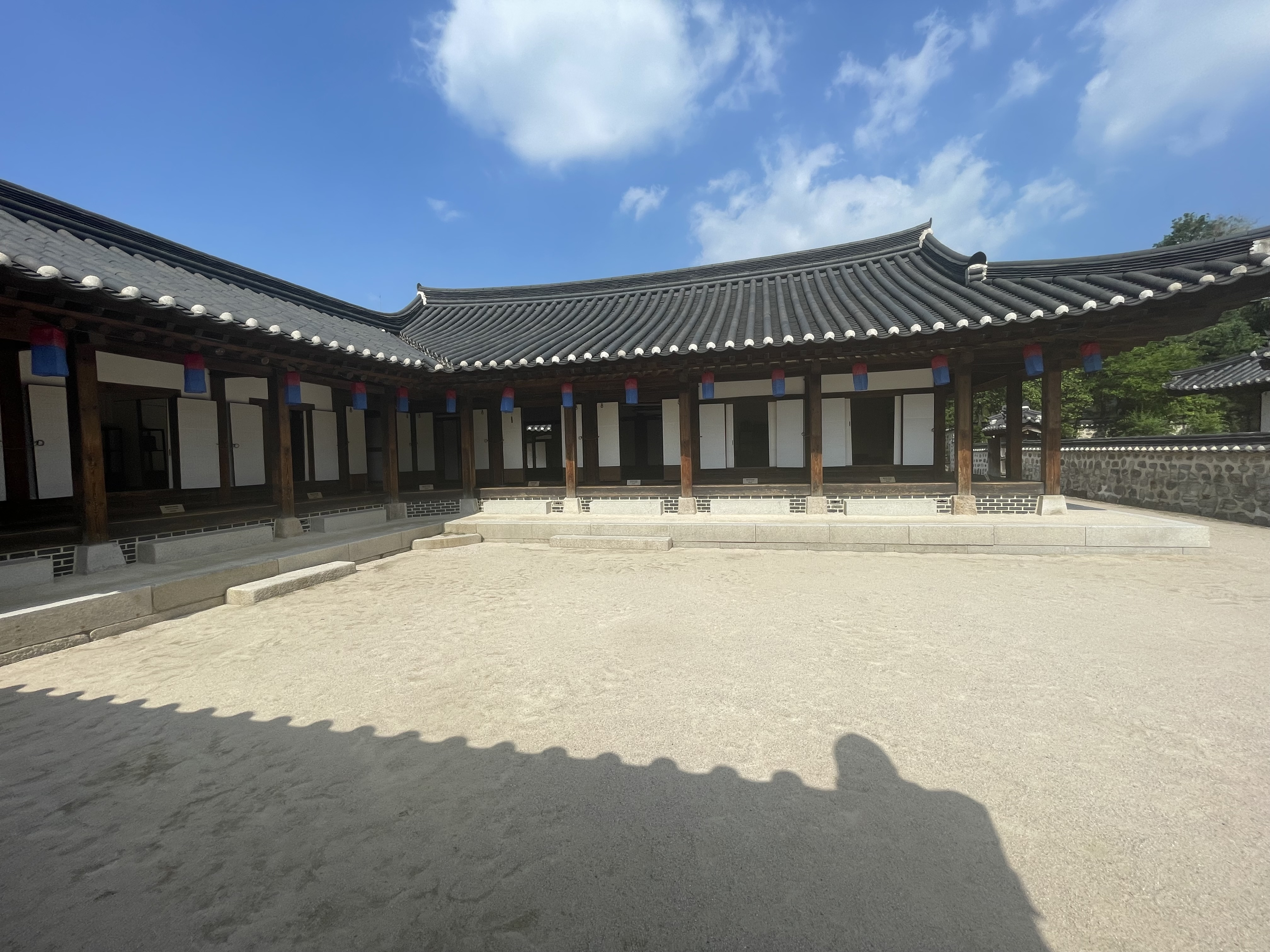
남산골한옥마을 관훈동민씨가옥 사진
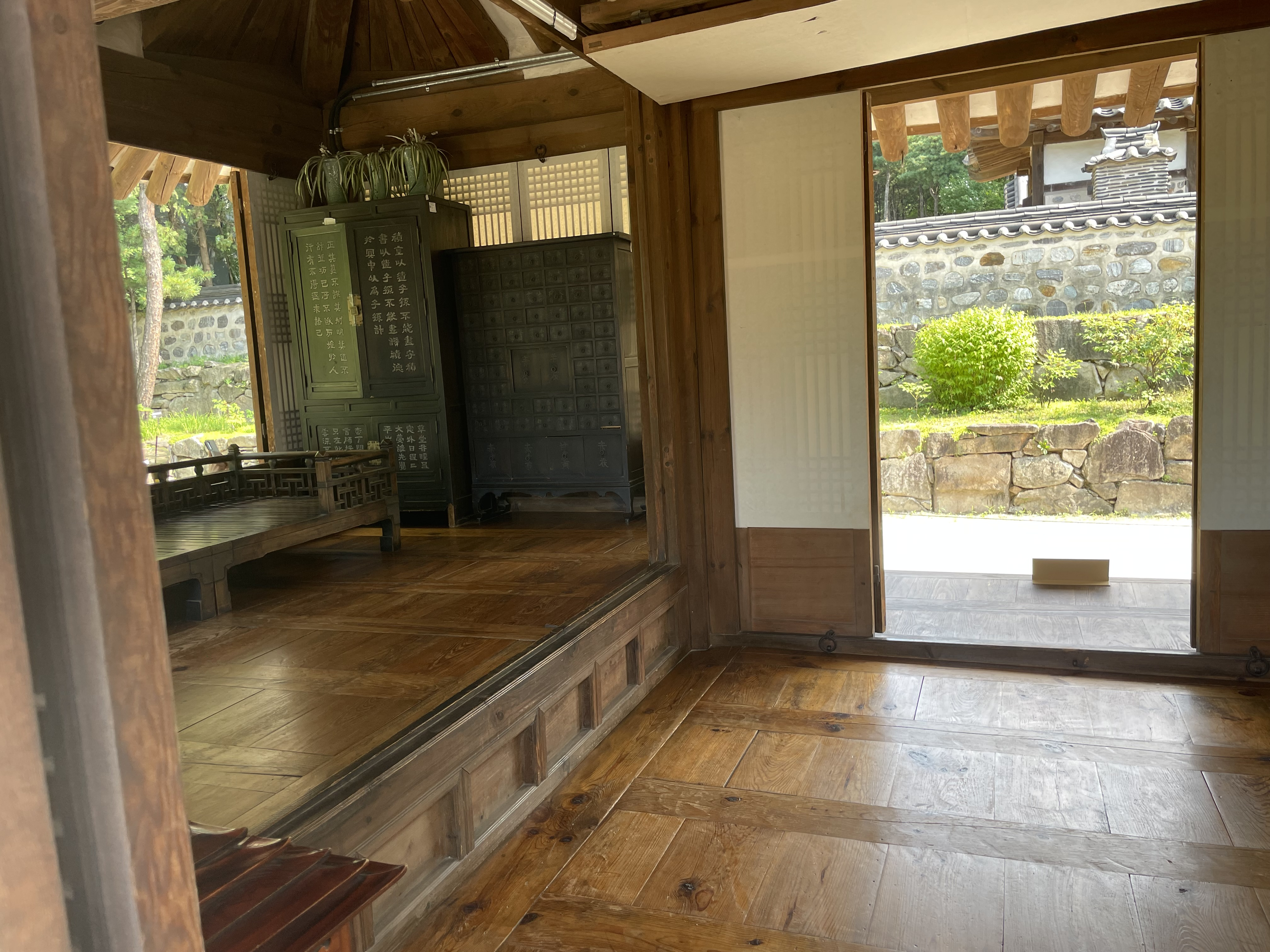
남산골한옥마을 관훈동민씨가옥 사진
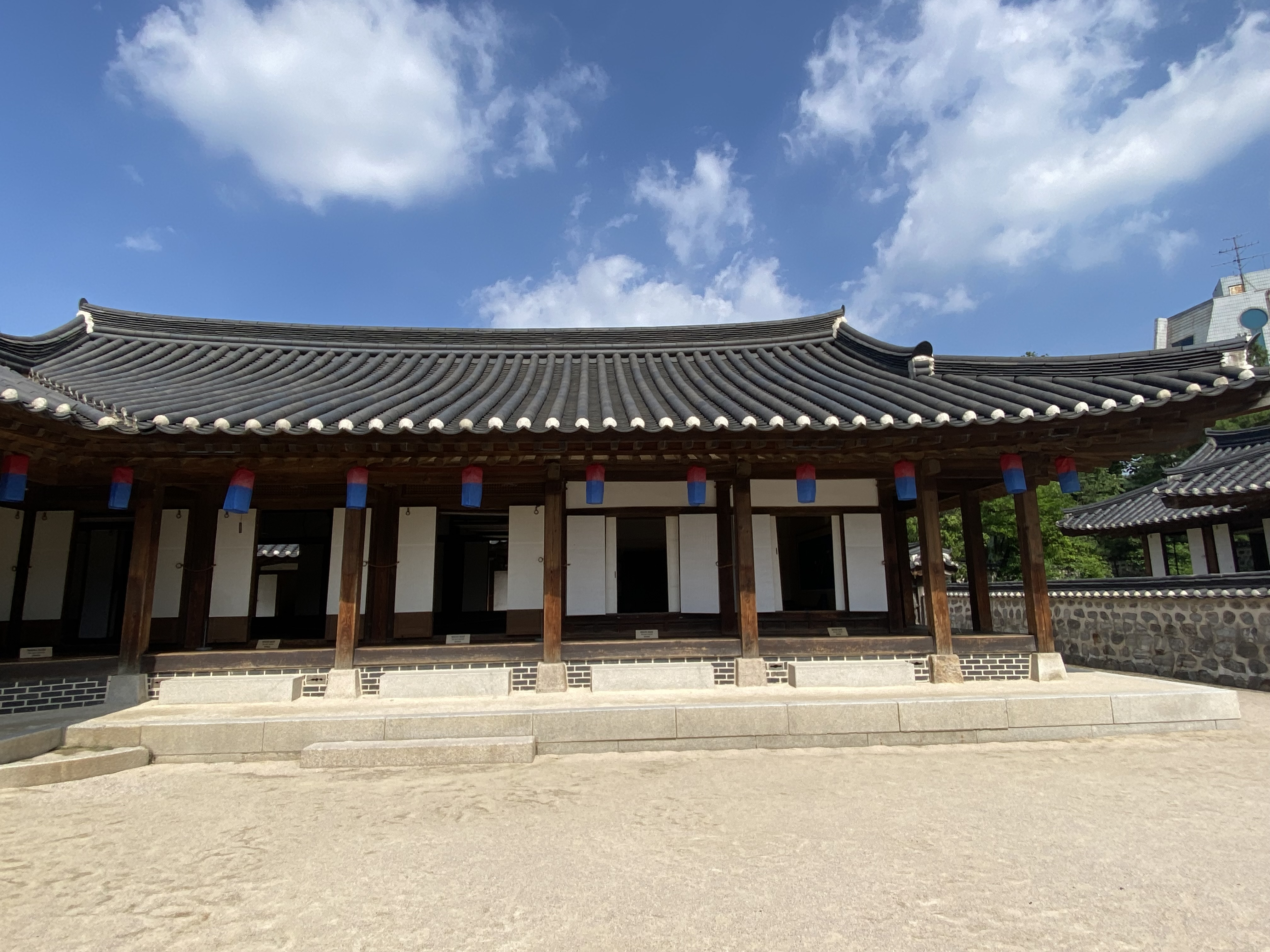
관훈동민씨가옥 사진
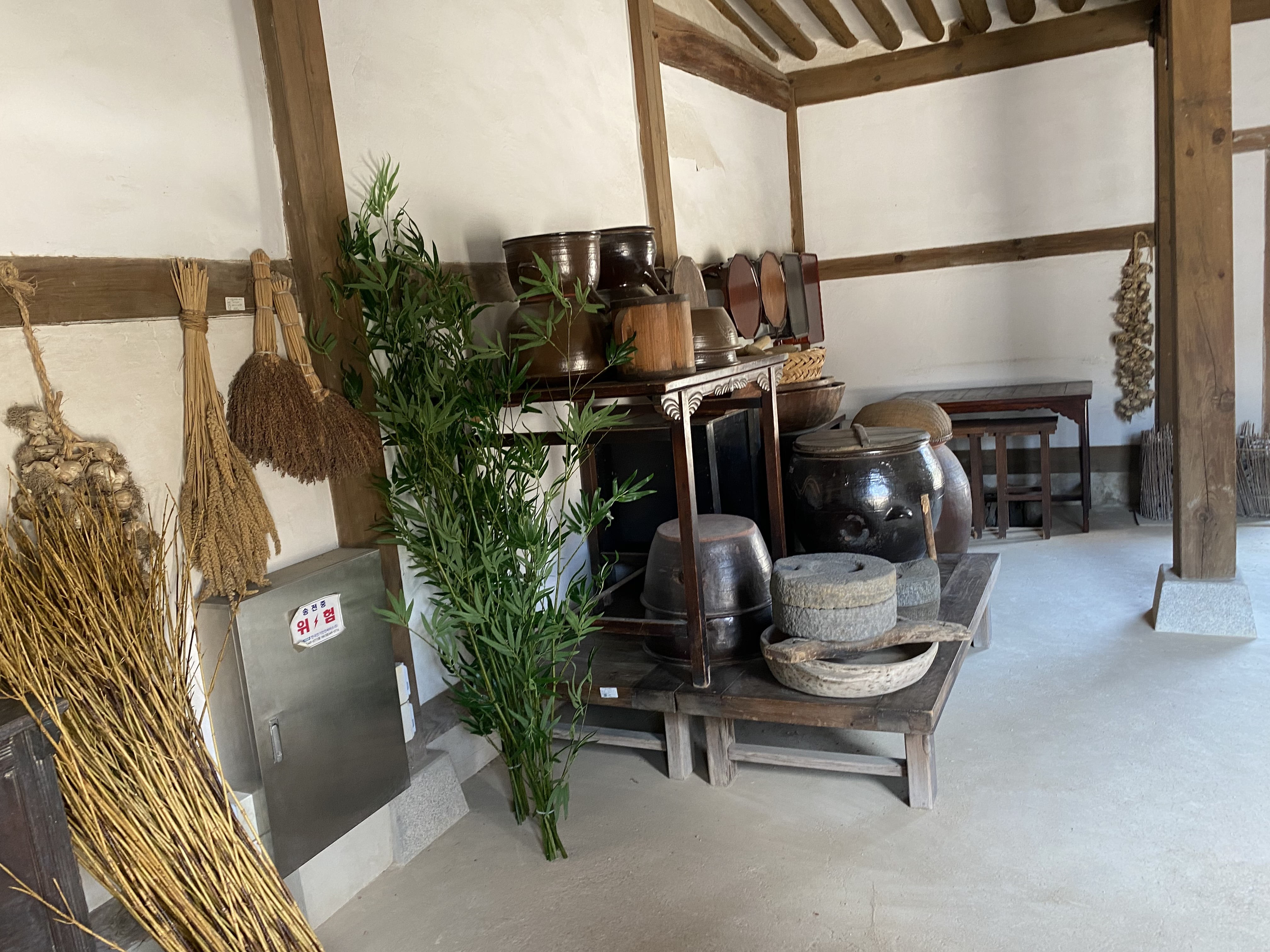
관훈동민씨가옥 사진
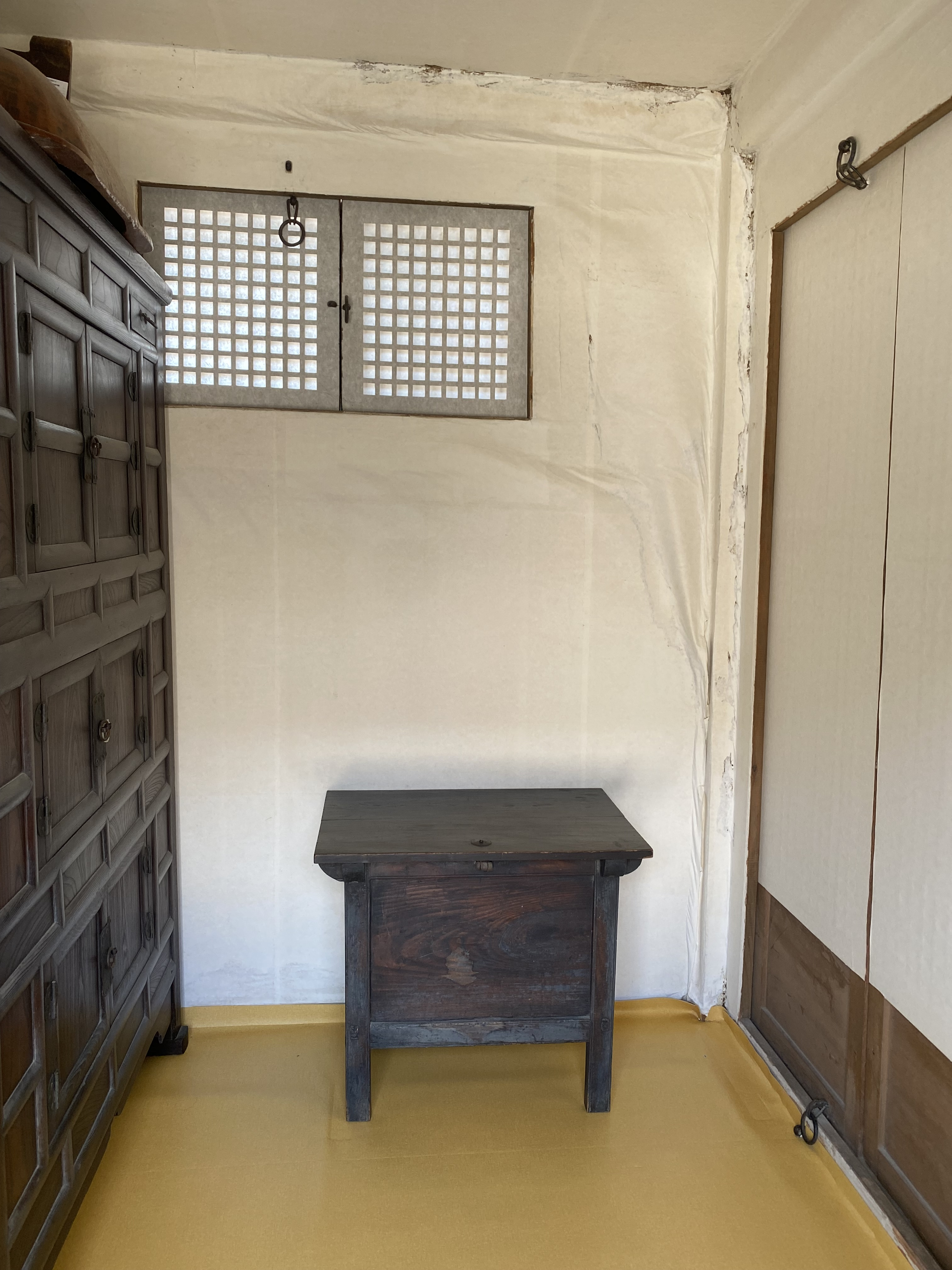
관훈동민씨가옥 사진
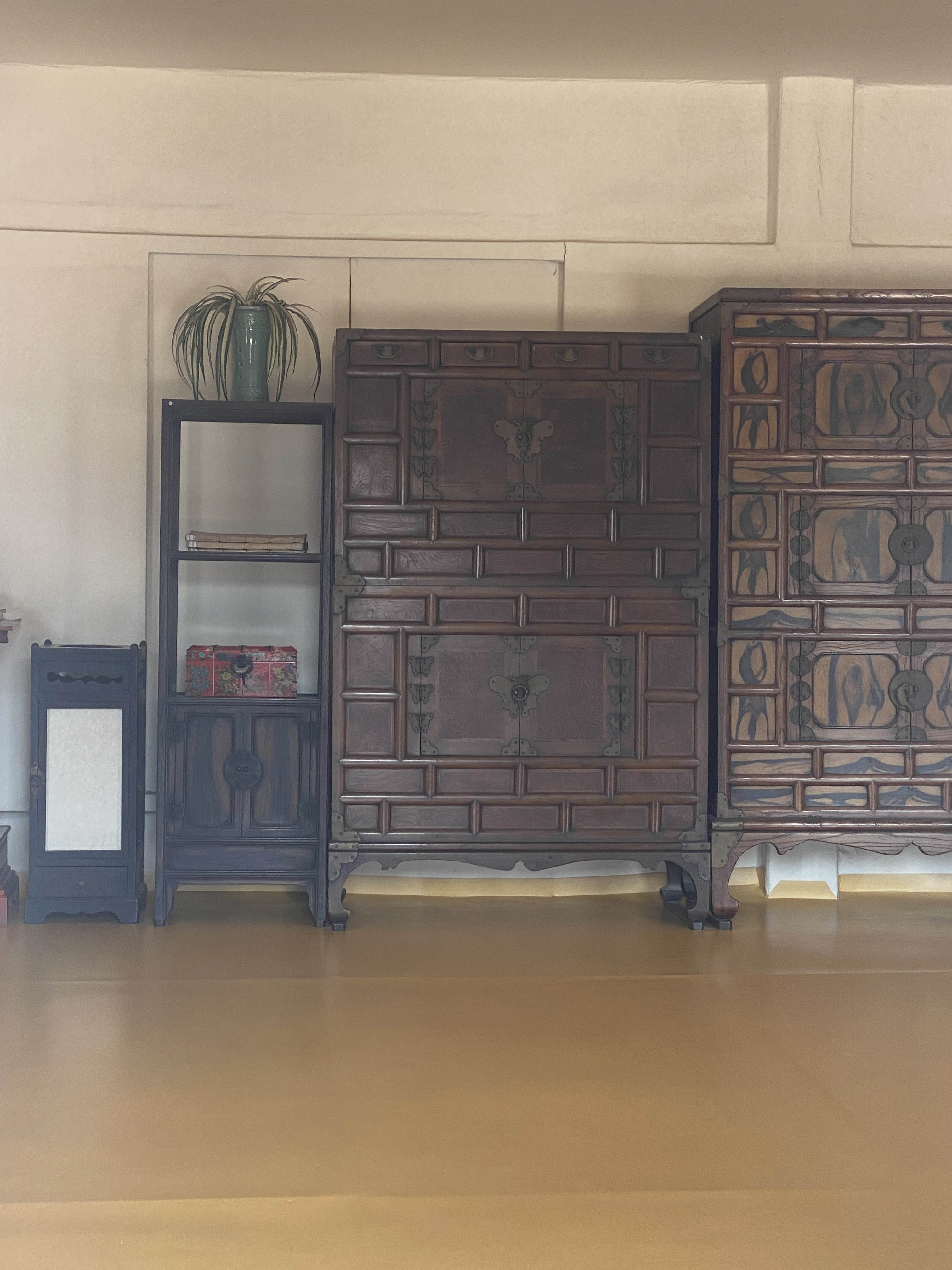
관훈동민씨가옥 사진
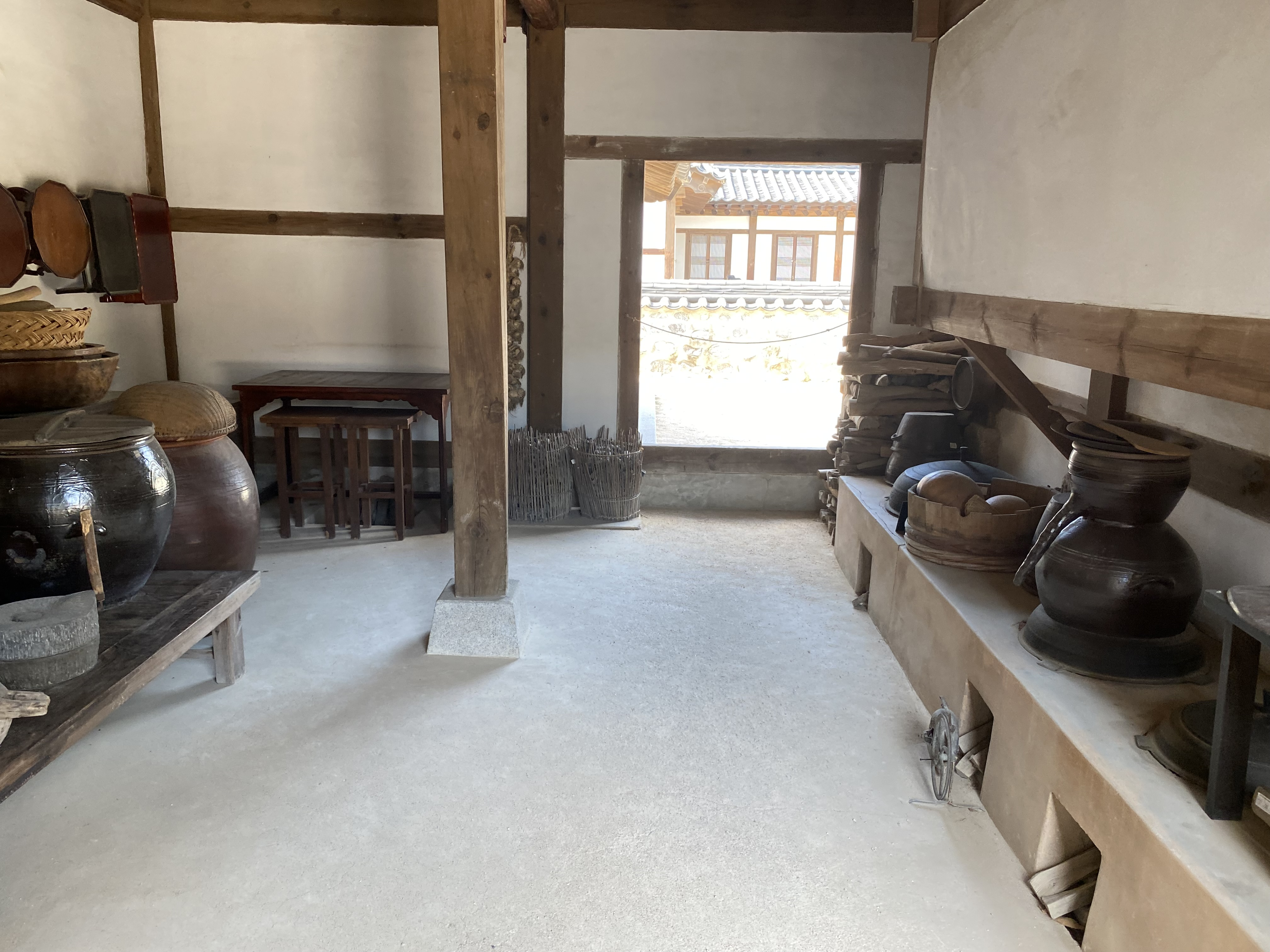
관훈동민씨가옥 사진
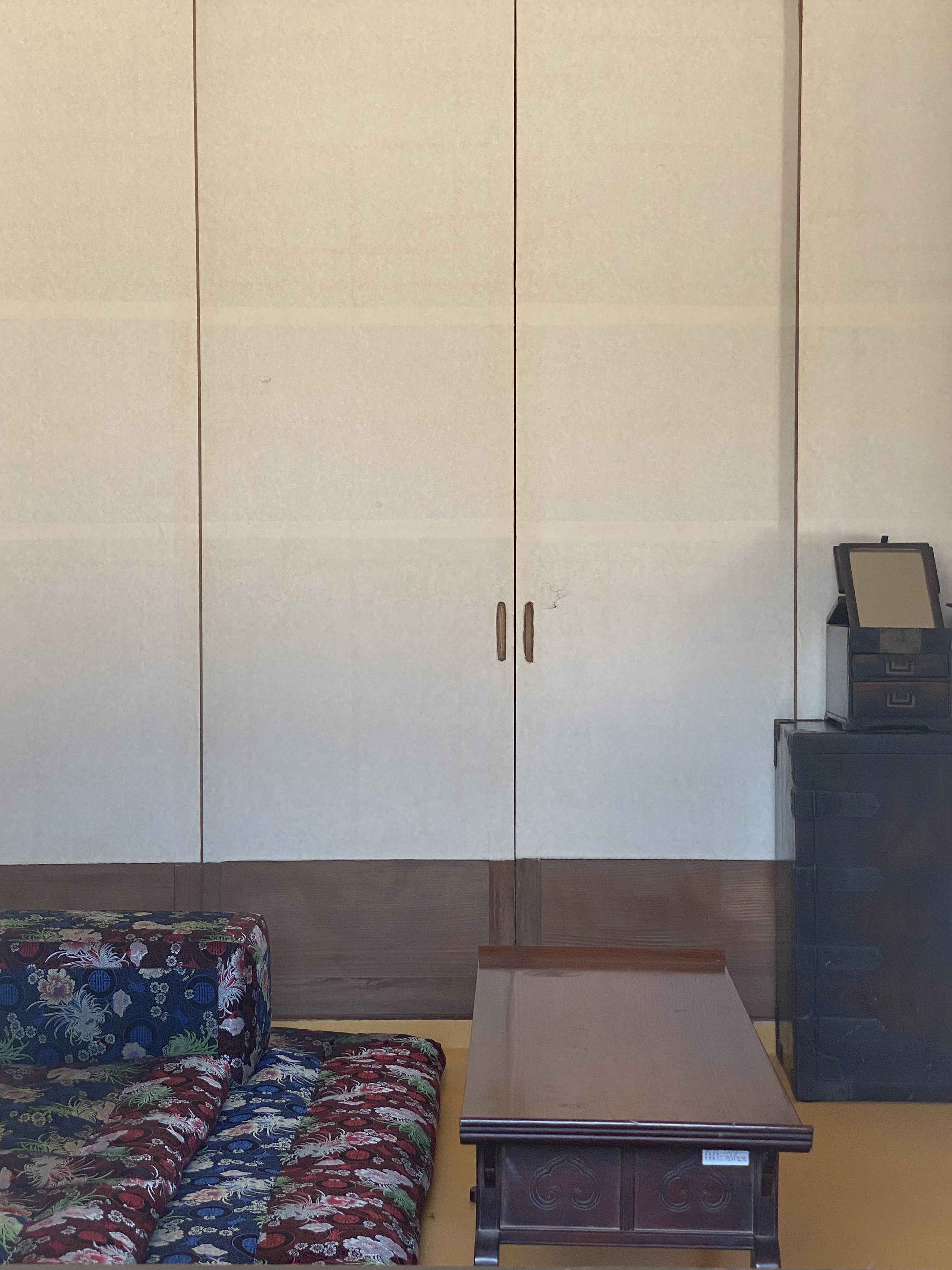
관훈동민씨가옥 사진
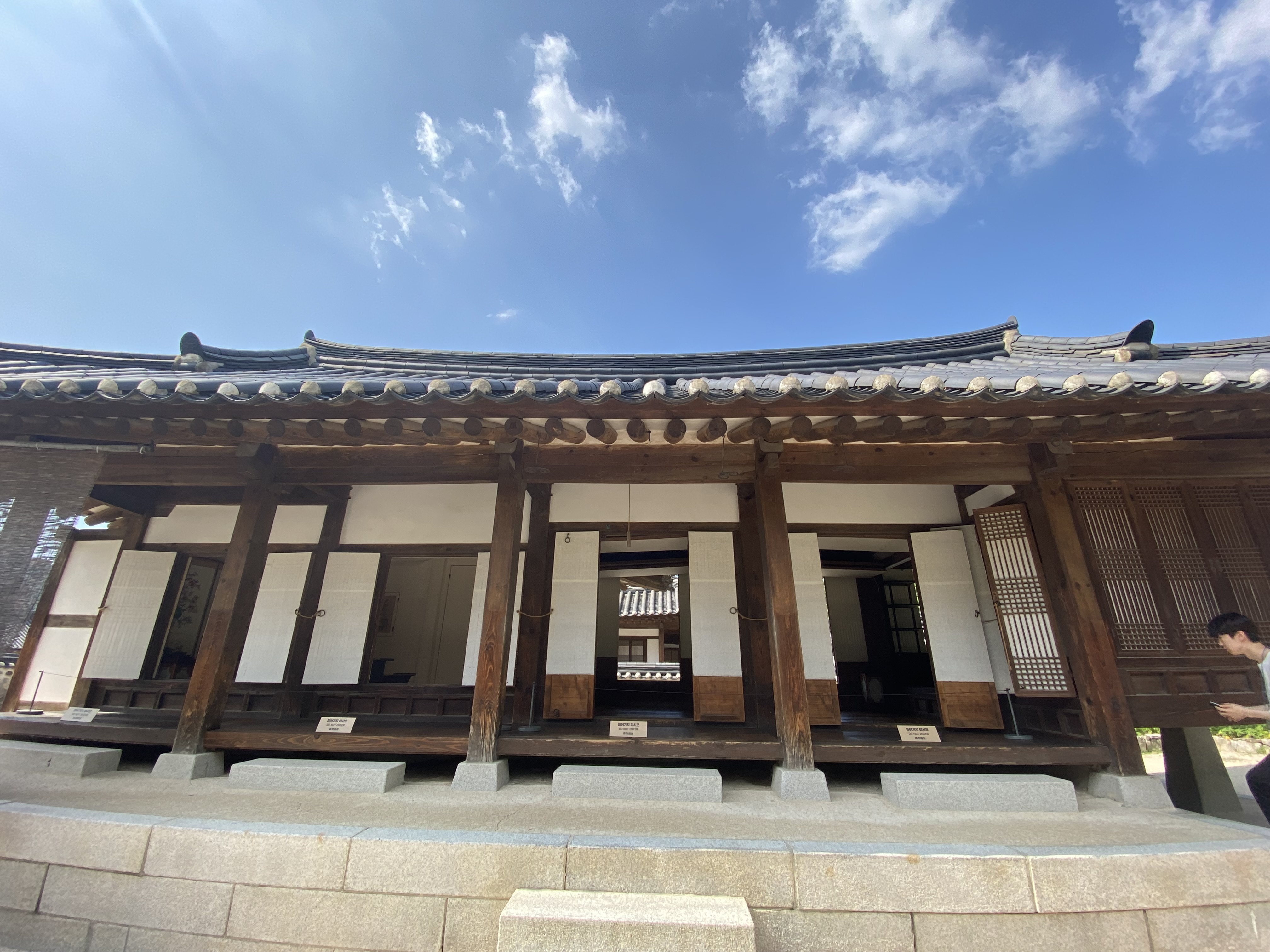
관훈동민씨가옥 사진
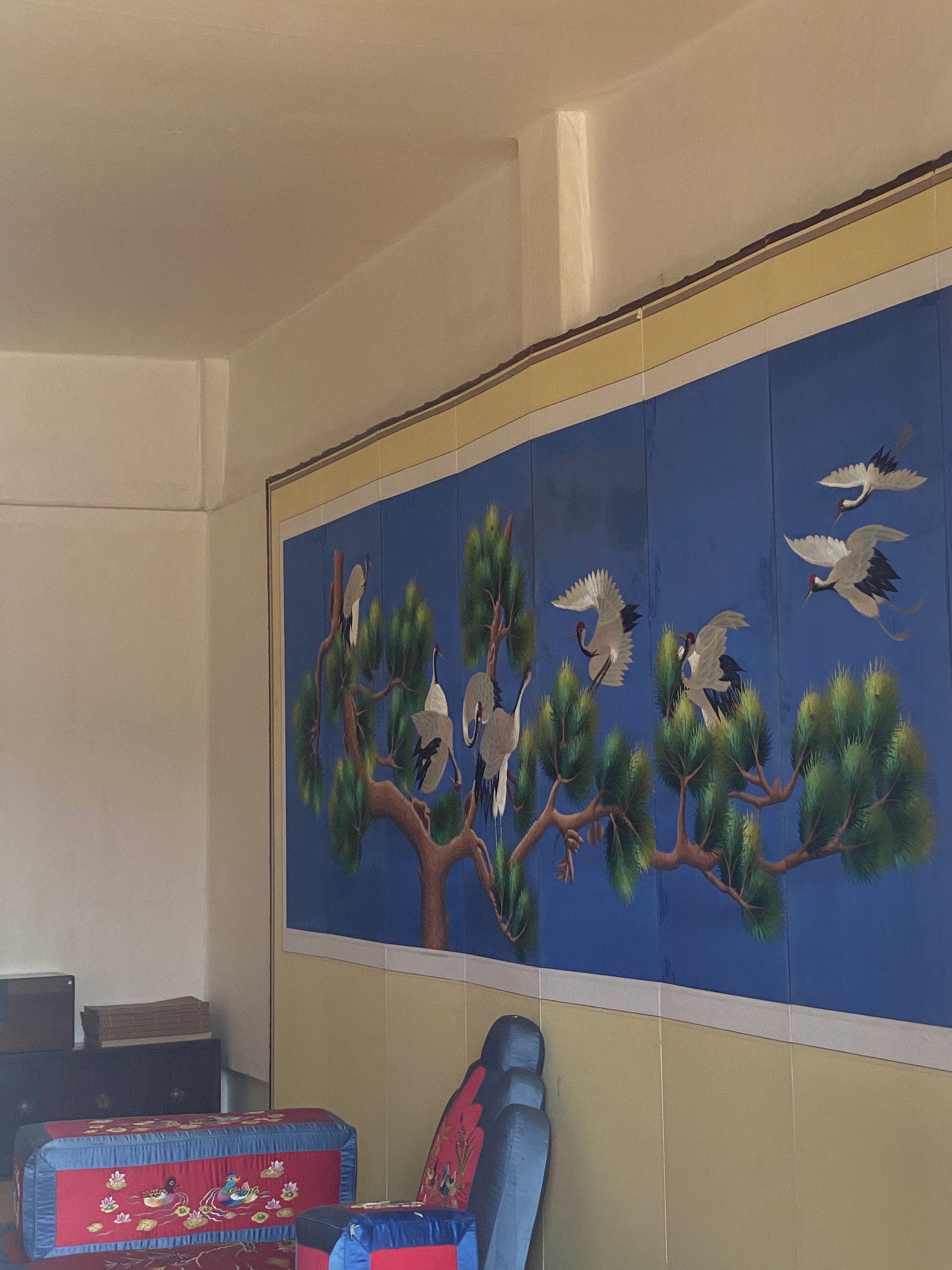
관훈동민씨가옥 사진
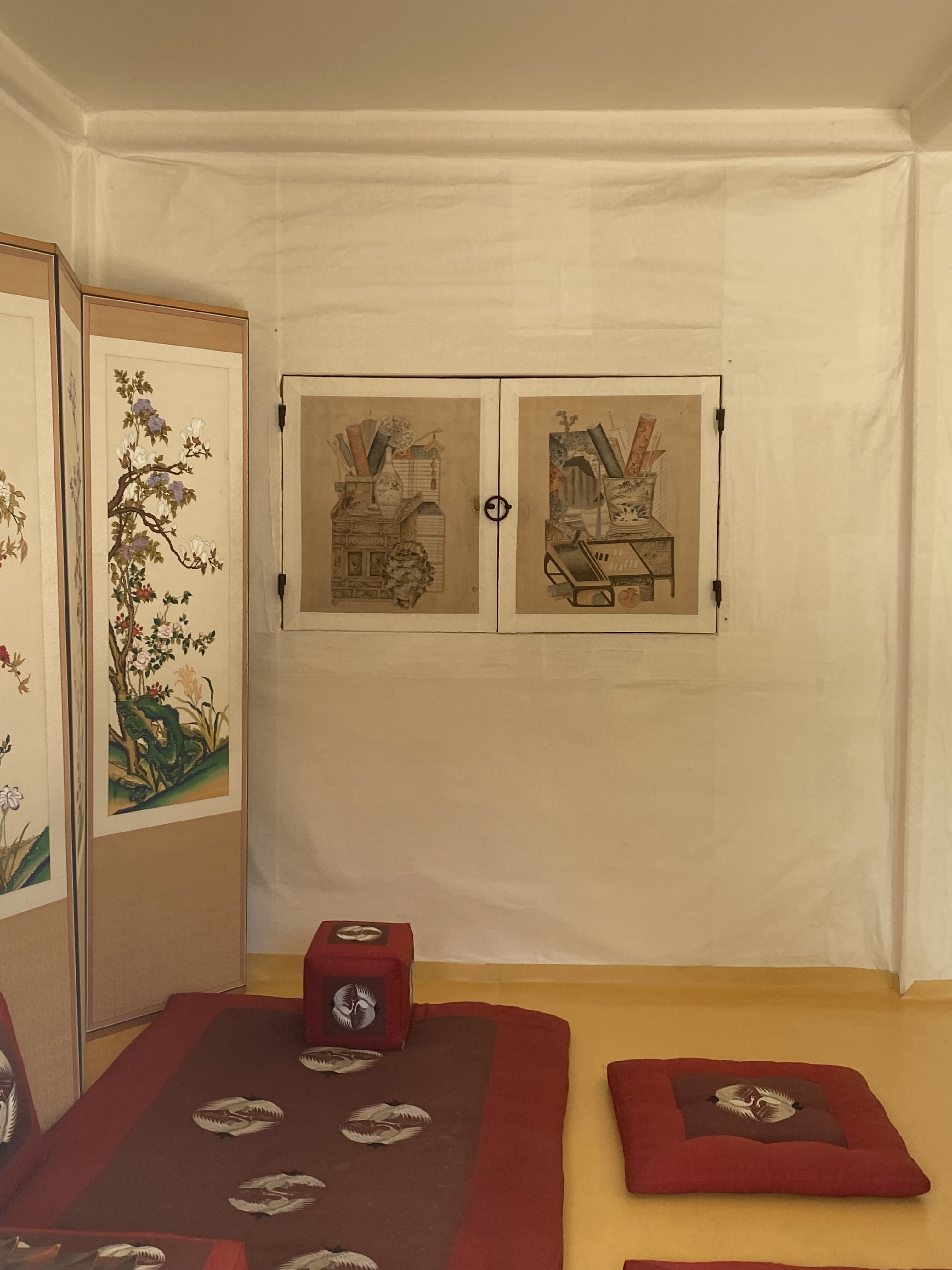
관훈동민씨가옥 사진
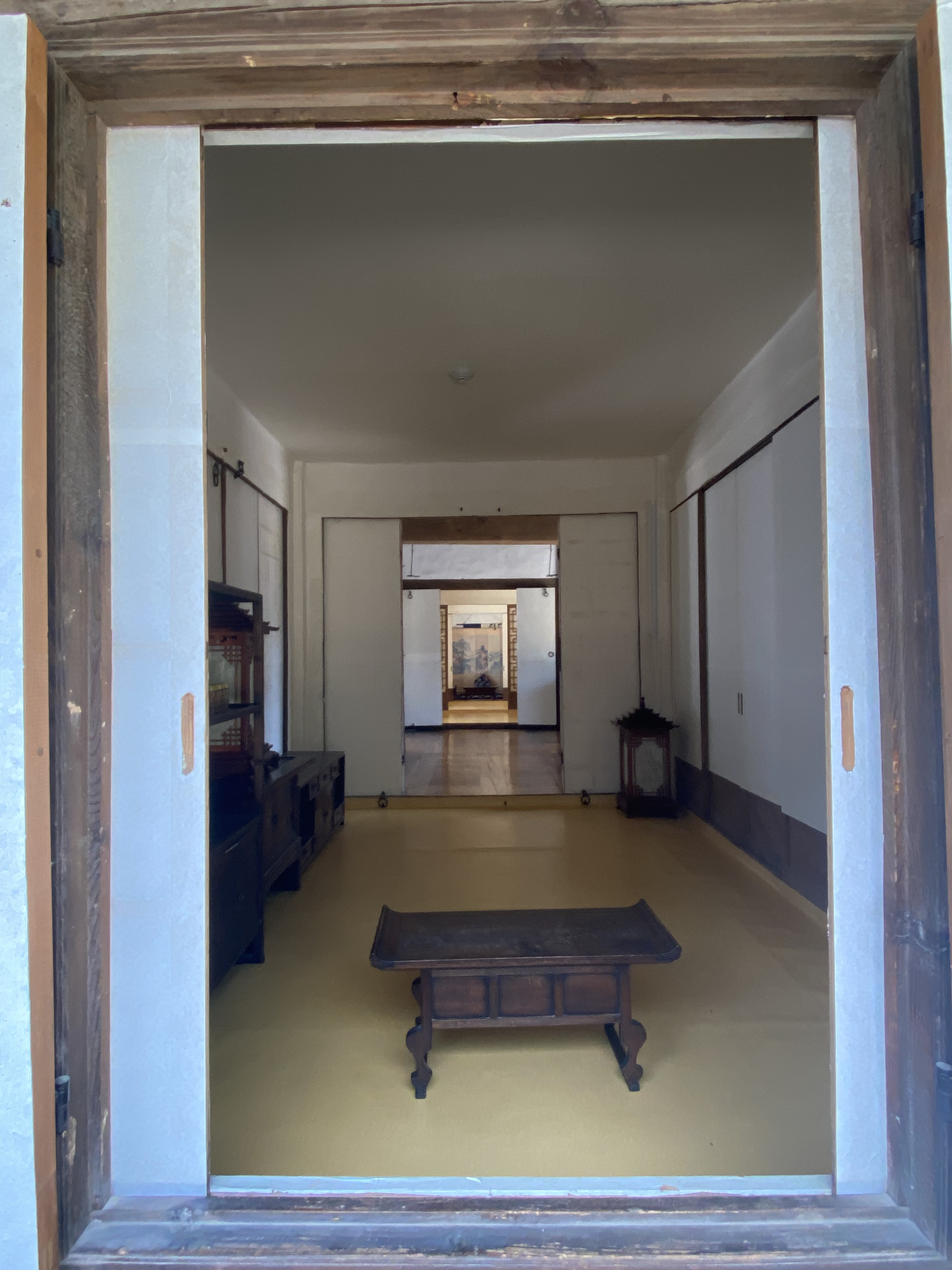
관훈동민씨가옥 사진
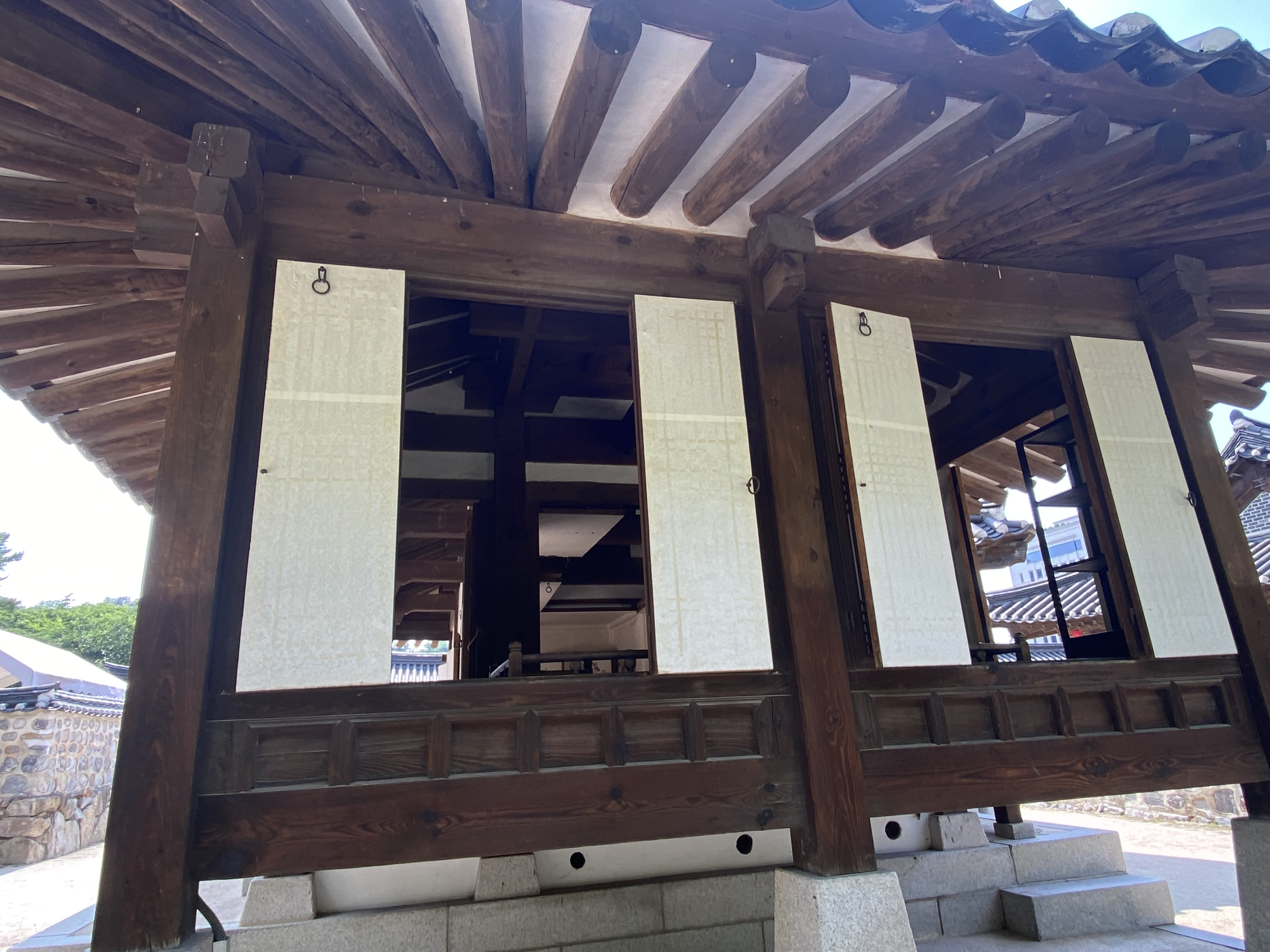
관훈동민씨가옥 사진
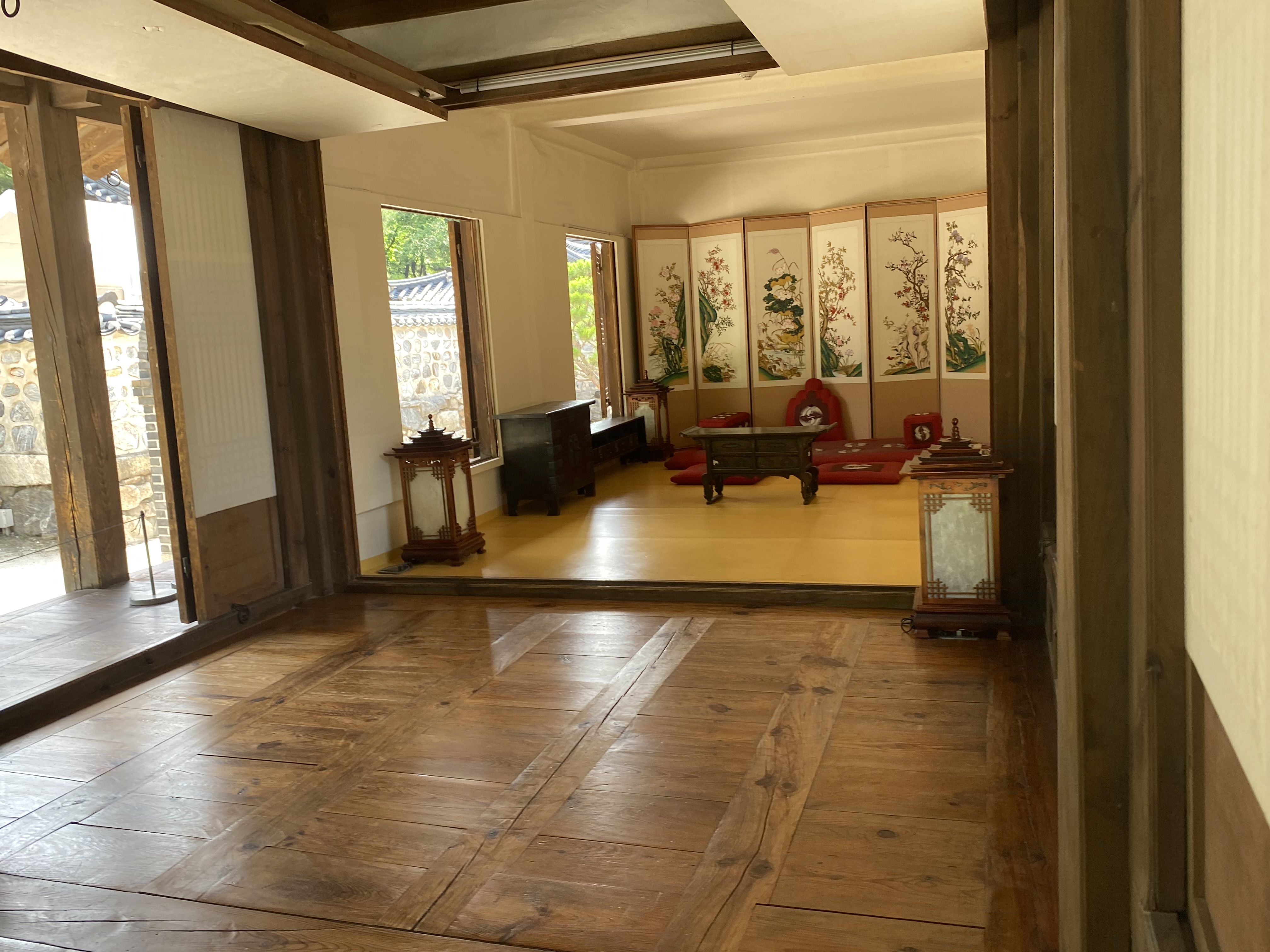
관훈동민씨가옥 사진
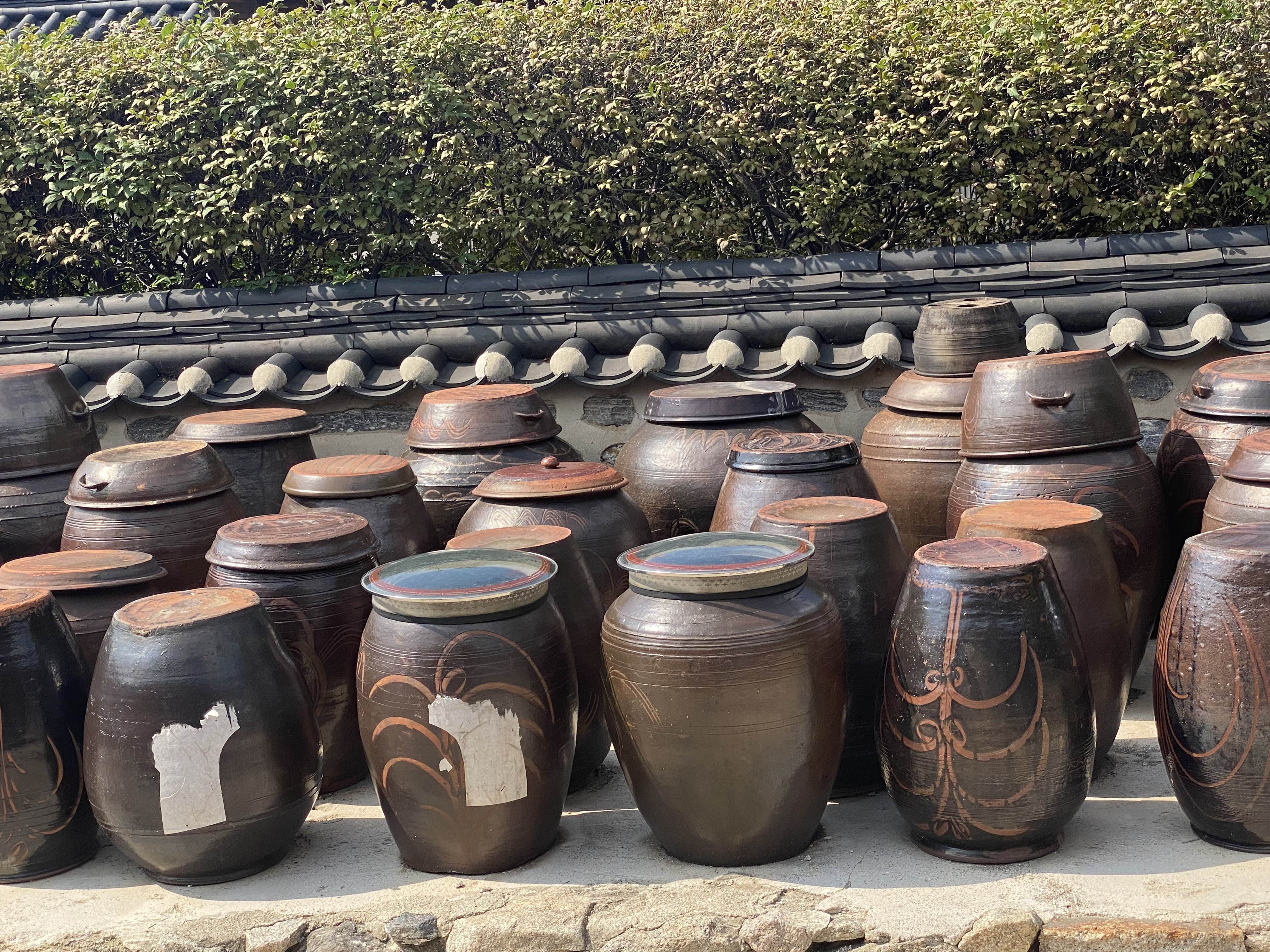
관훈동민씨가옥 사진
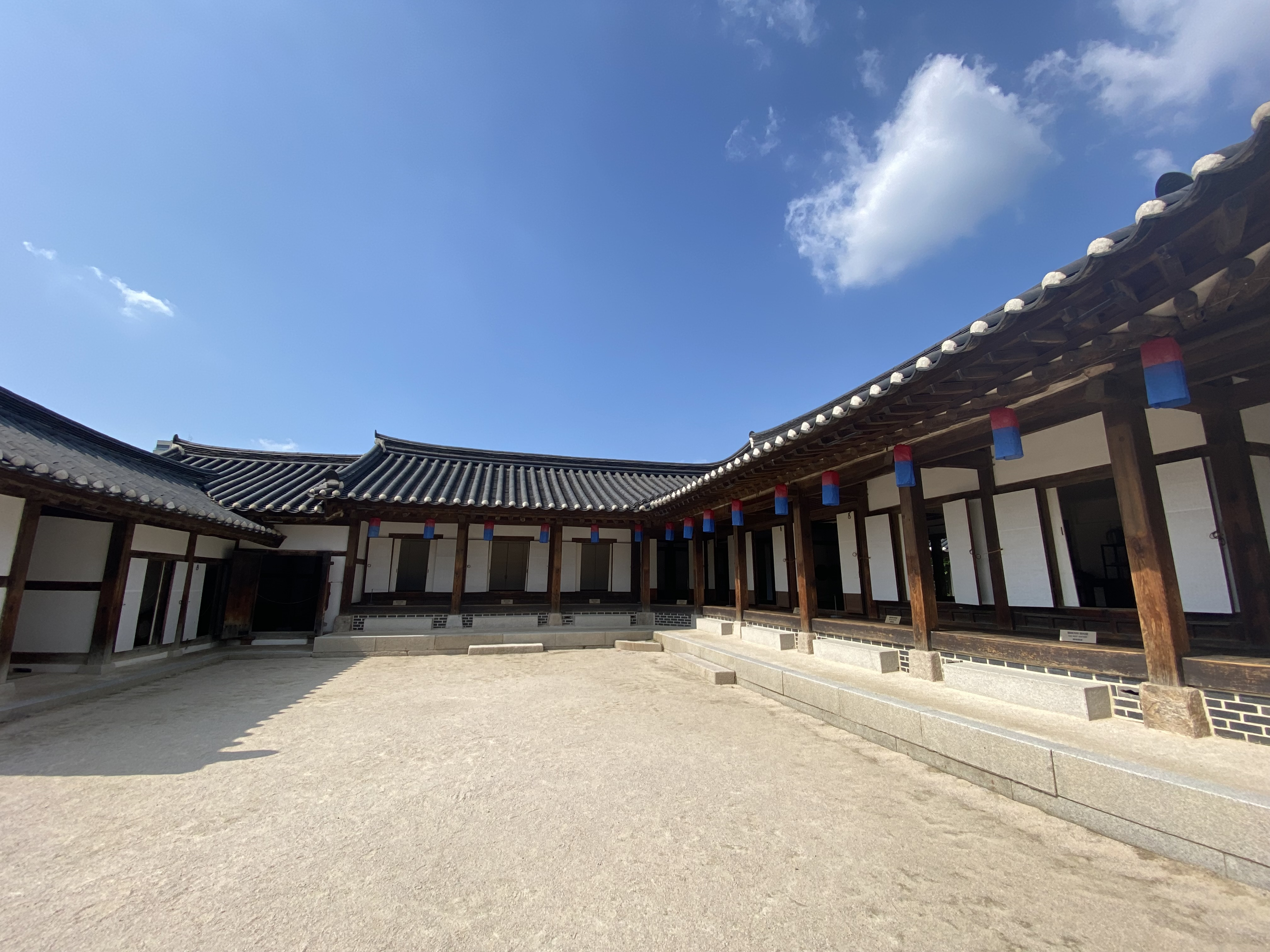
관훈동민씨가옥 사진
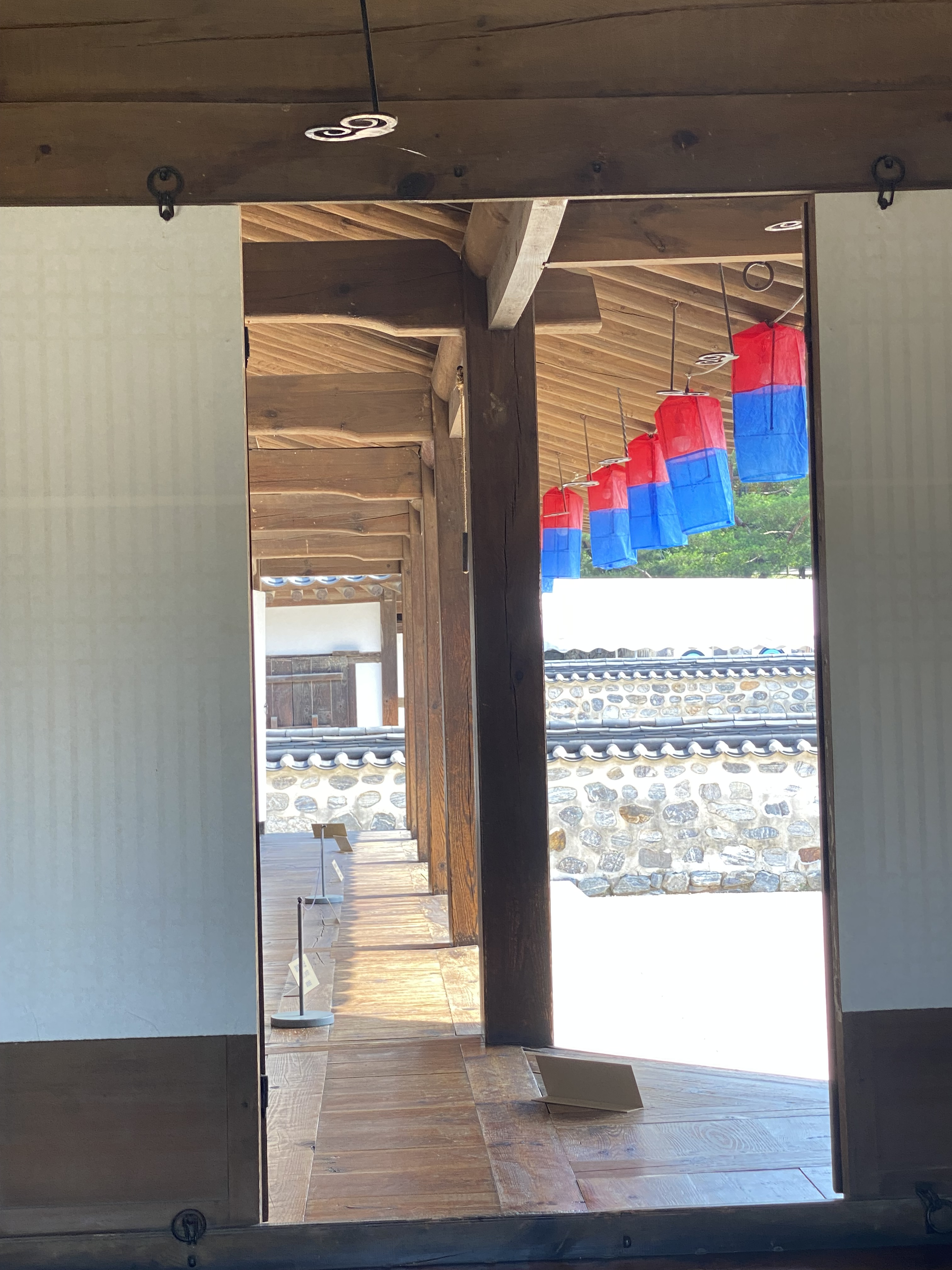
관훈동민씨가옥 사진
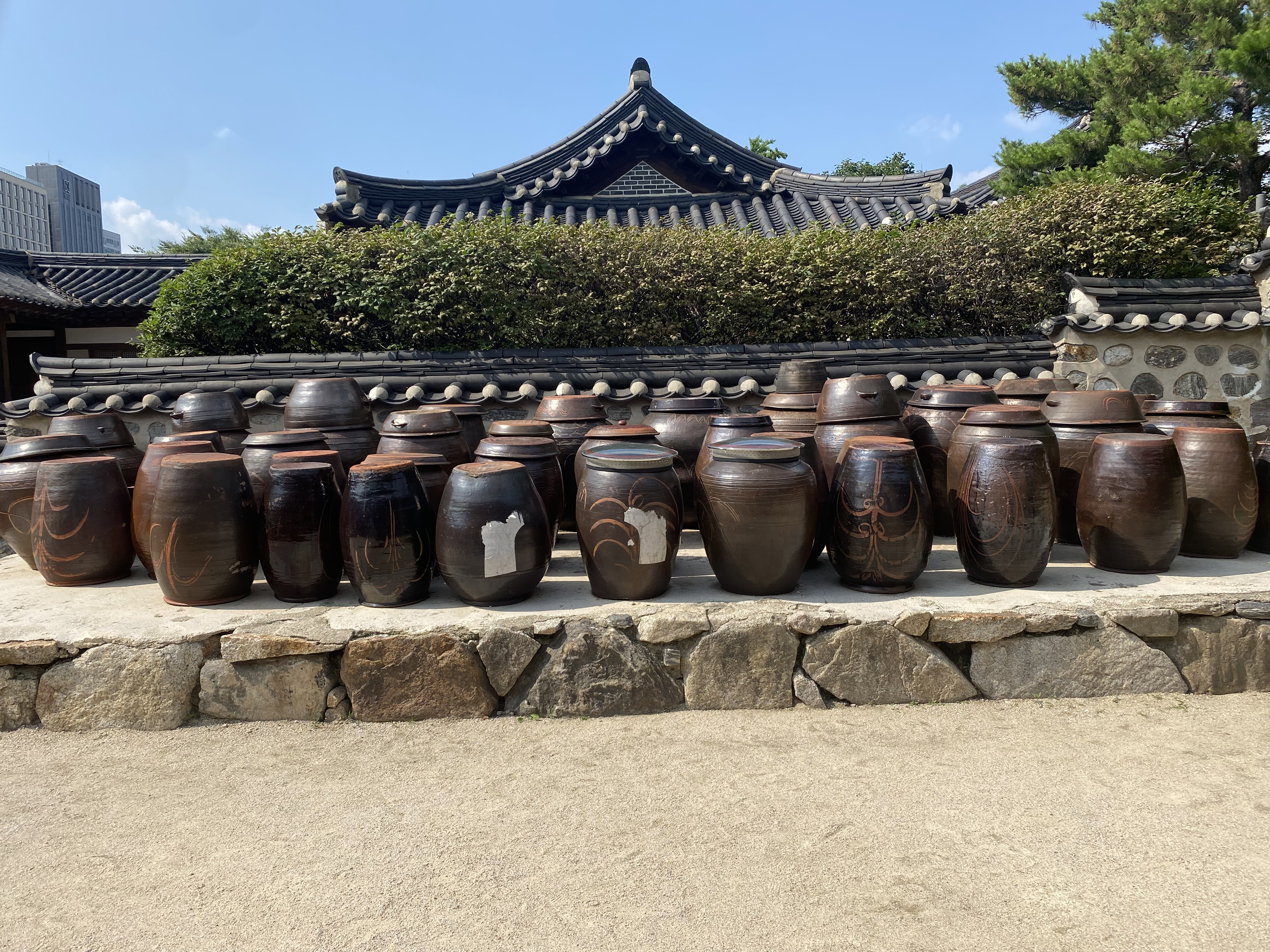
관훈동민씨가옥 사진
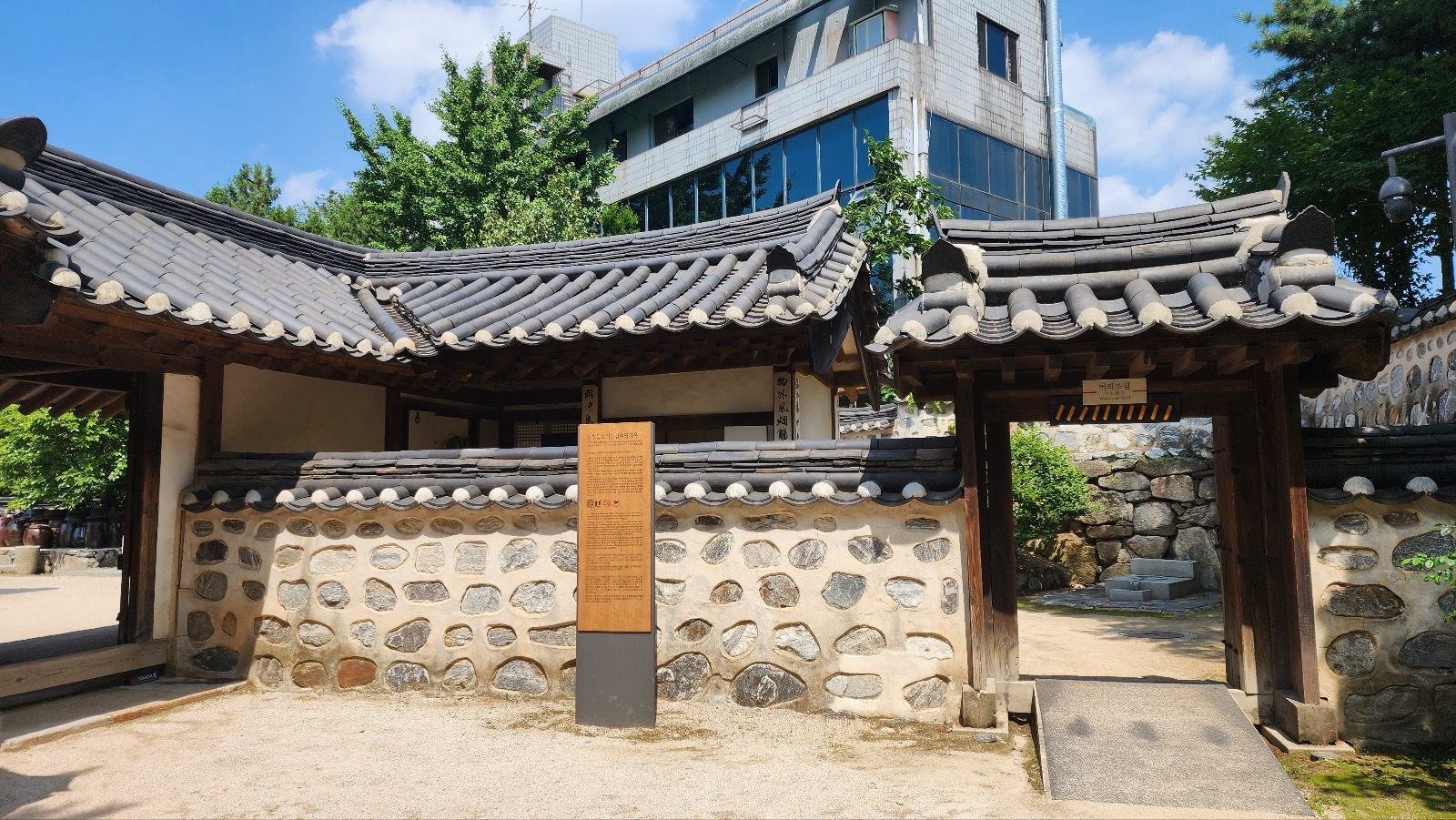
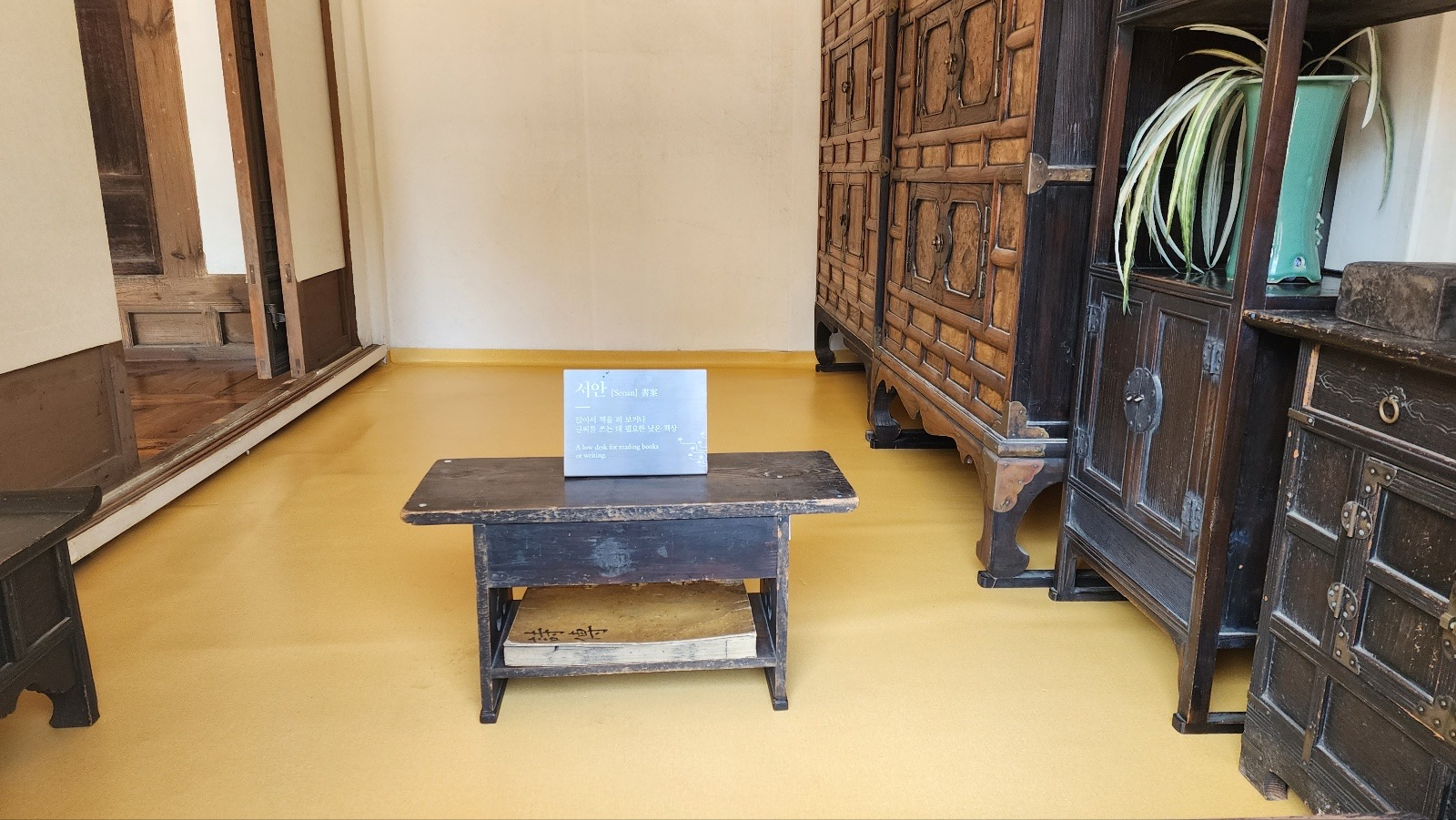
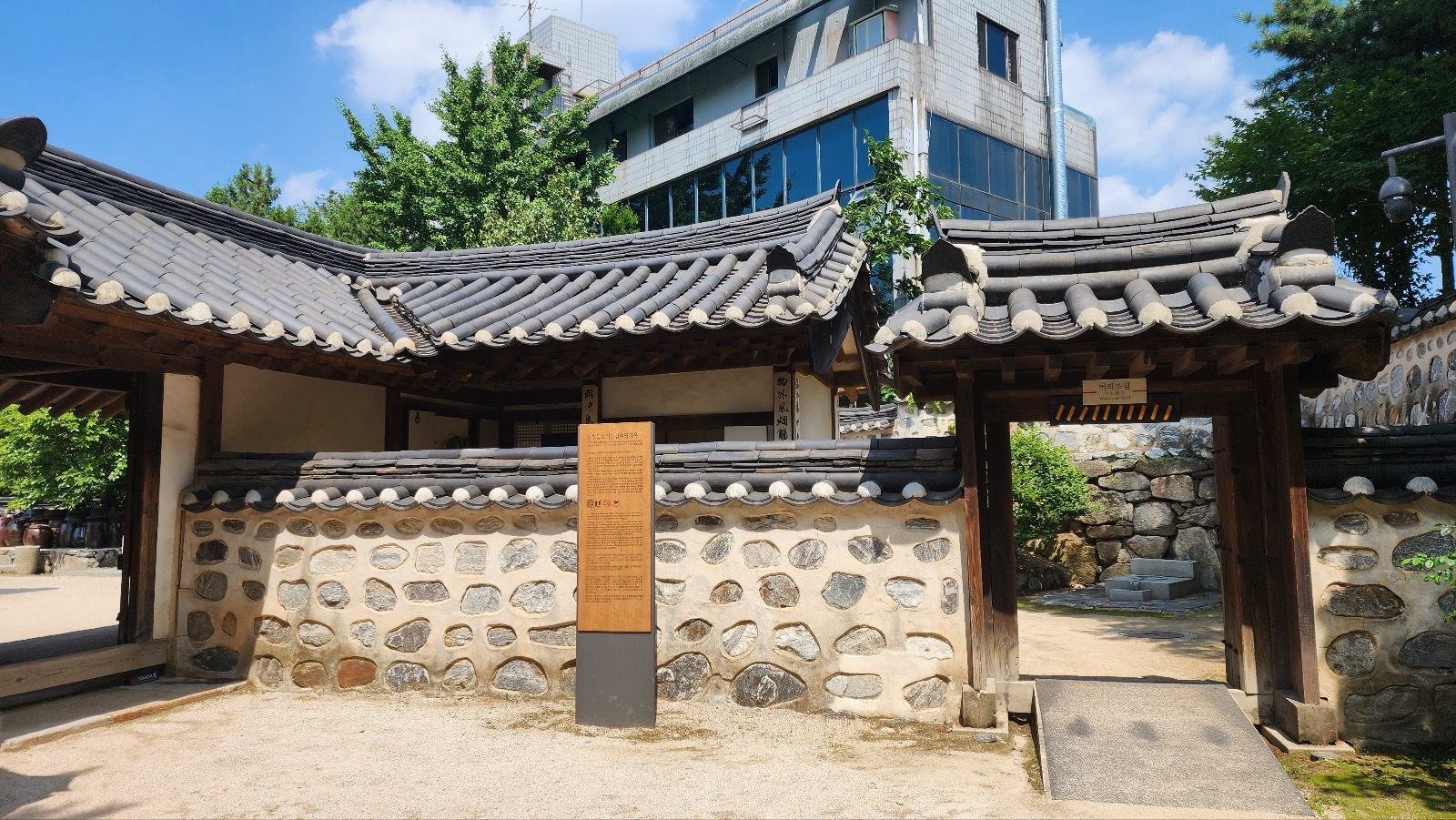
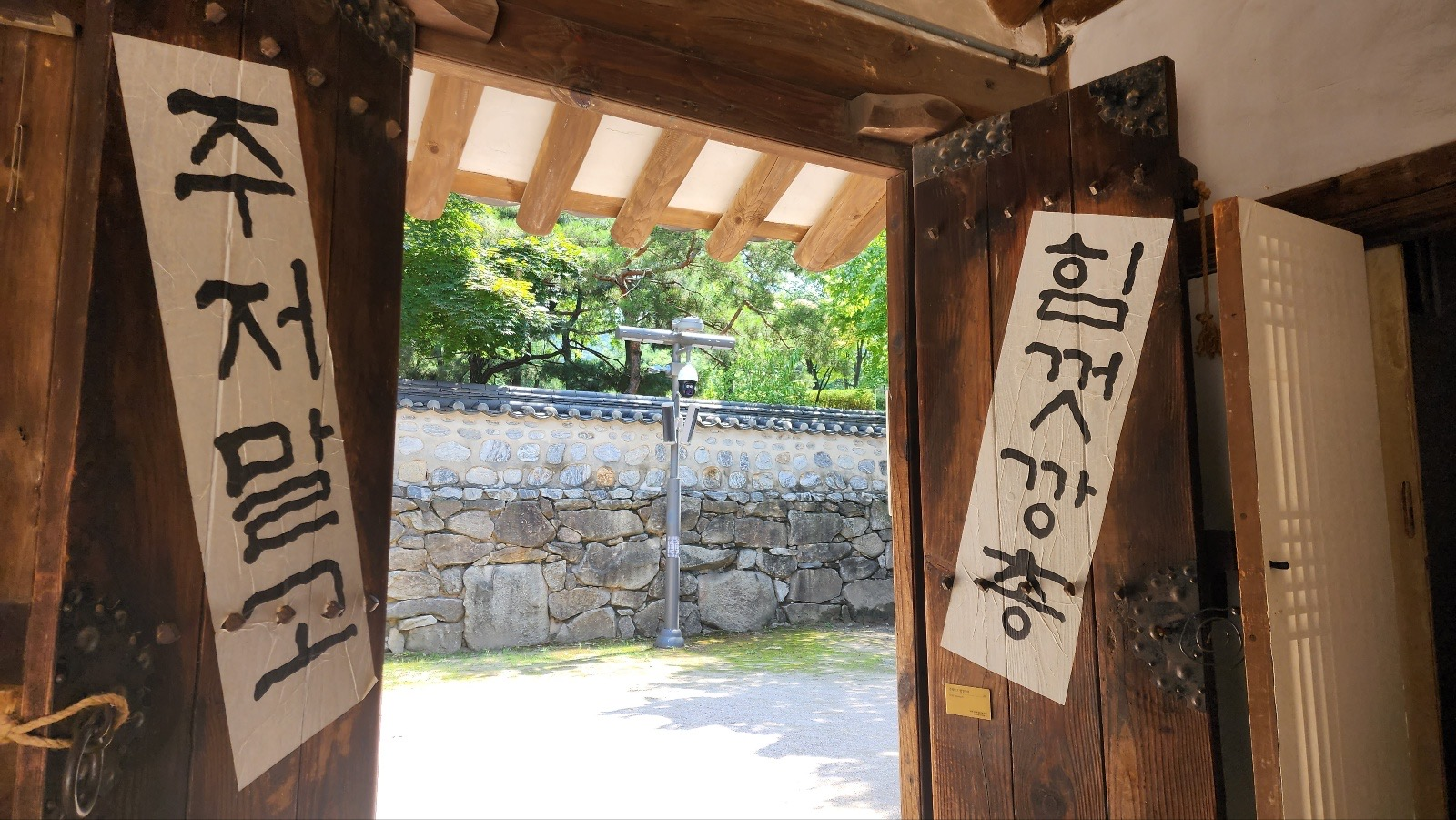
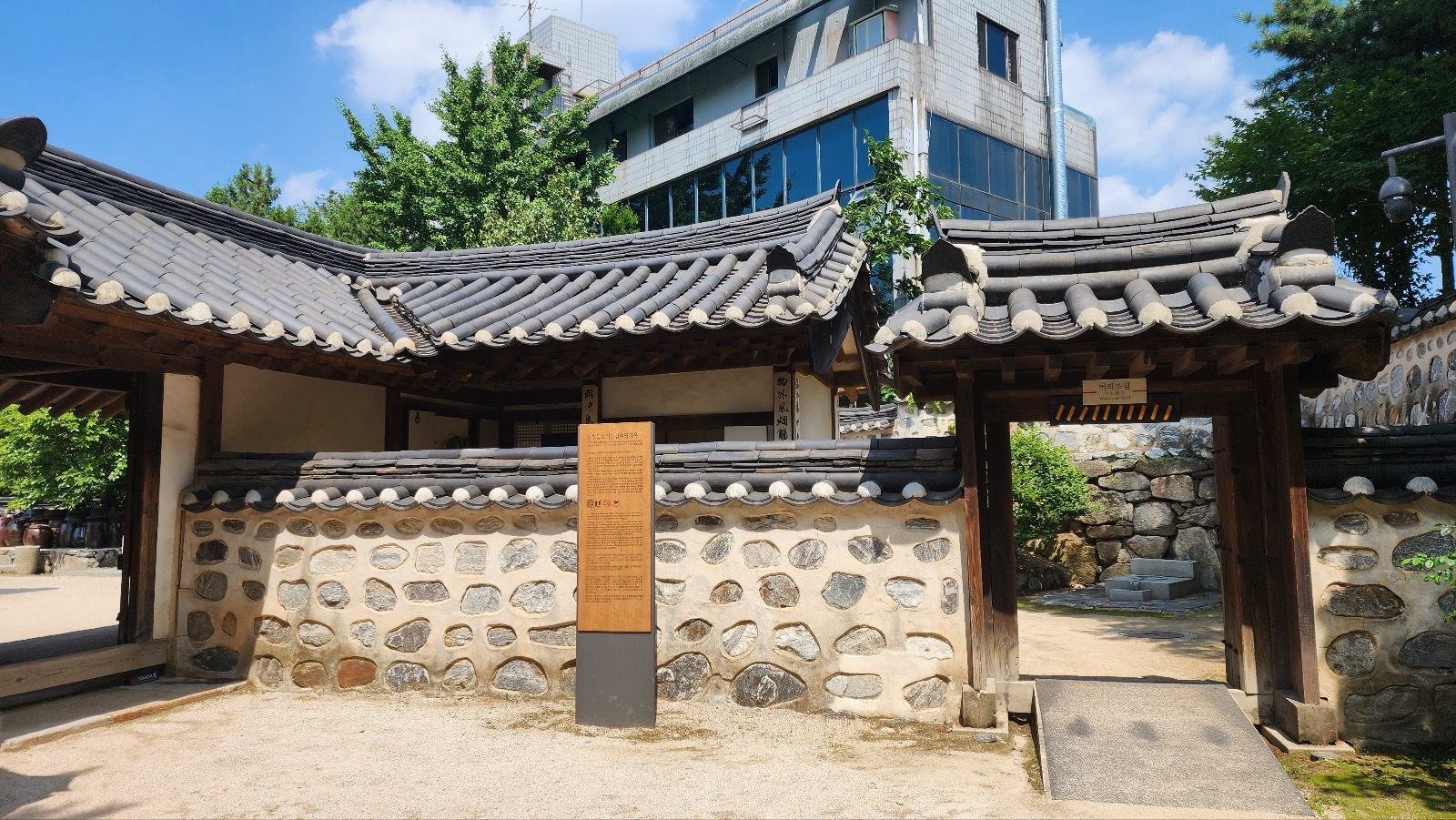
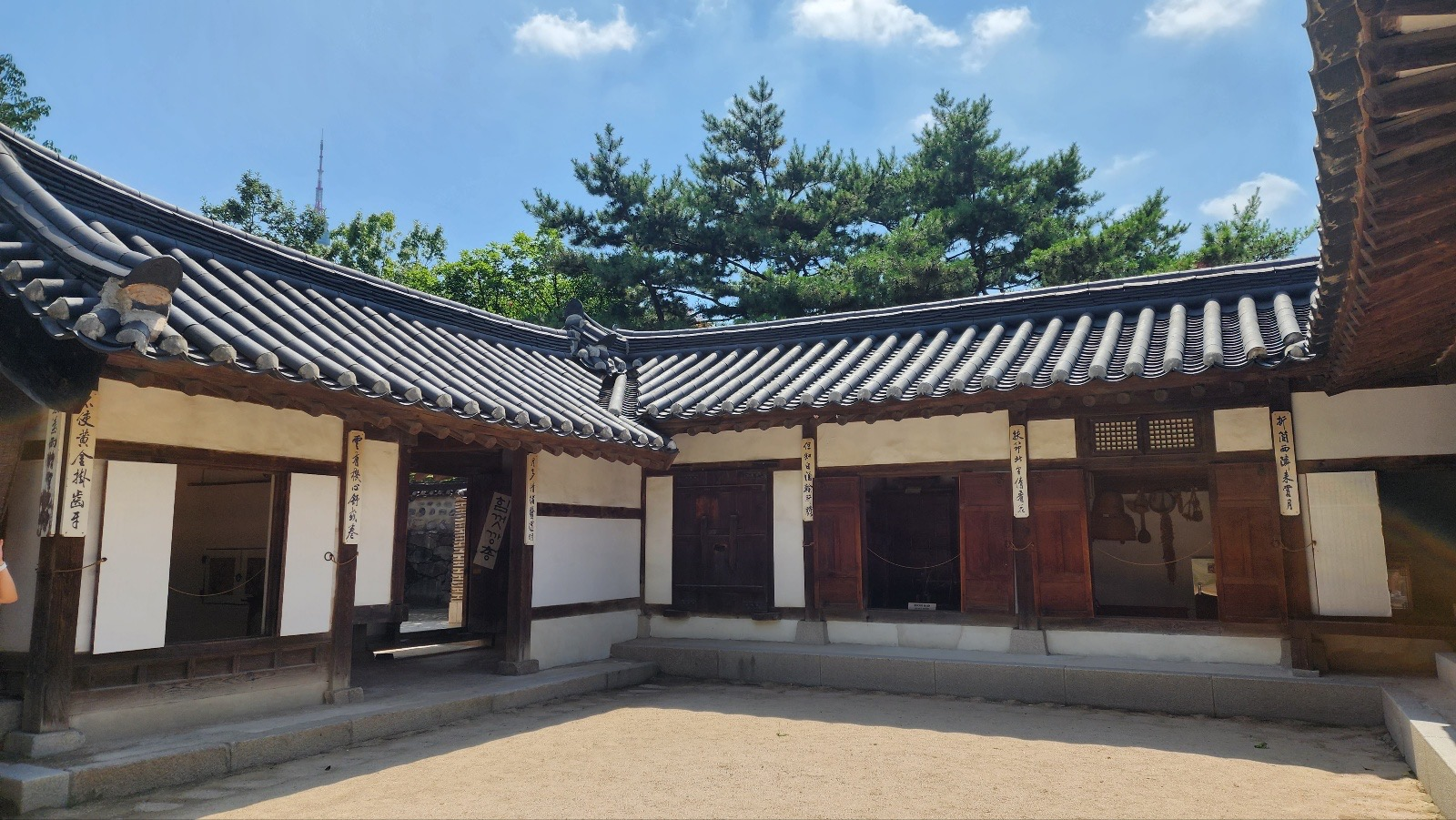
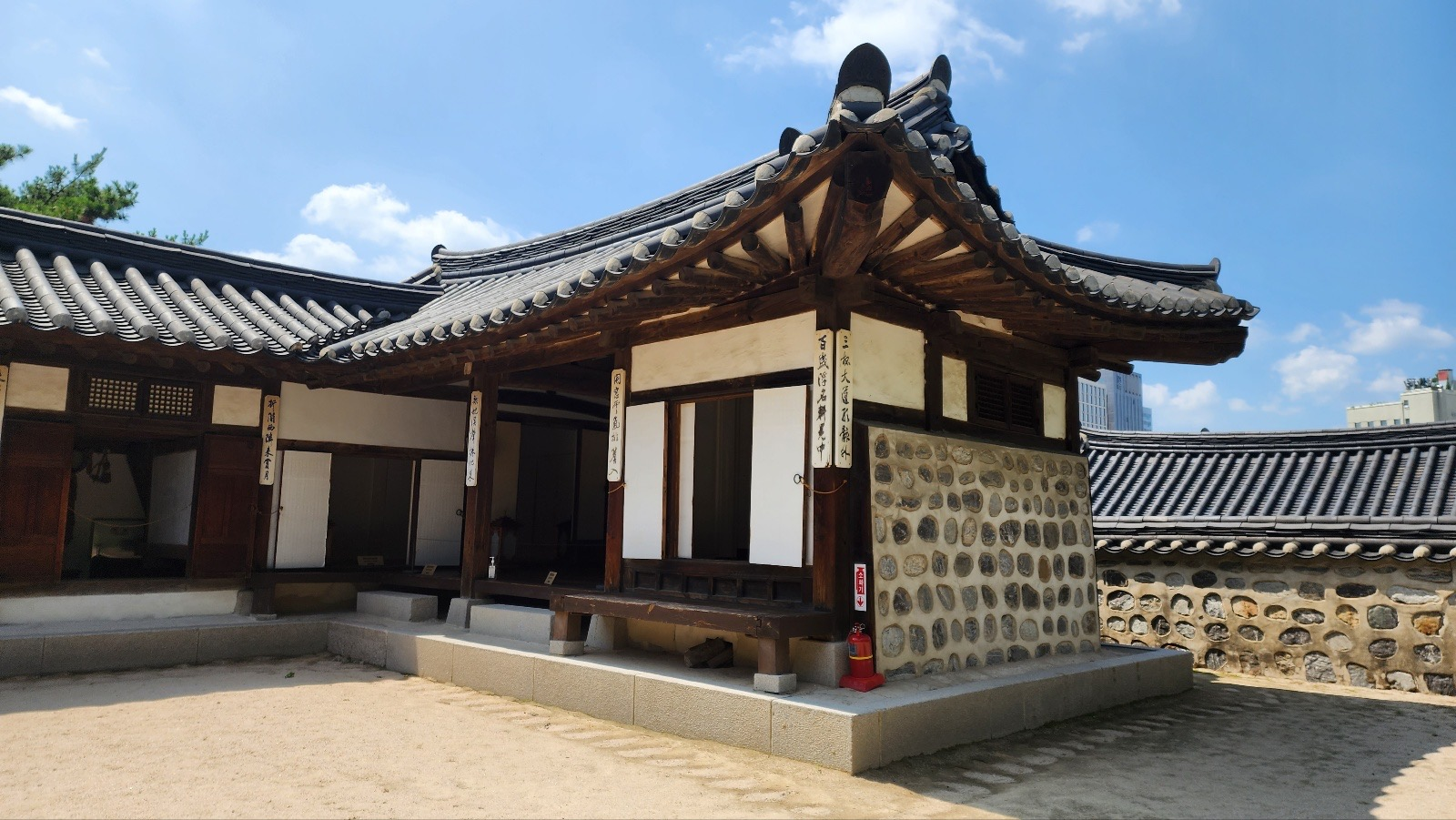
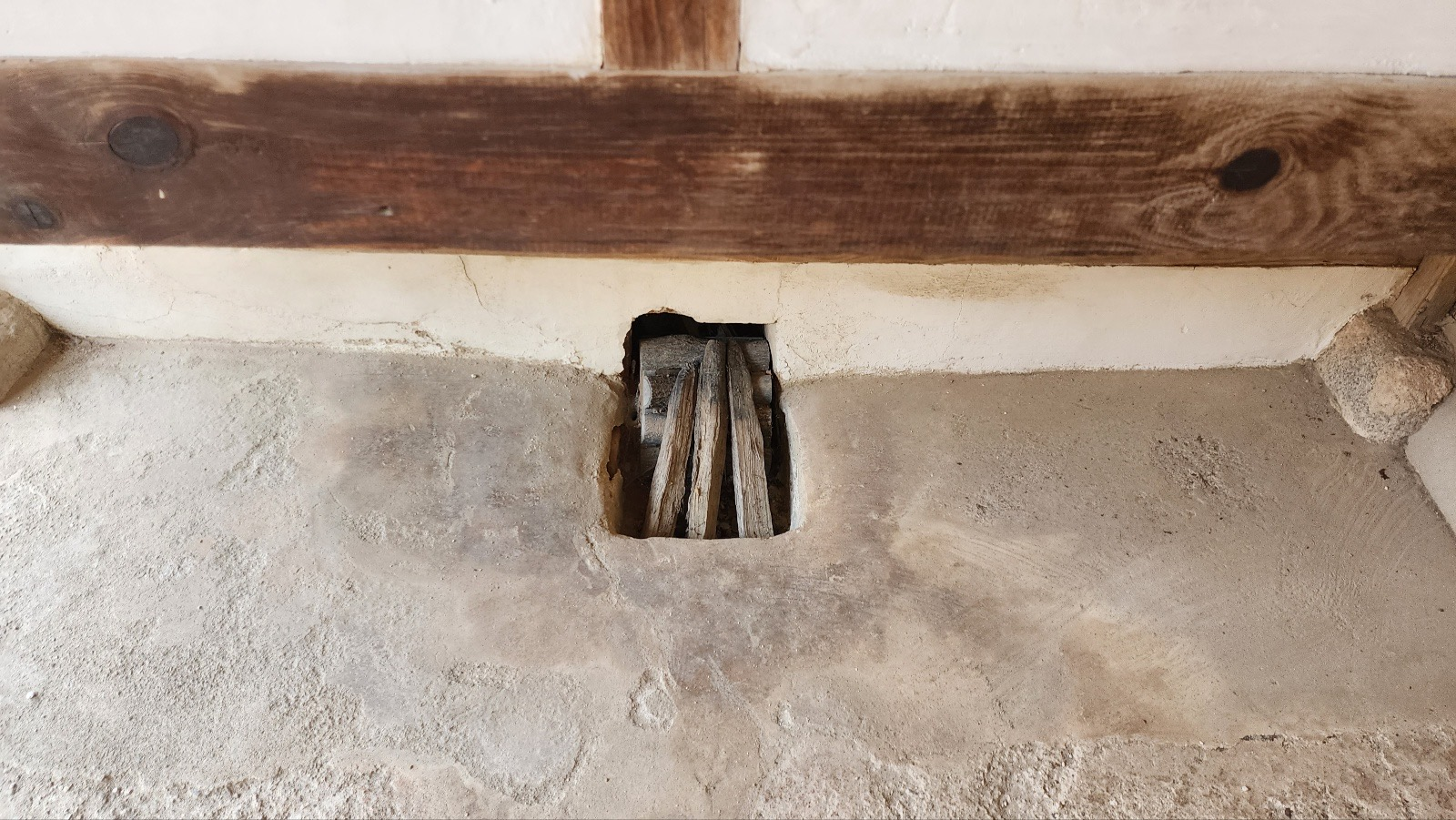
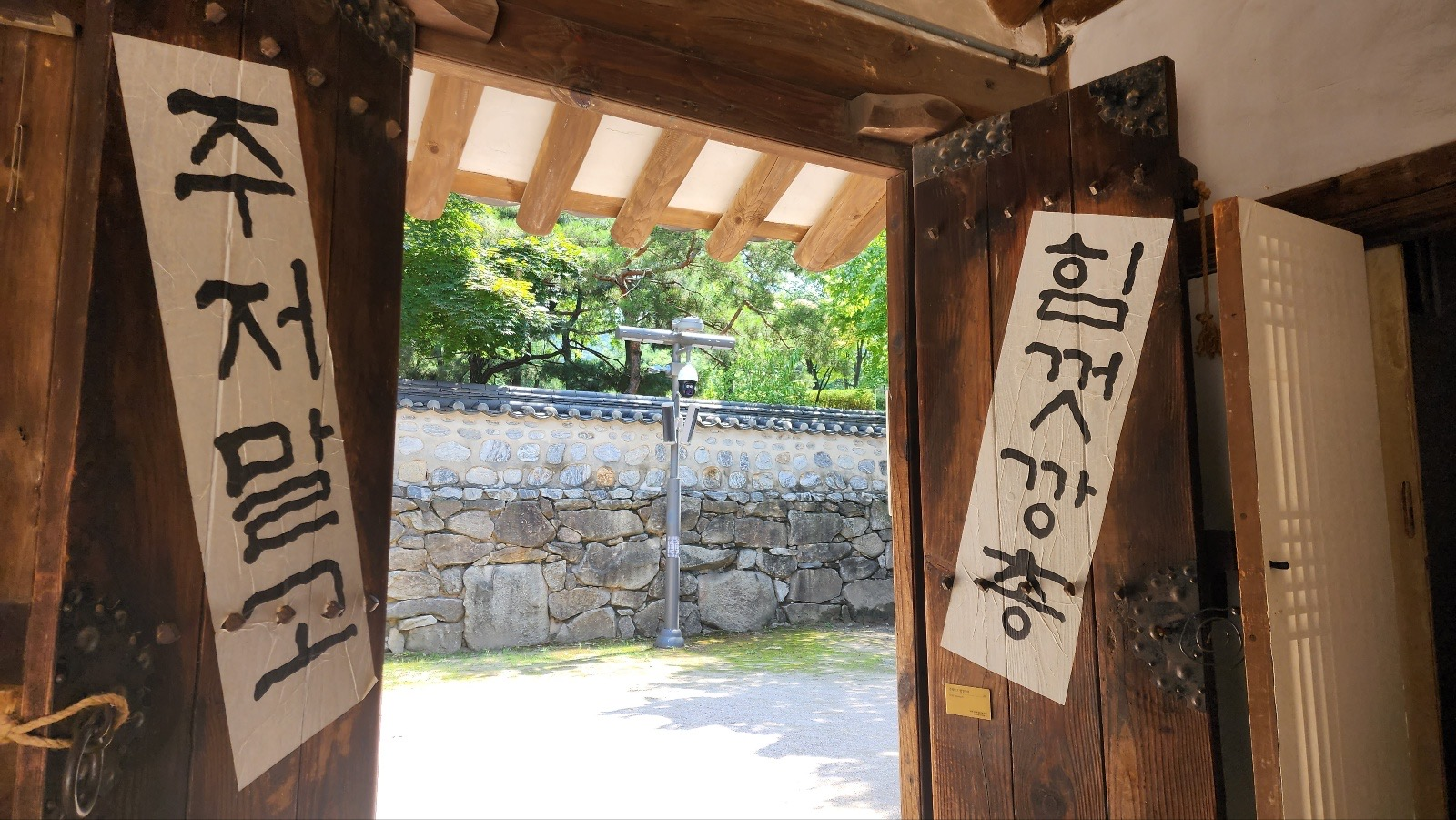
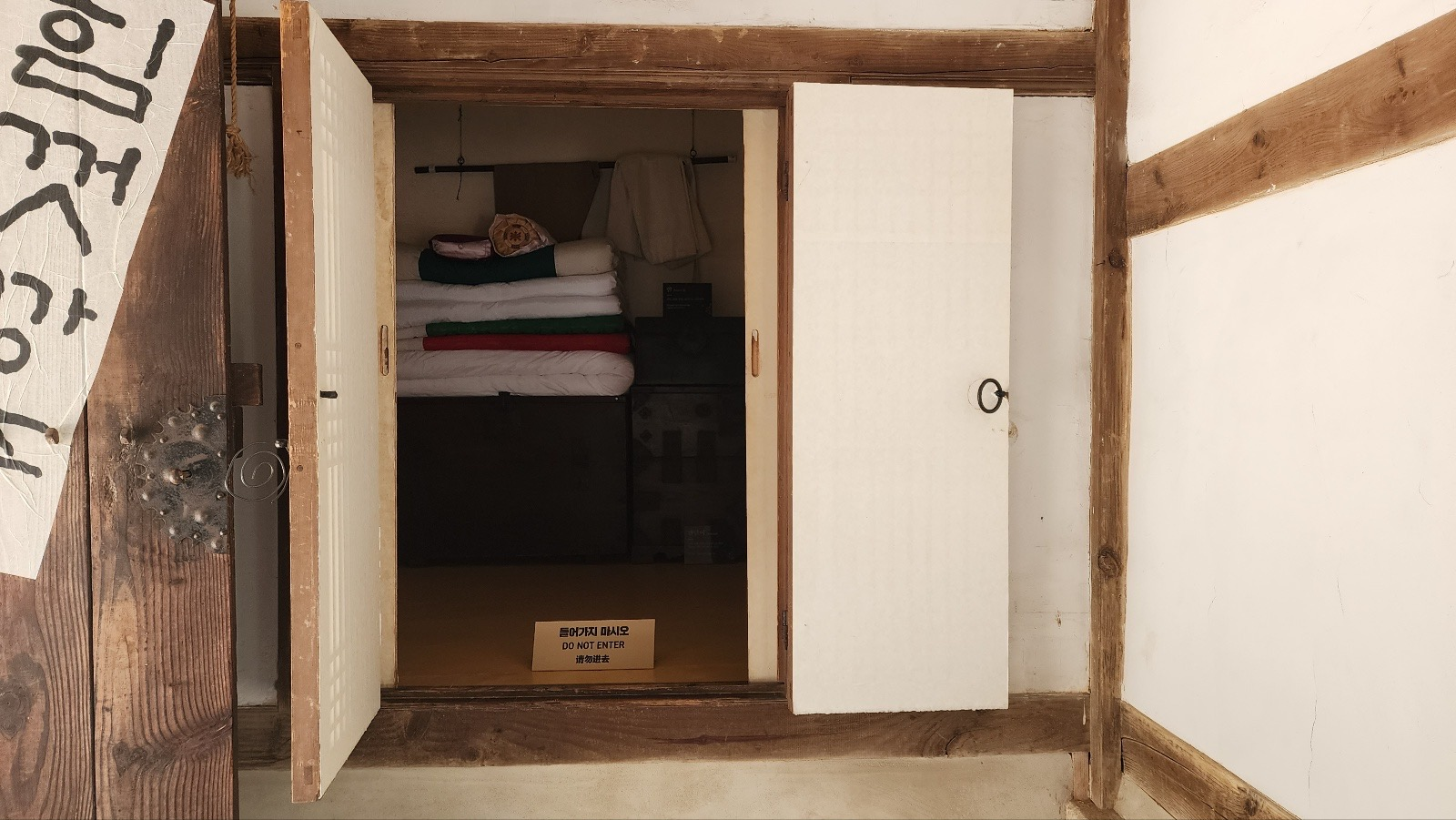
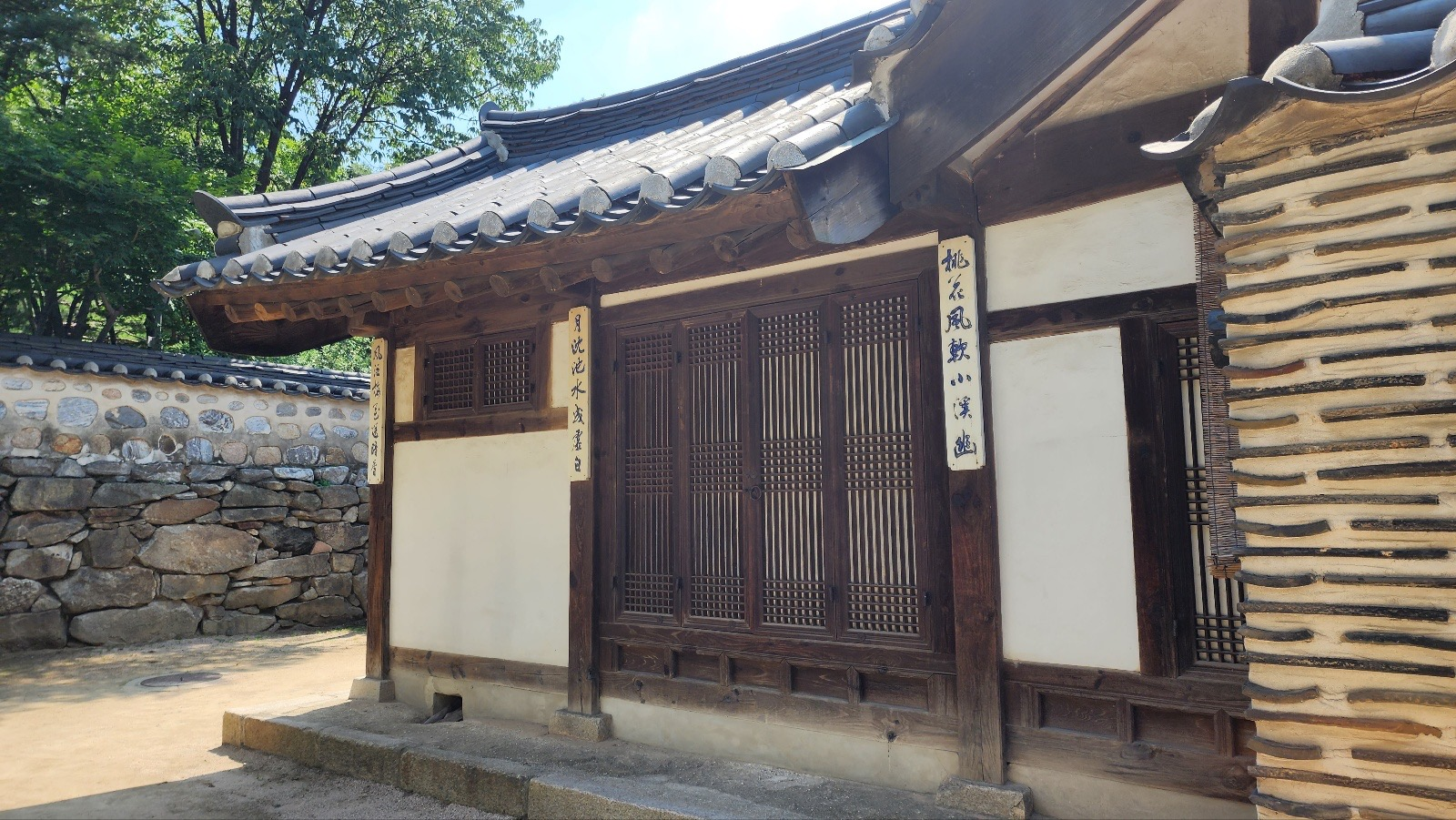
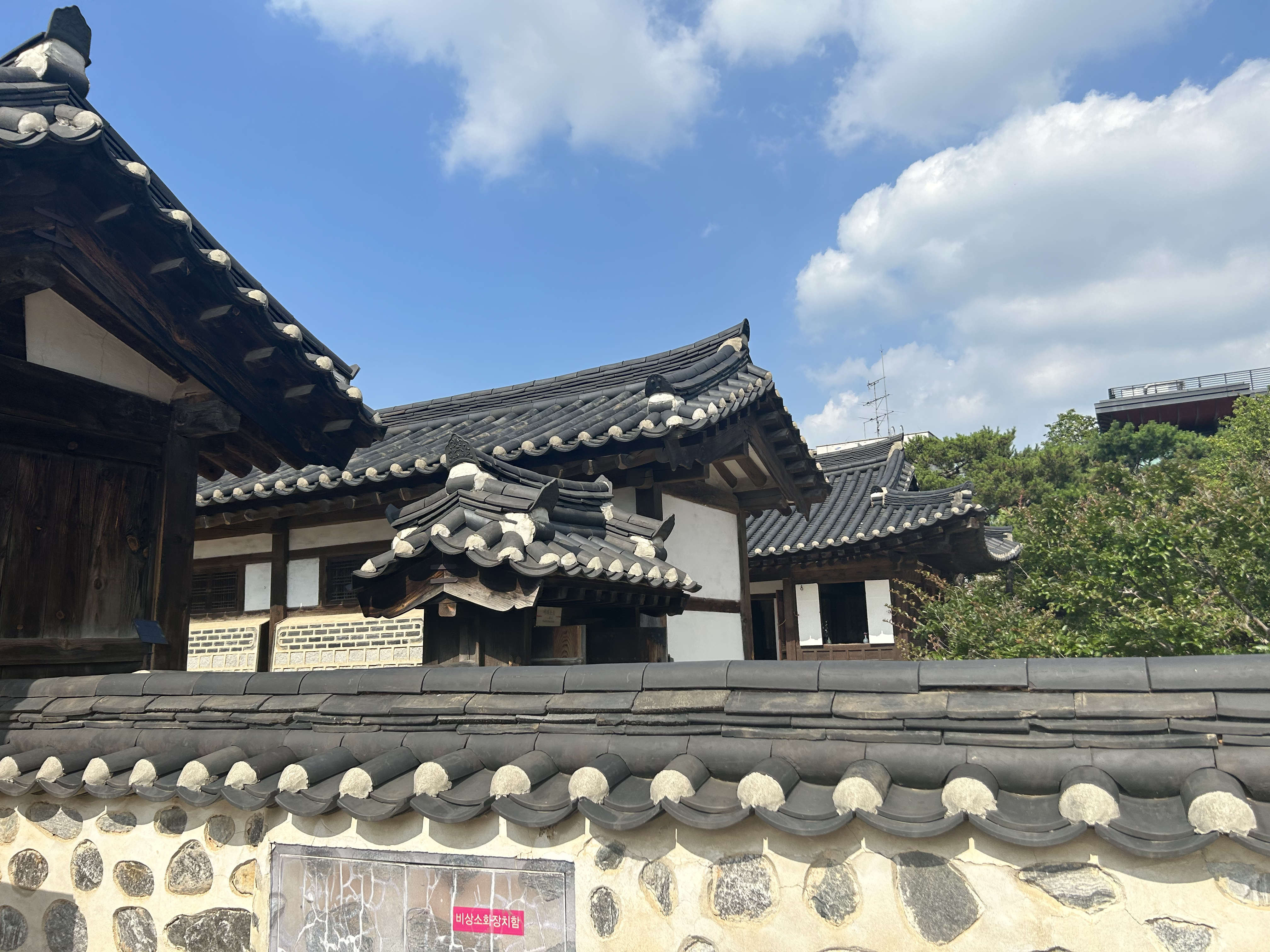
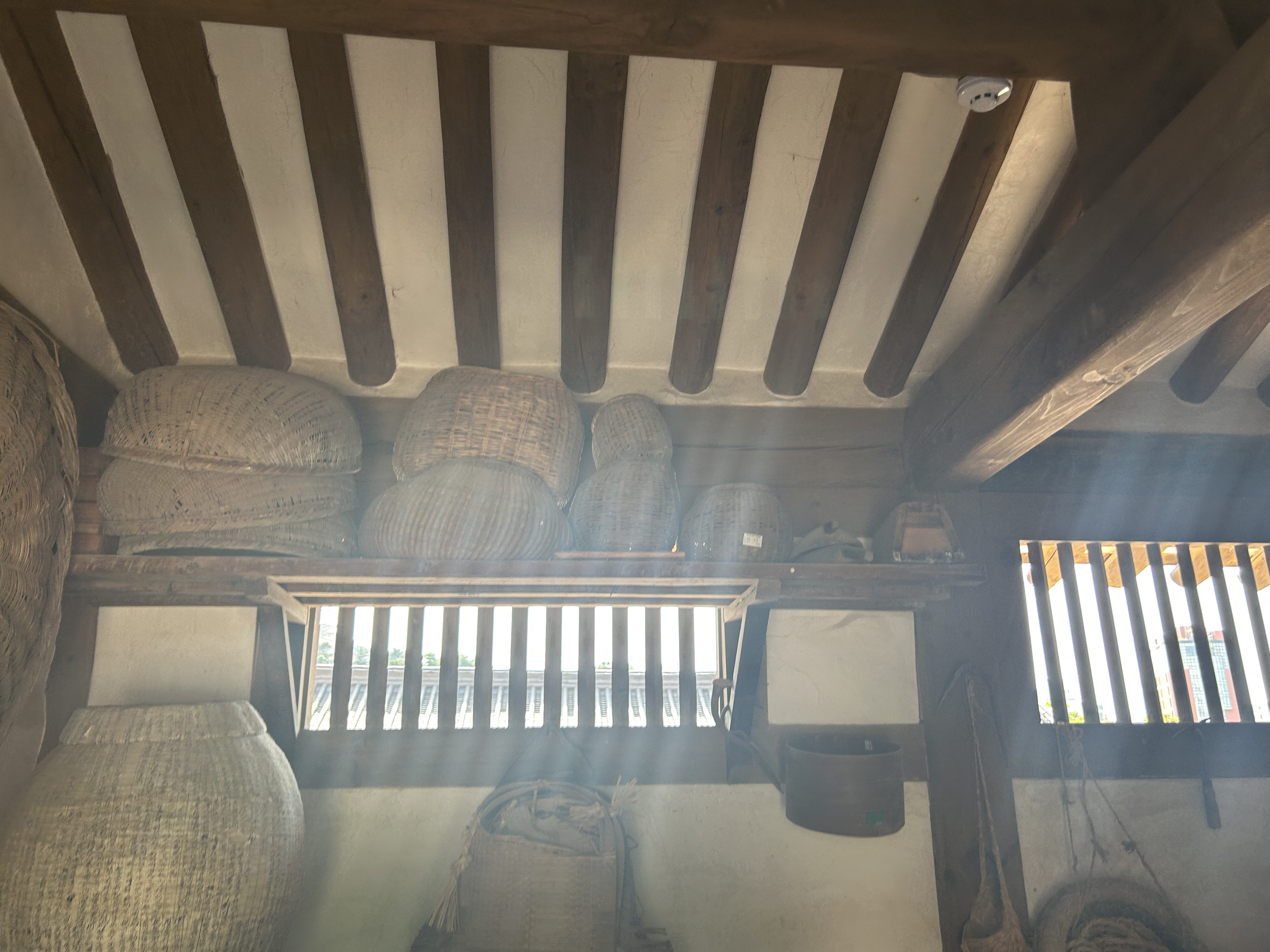
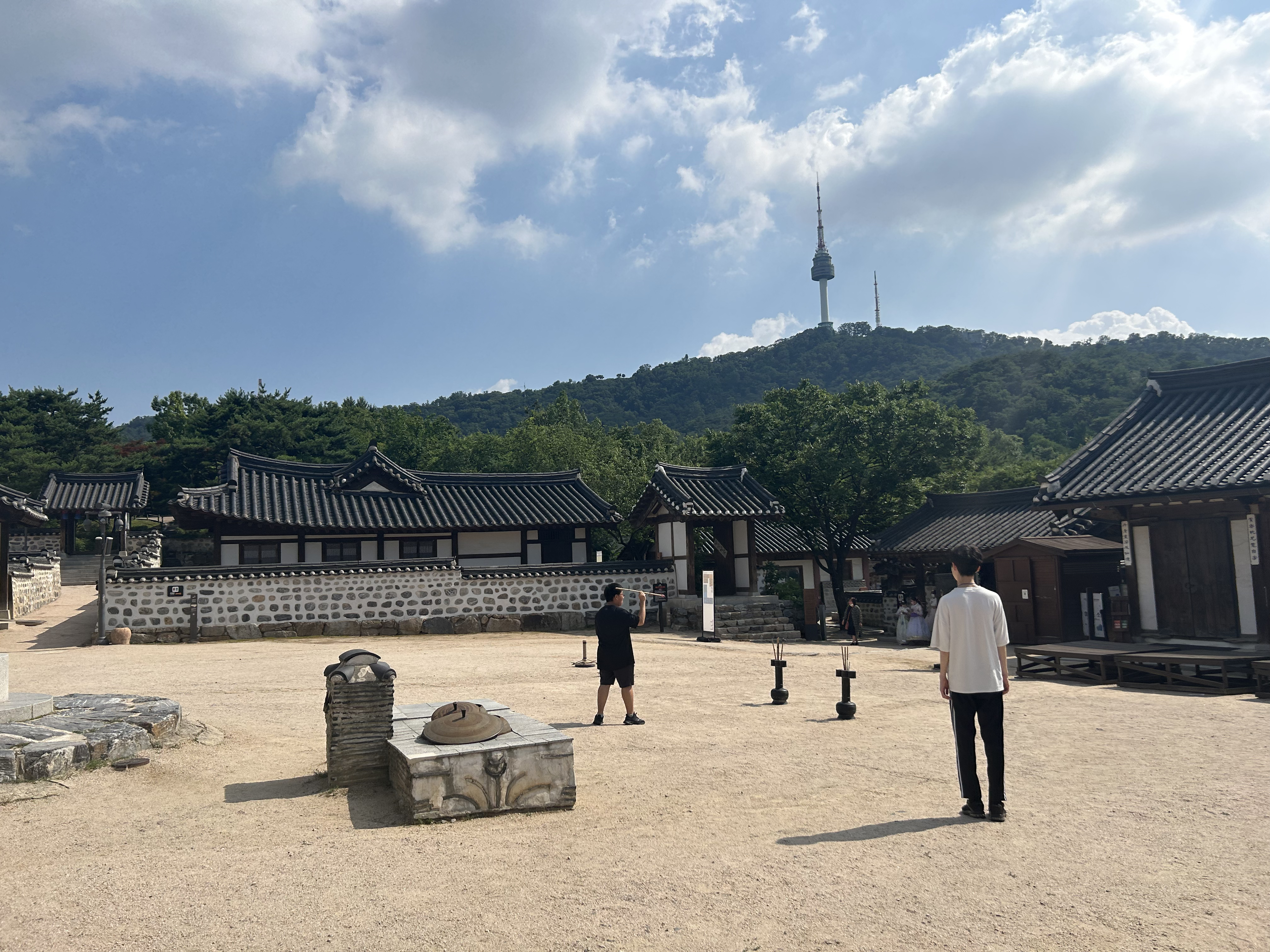
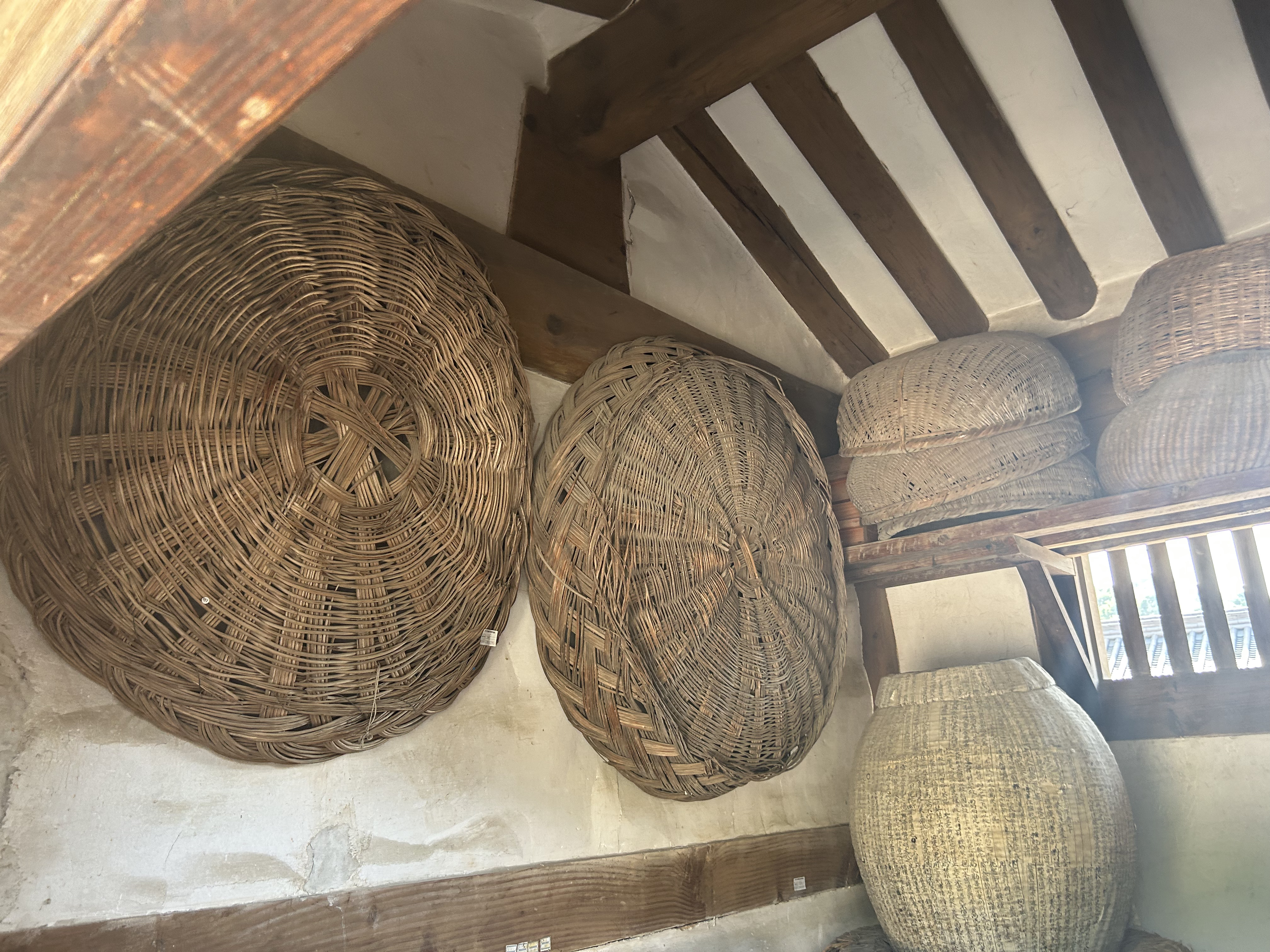
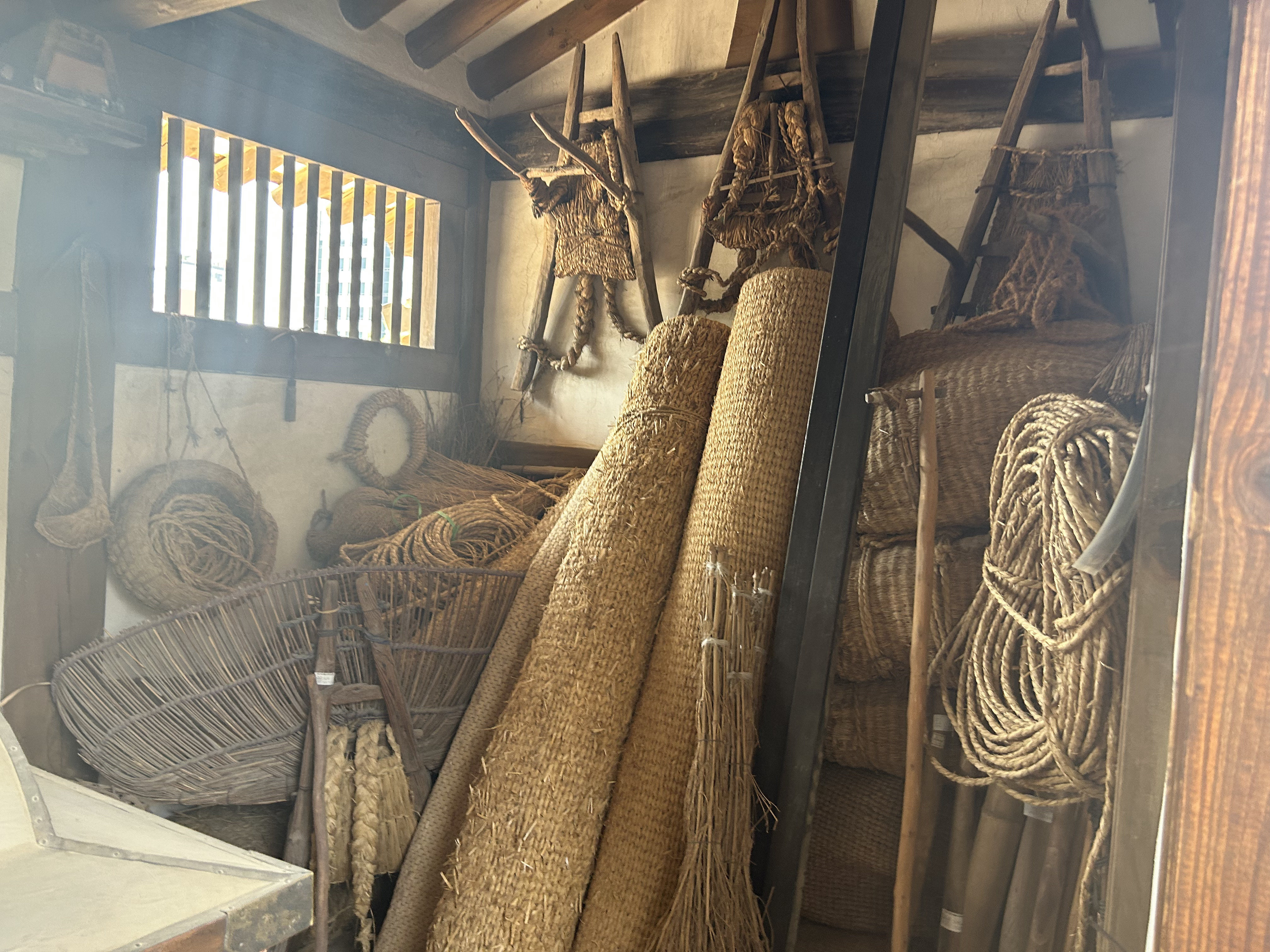
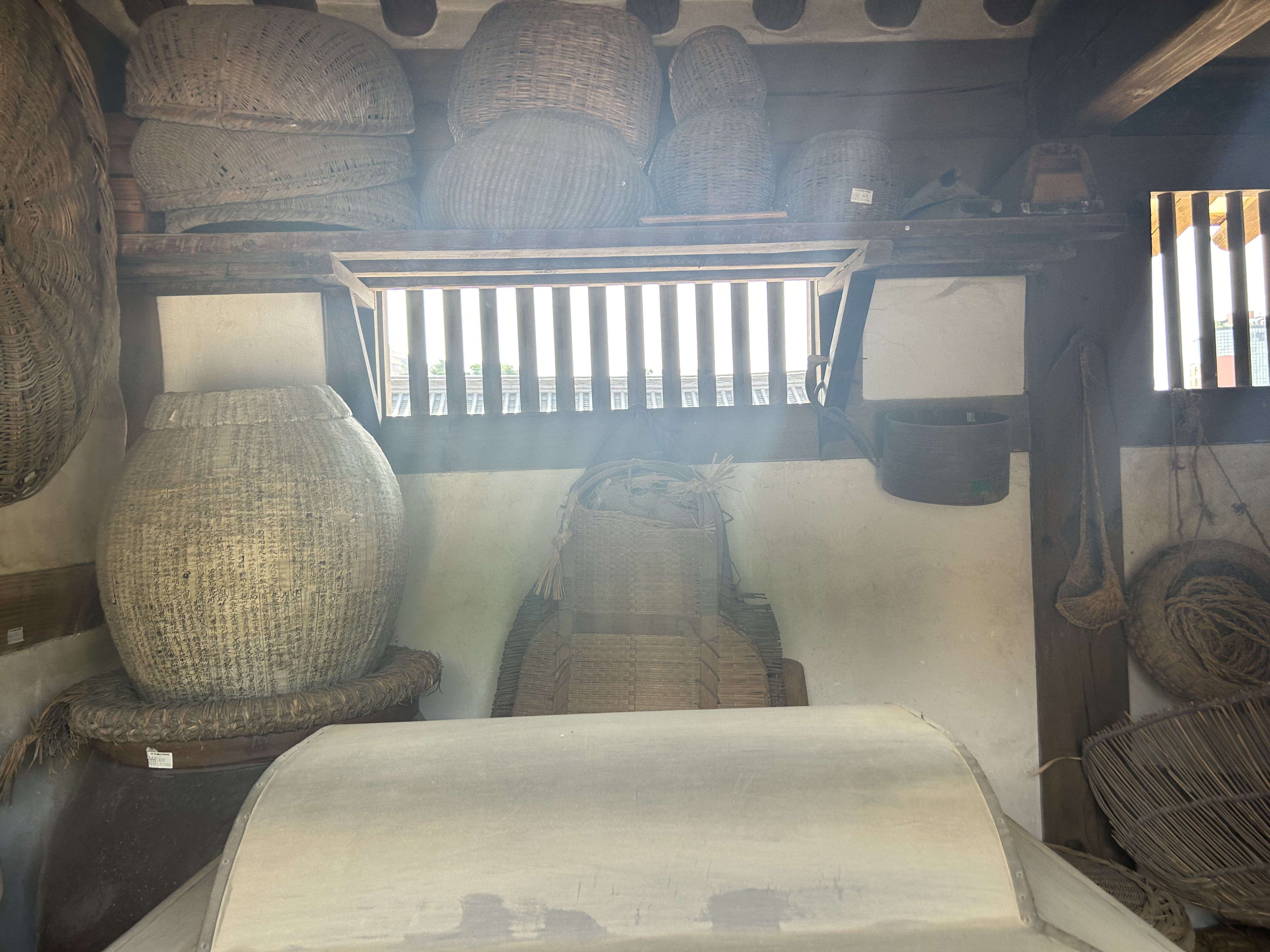
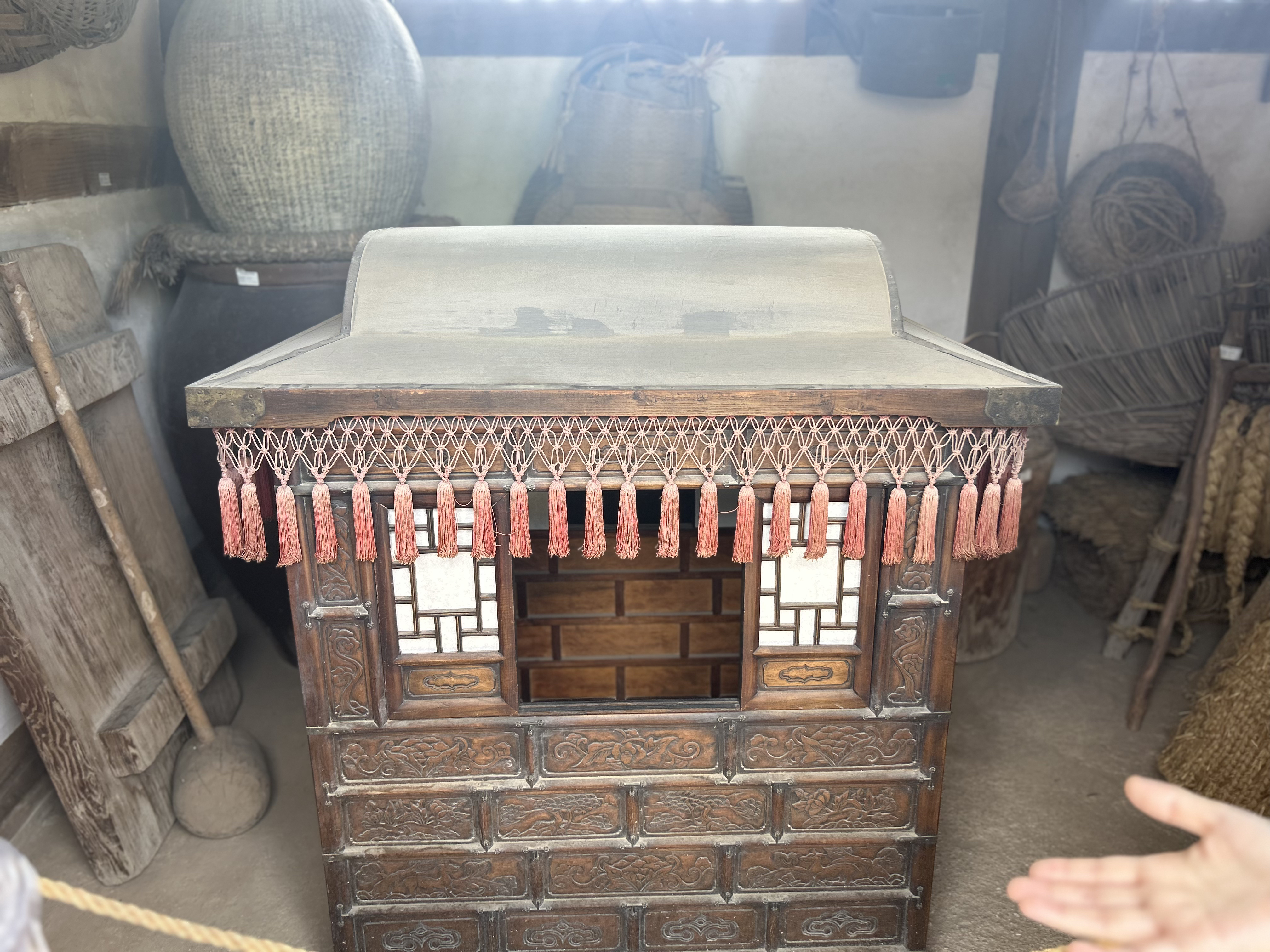
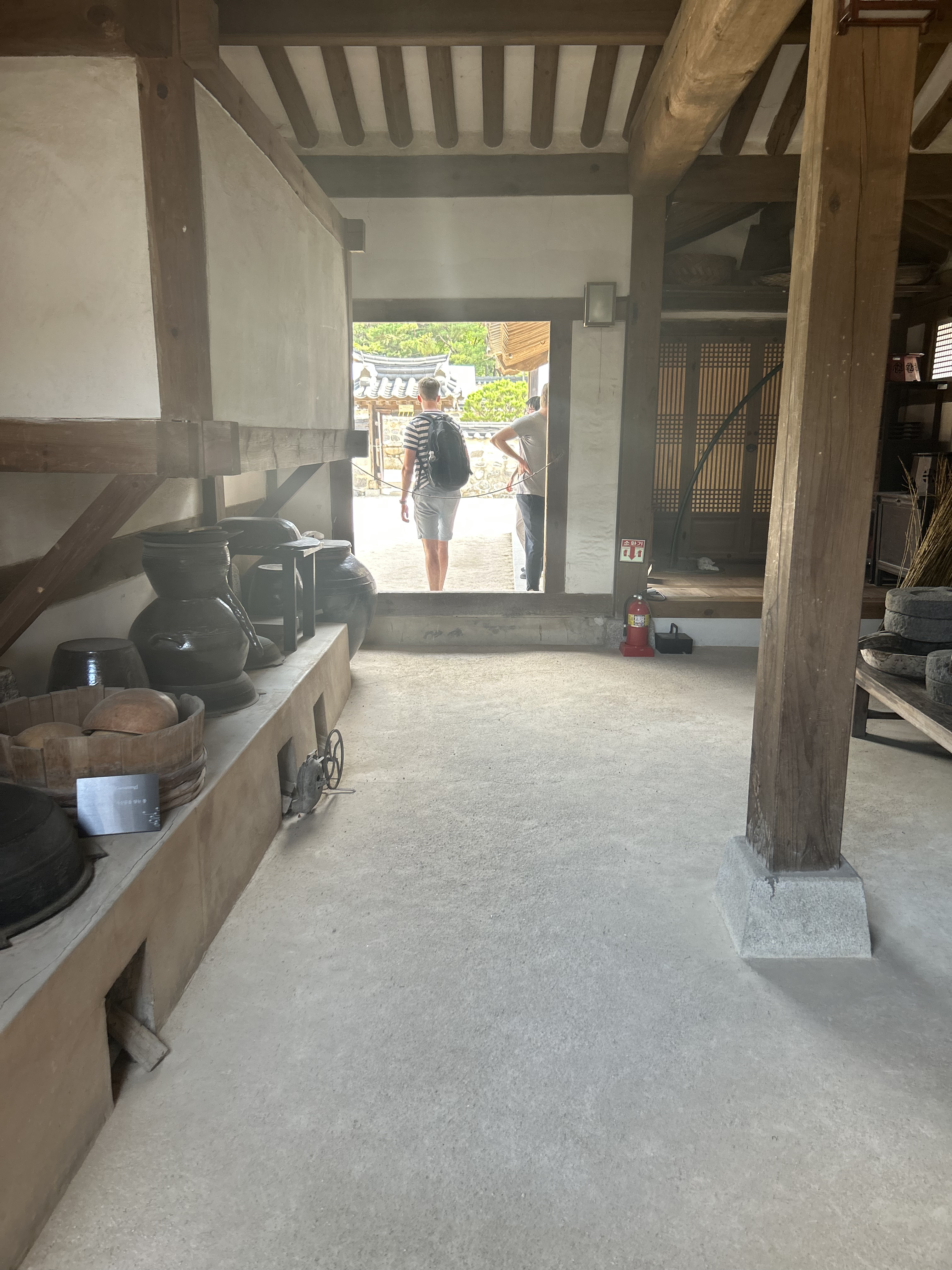
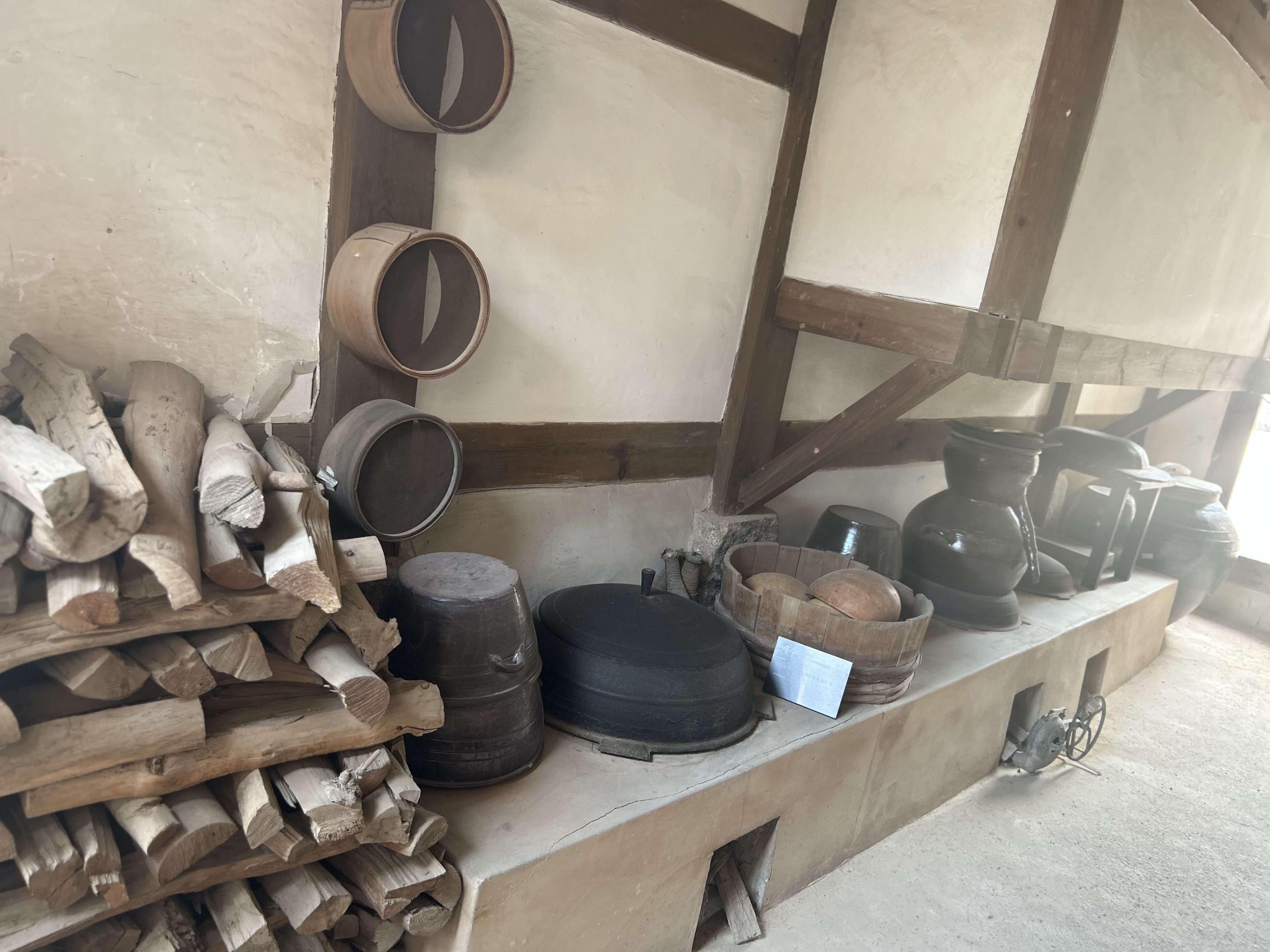
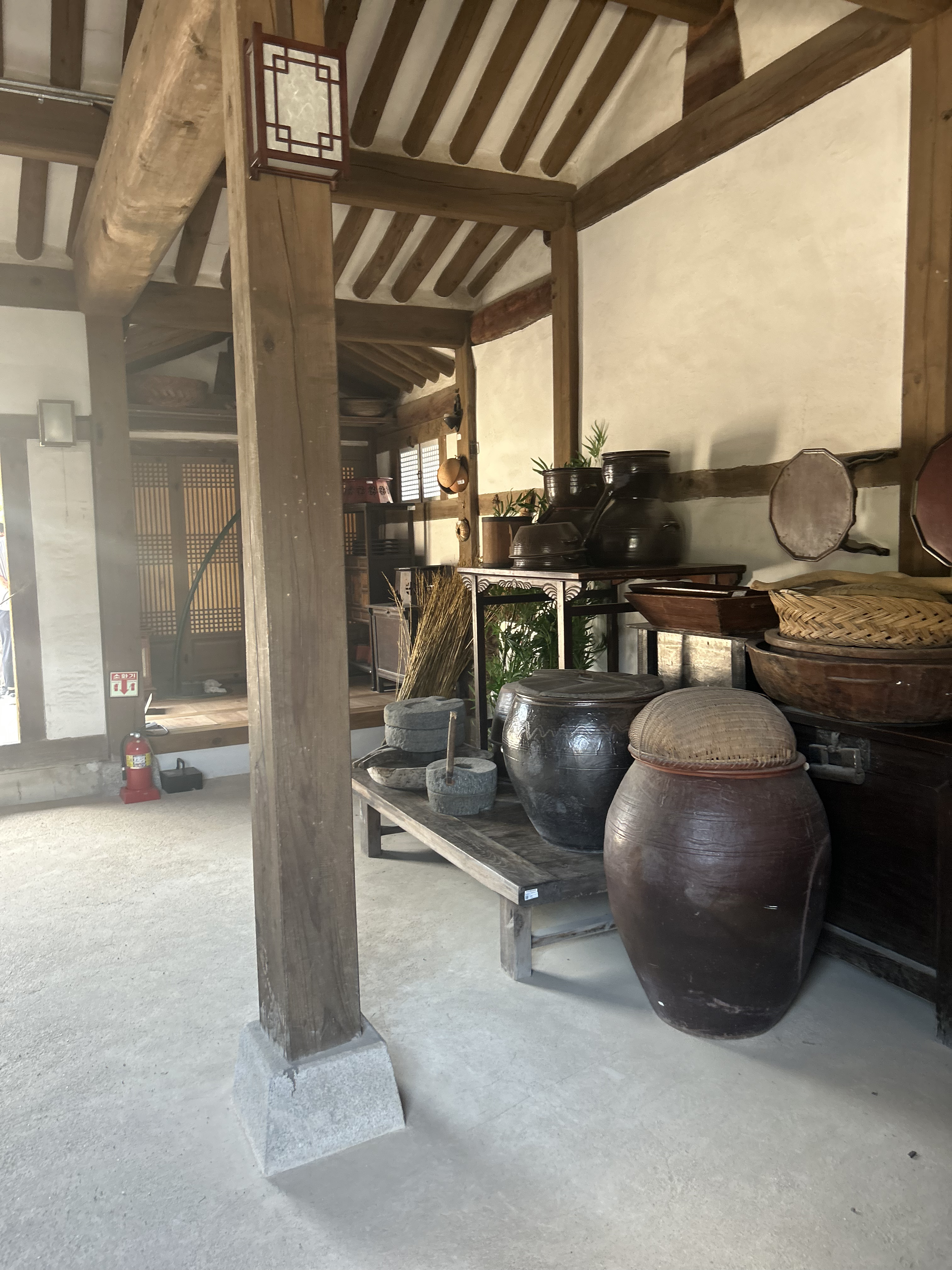
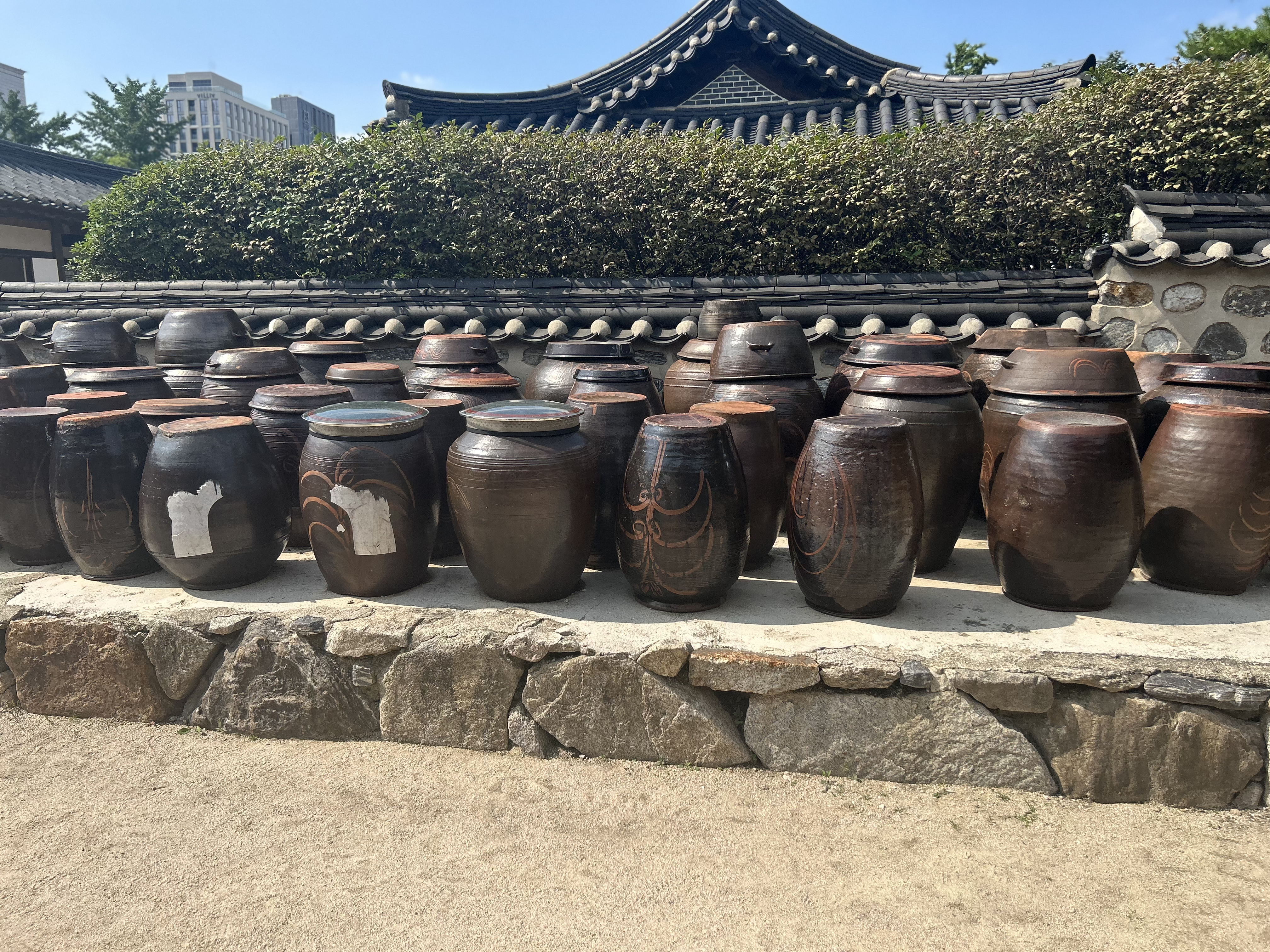
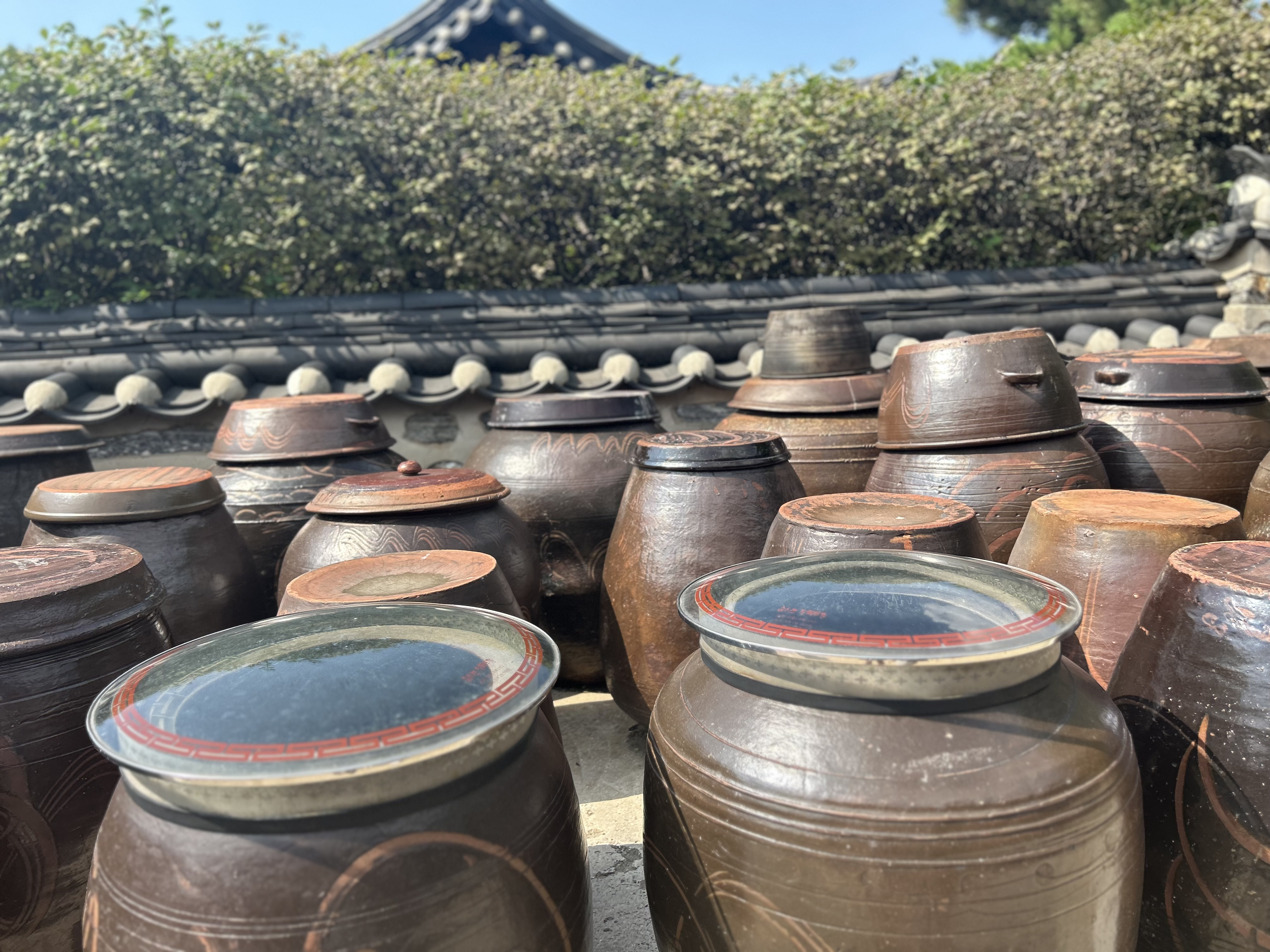
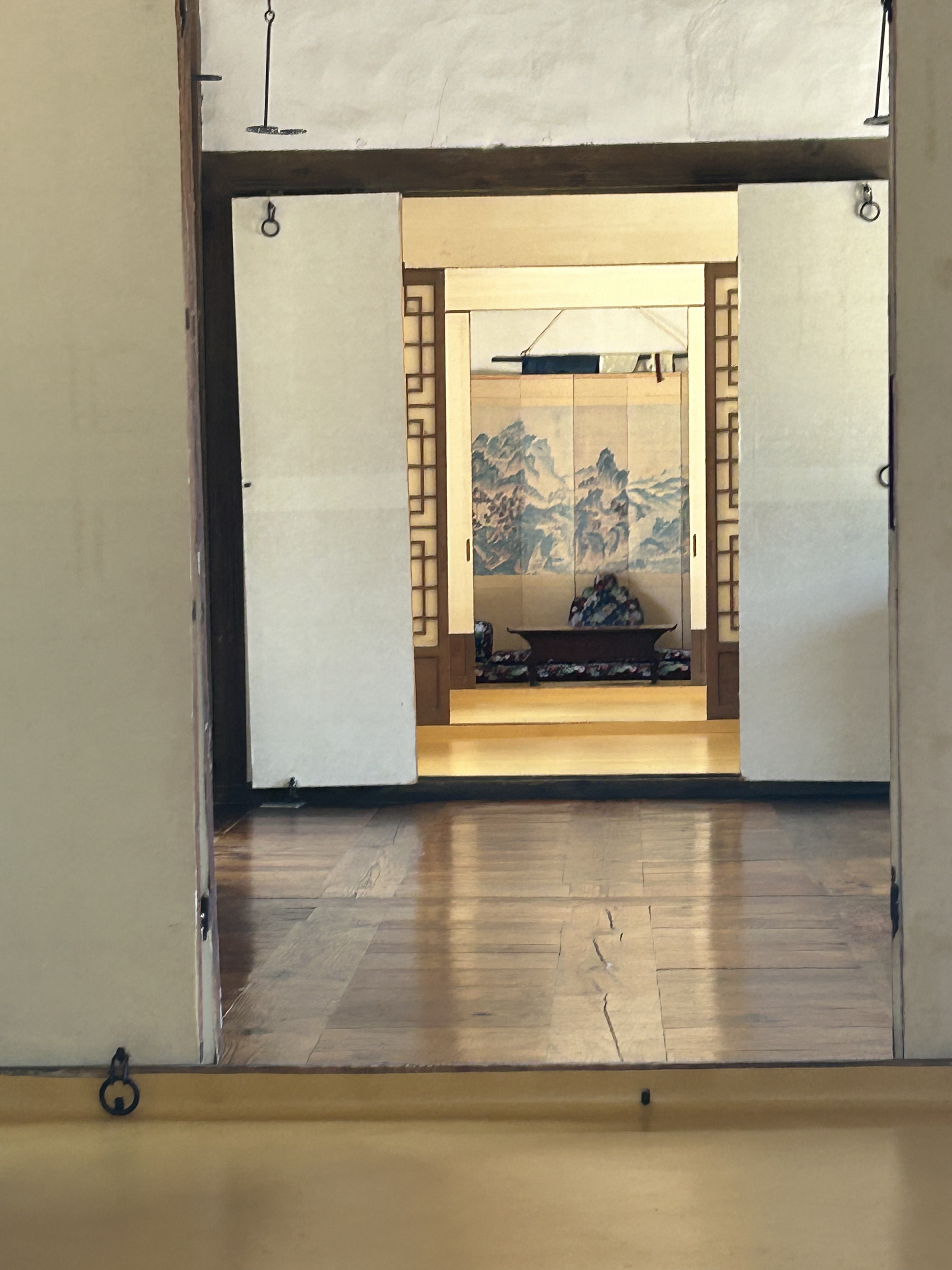
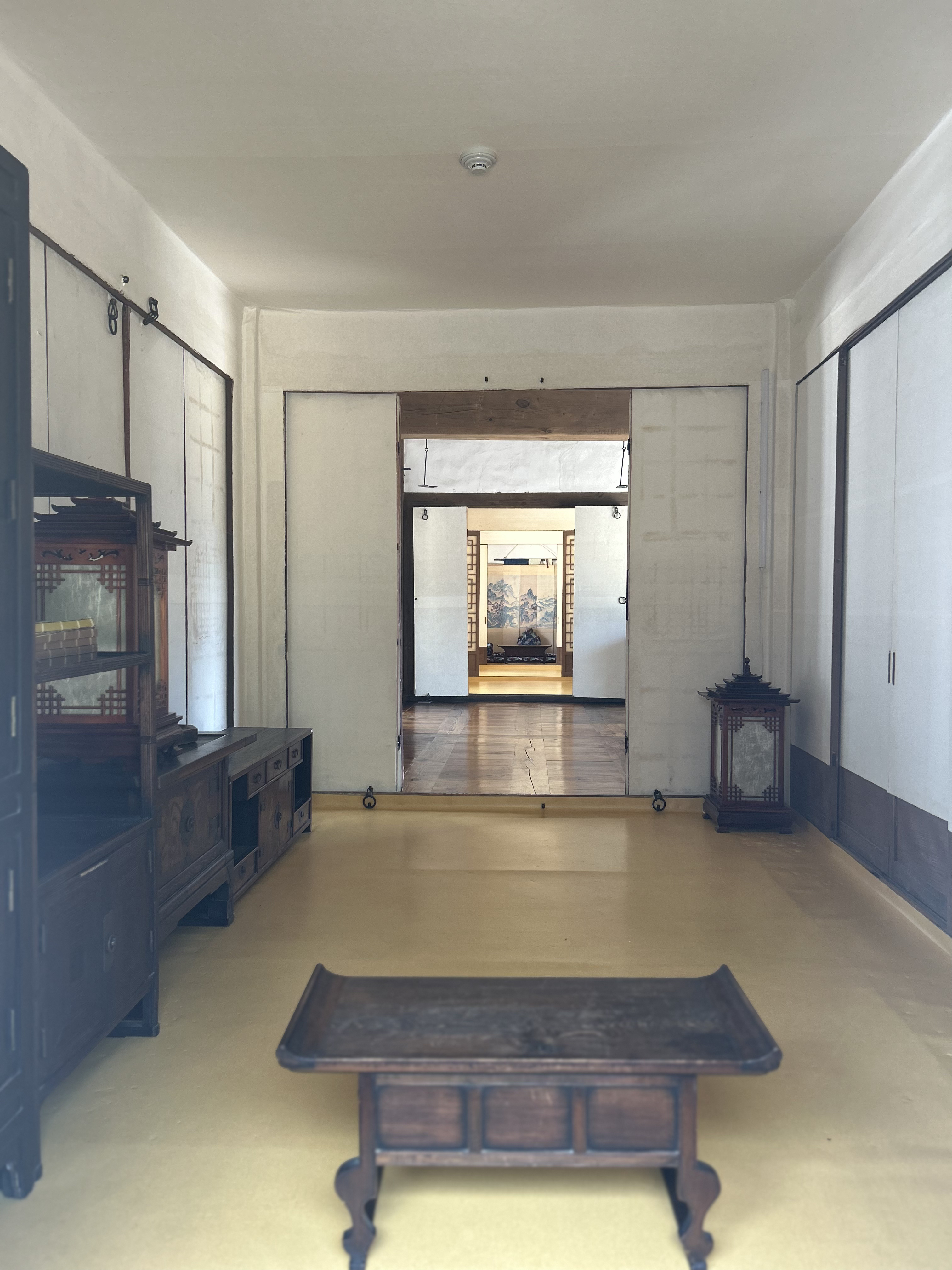
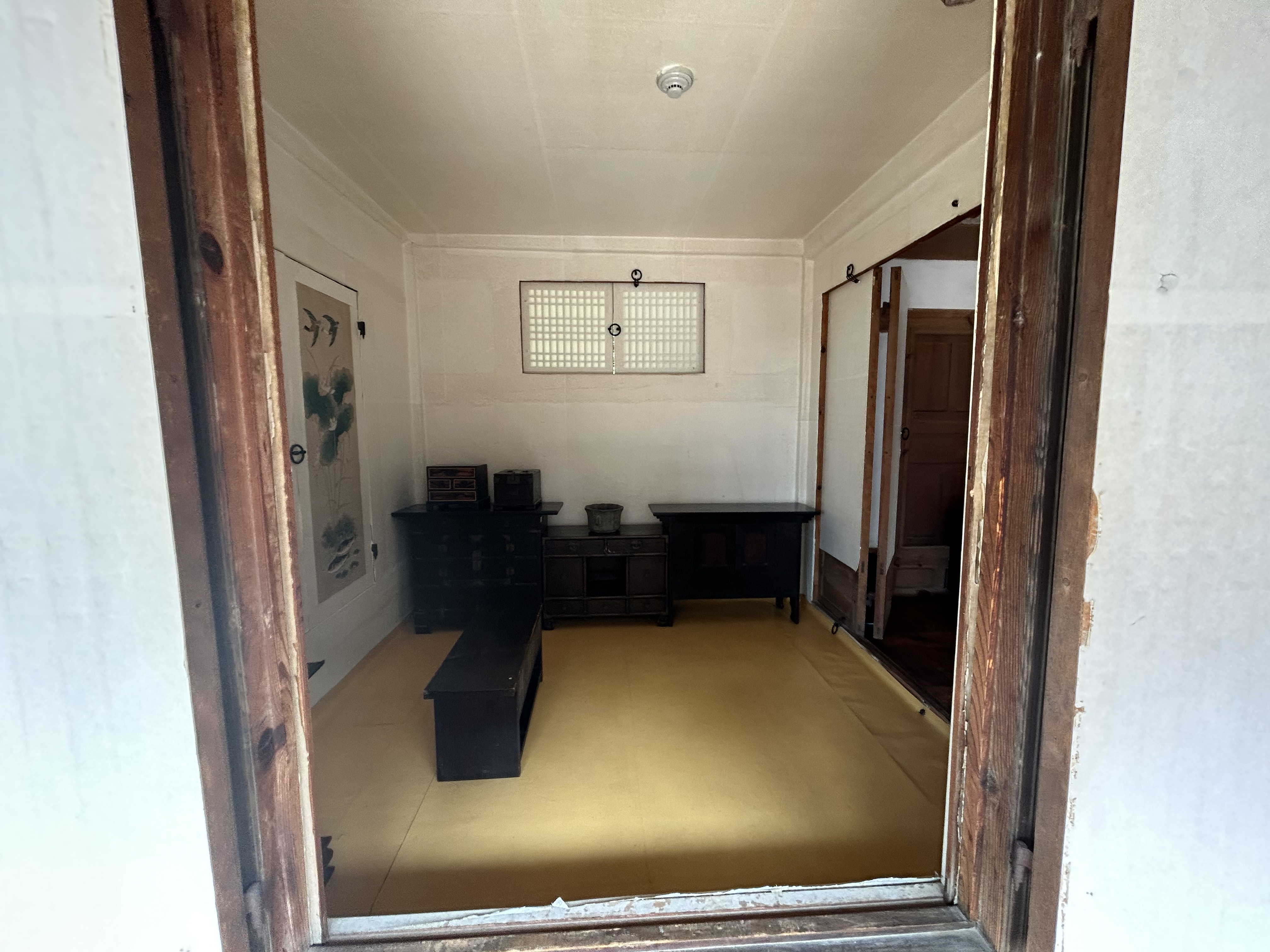
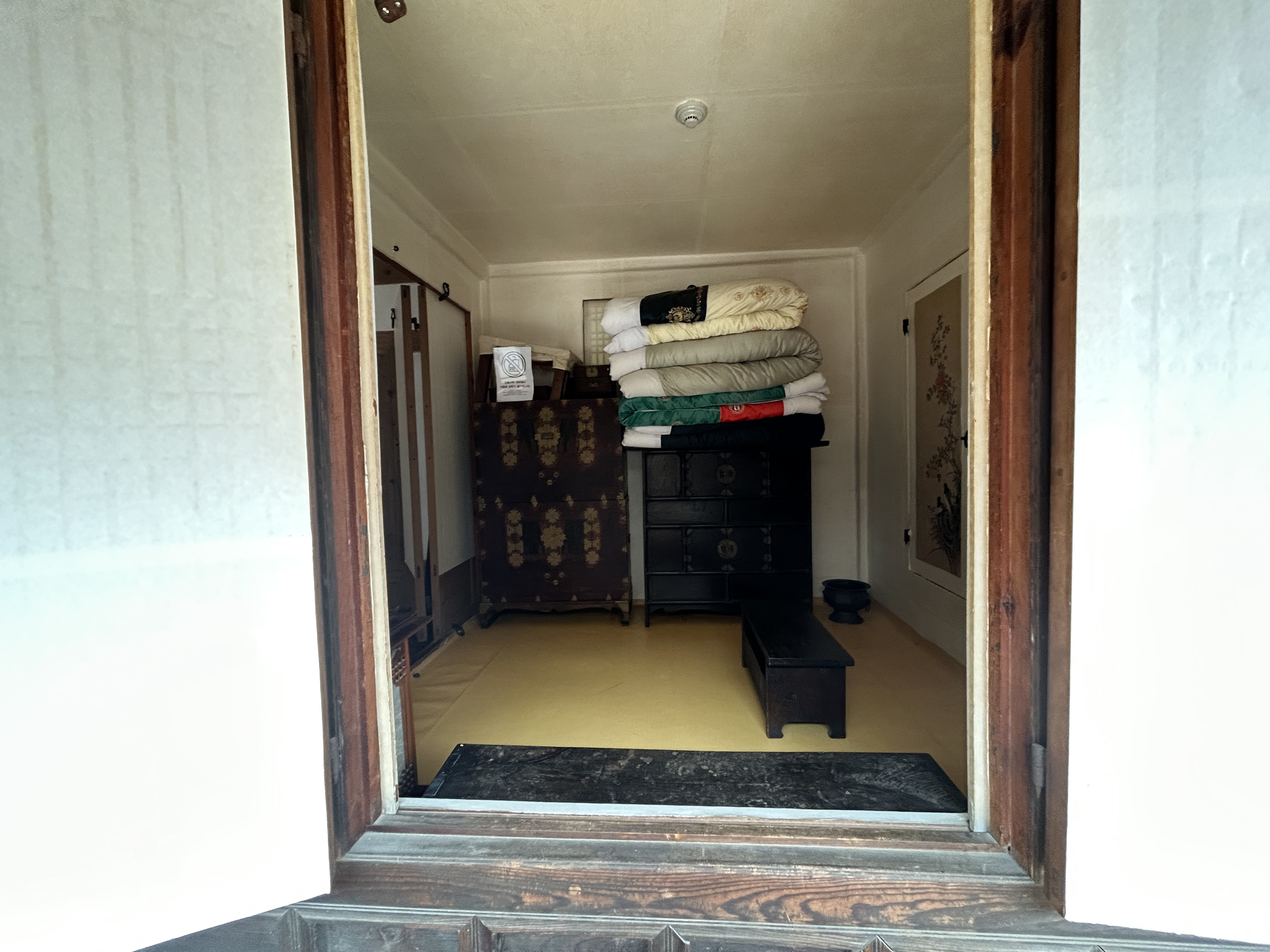
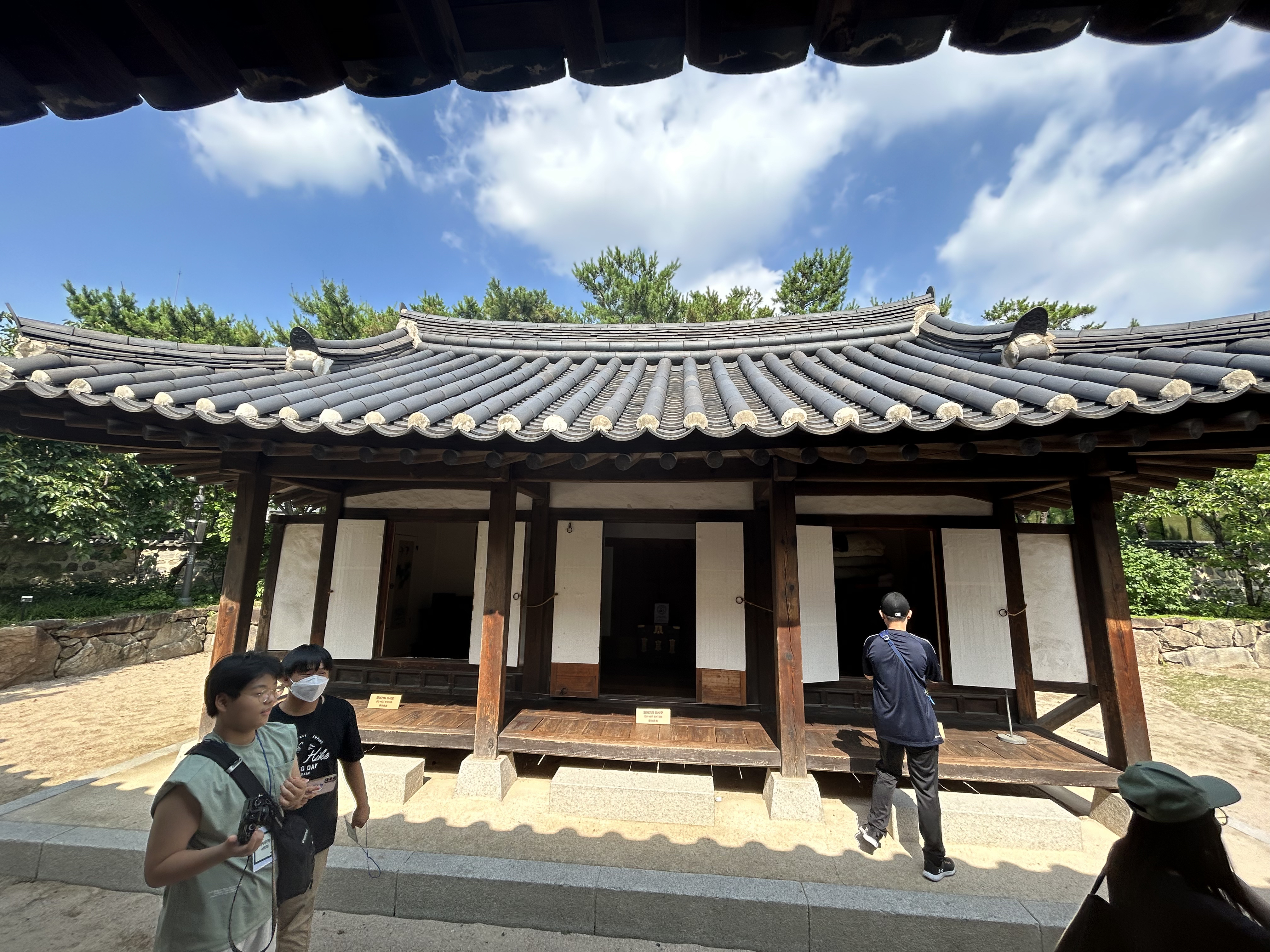